# ブラッド・ソード
『ブラッド・ソード』(Blood Sword)は、デイブ・モリスとオリバー・ジョンソンによるゲームブック作品である。パラグラフの選択でストーリーが進むというゲームブックの体裁を取っているが、それぞれ違う役割を持った複数のキャラクターが登場し、多人数でパーティーを組んでプレイできるところなどテーブルトークRPG (TRPG) の色合いが濃い。
1980年代後半に、Knight Books より全5巻が出版された。日本では大出健の翻訳が富士見書房より発行されたが（刊行レーベルは富士見ドラゴンブック）、最終巻のみ訳されていない。
その後、2010年代に、Fabled Lands Publishingよりペーパーバック版が表紙を新装される形で再発行されている。英語の小説（未訳）も存在しており、根強い人気があるゲームブック作品である。
イラストはラス・ニコルソン（全巻）、日本語翻訳のカバーイラストは小林治（1 - 4巻）が描いている。
英語版記事も参照(en: Blood Sword (gamebook series))

## 作品の制作背景
『ブラッド・ソード』が作られた背景について、デイブ・モリスは「当時、デイブ・モリス自身のロールプレイングゲームのキャンペーンと同様、世界を救うといった方向性ではデザインするつもりはなかった。しかし、オリバー・ジョンソンから常にこのシリーズは子供たち向けであることを思い出させられ、それにより生まれた。『ブラッド・ソード』のタイトルは、オリバー・ジョンソンが派手なタイトルの力を借りて、出版社に売り込んだもので、デイブ・モリスも『ブラッド・ソード』シリーズを始めたときは、「ブラッド・ソード」が実際に何であるかさえ知っていたかもよくおぼえておらず、まずはタイトルがあり、それから「ブラッド・ソード」をシリーズにどう組み込まれるかを考え出す必要があった」と語っている。デイブ・モリス自身は、「ブラッド・ソード」という言葉をシリーズの中で余り使わないようにしており、「生命の剣」と呼ばせている。また、古代の魔法の武器が分割され、それを集めなければならないのは、オリバー・ジョンソンのアイデアであったろうとも語っているが、同時に彼のアイデアは正しかったと認めている。
『ブラッド・ソード』の第一巻『The Battlepits of Krarth（邦題：勝利の紋章を奪え！）』はダンジョンの冒険を描いた作品であるが、デイブ・モリスはダンジョンに興味がなかった。しかし、オリバー・ジョンソンは、常に初めのゲームブックを商業的に成功させる必要性をデイブ・モリスの念頭に置くよう忠告し、典型的な読者を20代ではなく11歳の少年であることを指摘していた。デイブ・モリスはそのことを全く考慮していなかったが、『The Battlepits of Krarth』はシリーズのための指針となることを決定した。そのため、『The Battlepits of Krarth』のほとんどが原点の物語とセットアップとなり、「ブラッド・ソード（生命の剣）」についてすら一切、言及されることなかった。そして、シリーズ本来のストーリーは第二巻『The Kingdom of Wyrd（邦題：『魔術王を倒せ！』）』から始まっている。なお、デイブ・モリスは当時はその戦闘マップを本当に必要としていなかった、とも語っている。
「ブラッド・ソード」シリーズの特徴は、一連のロールプレイングキャンペーンとして5冊すべてをプレイできることである。これは、スティーブ・ジャクソンの「ソーサリー」シリーズや、マーク・スミスとジェイミー・トムソンによる「Way of the Tiger」シリーズがすでに試みていた。ただし、デイブ・モリス「選ばれた者の物語」が決して好きではなく、自分の実力で英雄になるか、あるいは挑戦の中で失敗するキャラクターの物語にしたかったため、そのような物語にしやすいように、『ブラッド・ソード』を最大4人のチームでプレイできることにして、これがシリーズ最大の特徴となっている。
なお、デイブ・モリスは、「出版社は『ブラッド・ソード』を4人のプレイヤーが1冊の本でプレイできるように書くよりもそれぞれのキャラクターごとの作品を書く方が、少しの追加作業で4倍の利益が得られ、出版社にとっては魅力的だったかもしれないが、執筆活動をマーケティングの観点から考えたことはないので、「失われた機会」が存在したととるか、それとも「誠実さ」ととるか、読者が判断して欲しい」と語っている。また、当時の出版の配送における不確実性もあって、どの巻もそれぞれ物語が完結するような構成になっており、途中の巻をプレイしなくても大きな問題はないように描かれている。
『ブラッド・ソード』はTRPG『ドラゴン・ウォーリアーズ』と同一の世界である「レジェンド」を舞台としているが、デイブ・モリスは、「『ドラゴン・ウォーリアーズ』において展開される本来の「レジェンド」がコナン・ドイルのシャーロック・ホームズの小説であるならば、『ブラッド・ソード』の「レジェンド」は、コナン・ドイルの小説を原作にしたガイ・リッチーの映画や「ペニー・ドレッドフル」のような番組に近い関係にある」と語っている。『ドラゴン・ウォーリアーズ』がより現実に近い要素に焦点を当てるのに対し、「ミッドガルドの大海蛇・ジョルマンガルド」や「海賊王ハンガック」などの神話的な存在が多数出現する『ブラッド・ソード』は若い読者向けに、大きなインパクトを提供したものである。
この作品の中で、直接的なユーモアを示す部分は、ズルい妖精のファルタインとの取引や、会話が天気予報と到着時間の見積もりの繰り返しに限られた、話す船首像などいくつかの例しかないが、デイブ・モリスは、人間はどんなに絶望的な状況であっても、そしてむしろそのために、笑えるものを見つけるであろうということをいつも意識しており、地獄を這いずり回ったり、「終末」の刻限を数える場面でも笑いの要素があるため、シリーズの全てにユーモアがたっぷりと織り交ぜられている、と考えている。
当初は、デイブ・モリスとオリバー・ジョンソンが共同して執筆する予定であり、印税の契約を2分の1ずつにしていたが、オリバー・ジョンソンの出版の仕事が忙しくなり、デイブ・モリスが第1巻の4分の3、第2巻の一部のアイデア以外のほとんど、第3巻と第4巻の全てを書き上げている。その後は、デイブ・モリスが印税の4分の3、オリバー・ジョンソンが印税の4分の1と契約し直して、第5巻をオリバー・ジョンソンに、デイブ・モリスとジェイミー・トムソンが協力する形で書きあげている
。
『ブラッド・ソード』の登場人物は、デイブ・モリスのTRPGキャンペーンにおいて、登場させたキャラクターやプレイヤーがプレイしたキャラクターが数多く登場している。イコン（エイケン）、プシュケ、ササリアンは登場させたキャラクターであり、トビアス・ド・ヴァントリー、アンヴィル、バリアン、ザラ・ザ・マンティス、カルナズ・ウスタッド・フセインはプレイヤーがプレイしたキャラクターである。
この作品を書く上で、デイブ・モリスとオリバー・ジョンソンが影響を受けた存在として、ジャック・ヴァンス、オーガスト・ダーレス、マイケル・ムアコック、ロバート・ホールドストック、ロバート・アーウィン、サミュエル・ジョンソン、ロード・ダンサニー、ハワード・フィリップス・ラヴクラフト、イタロ・カルヴィーノといった作家、ヤン・シュヴァンクマイエルやレイ・ハリーハウゼンの映画、エリック・ゴールドバーグのボードゲーム、イギリスのコミック作家であるRon Embletonの『Wrath of the Gods』、BBCの『Out of the Unknown』、アメリカのコミック作家のロイ・トーマス、アメリカのイラストレーターのジーン・コーラン、北欧神話、イギリスのコミックブック出版社のValiant、いくつかの古典的な詩が挙げられている。特に、ジャック・ヴァンスへは、シリーズ全体で最もオマージュが捧げられている。
。
デイブ・モリスは、『ブラッド・ソード』のキャラクターの冒険の舞台として、『ドラゴンウォーリアーズ』キャンペーンの定番とも言えるエルエスランドやフェロメーヌに行かせられなかったことを残念に感じているが、『ブラッド・ソード』の第3巻におけるオトレメールなどのターシムの地の冒険は、明らかに本来の「レジェンド」のものであると語っている。
また、デイブ・モリスは、「『ブラッド・ソード』がその後も30代や40代の人々によって読まれていると知っていたなら、「本来の」レジェンドとするために、モンスターやダンジョンの罠などをより排除することにもっと大胆であったであろう。特に、「最後の審判の日」のフィナーレに関しては、その一部をブログで紹介したティム・ハーフォードの「Redemption」キャンペーンの方がずっとよく似合っていたと思う」とも語っている。
『ブラッド・ソード』は、長らく日本語翻訳だけでなく、英語でも絶版となり、入手が困難であったが、2014年に第1巻から第4巻が出版された。また、2019年にクラウドファウンディングの一種である「Kickstarter」の結果、第5巻のペーパーバックの新装版の出版が決定し、内容を一部改変した英語の書籍が出版され、（英語の書籍は）入手がしやすくなっている。

## システム
ブラッド・ソードには他のゲームブックにはあまり見られないシステムがいくつか採用されている。これらのシステムは、TRPGではよくみられるものである。
使用するダイスは6面ダイスのみであるが、多数のダイスを振ることもある。

### キャラクターの能力値と成長
キャラクターは四つの能力値であらわされる。
戦闘力
キャラクターの戦闘技術をあらわす。主に敵への物理的な攻撃の成功率に影響する。
精神力
主にキャラクターの敵からの精神魔法や精神攻撃への抵抗力。魔術師の場合は、魔法をかける能力をあらわす。
機敏度
主に動作の機敏さ、器用さ、機転をきかす能力をあらわす。
生命力
キャラクターの生命力を示す。傷を受けることで、生命力が減っていき、ゼロになると、そのキャラクターは死んだことになる。回復魔法や薬によって、生命力を増やすことができるが、初期の数値より上になることはない。
また、これ以外にもキャラクターの技術と力量を表す「経験点」と、キャラクターの成長度合いを示す「ランク」が存在する。経験点を250点得るとキャラクターのランクが一つ上昇し、それにともない戦闘力・精神力・機敏度が時々、上昇する。生命力は、戦士と盗賊はランクに6をかけた数値、僧侶と魔術師はランクに5をかけた数値となる。

### クラス
多くのゲームブックは1人で行動をするが、ブラッド・ソードでは4人までのパーティを組んで行動できる。
戦士（ウォリアー）
古代セレンチーヌの貴族に繋がる家柄の戦士。腕力と勇気、気高い目的があれば、いかなる目標も達成することができると信じる勇者であり、戦闘の専門家である。特殊な能力は持っていないが、他のキャラクタークラスより、戦闘力と打撃力が高く、鎧強度が高いチェーンメイルを着ることができ、最も戦闘能力に秀でている。軍隊を動かす戦闘指揮能力にも優れている。腕力を生かして扉を蹴破る、咄嗟に剣を投擲して敵を倒す、命を捨てる覚悟を見せ相手をひるませる等の行動に出る事もある。
しかし、騎士道精神を受け継ぐべく運命づけられているため、不利な状況でも名誉ある行動を優先せざるをえないことがあり、救うべき人間を見捨てる、暴徒に降伏する等の不名誉な行動を取ると、その巻のラストで得られる経験値が減点されてしまう。
4巻クリア後は、両手に剣を持つ事で2度攻撃可能な二刀流の技能や、武器を持たなくても戦闘力を低下させずに戦える素手戦闘の技能を身につけ、鎧強度がさらに高いプレートメイルを装備することになる。
盗賊（トリックスター）
機会を生かしたずる賢い機転や策略で生き抜くタイプのキャラクター。ペテンや背後からの攻撃を使っての勝利を選ぶ、ずるさを最大の武器にしている。開錠、演技、話術、手品、いかさま、腹話術等、状況に応じて多彩な特技を使い分け、様々な状況を切り抜ける。盗賊独自の選択肢では、TRPGの巧みなロールプレイのような機転やずる賢さを発揮する場面が数多く見られ、『ブラッド・ソード』という作品の特徴にもなっている。
戦士に次ぐ戦闘力を持ち、弓矢による攻撃が可能で、さらに他のクラスよりも敵の攻撃から身をかわす技術に優れている。4巻クリア後は、身をかわす技術がさらに強化される。
さらに、英語旧版・日本語翻訳版では、一戦闘に一度だけ二回行動できる「ダブル・アクション」を使えるため、戦士よりも戦闘時に有利な部分も存在する。しかし、英語新装版では「ダブル・アクション」は、なくなっている。
作者であるデイブ・モリスは、読者から「トリックスターなしで冒険を完了できるのか」という質問が寄せられたことがあると語っている。「もちろん、トリックスターなしでも冒険を達成できるが、トリックスターがいるともっと楽しめると思う」という回答がされている。
僧侶（セージ）
不毛の島・カクソスにある厳格な啓蒙主義の修道院で肉体と精神の修行を積み、超能力を習得した僧。古代の伝承や、様々な言語、数々の文献、多様な分野に関する知識に詳しく、その知識によって、冒険の成功に大きく寄与する。禁欲的な修行者であり、常に精神を磨くことを求めている。生命力回復術、空中浮遊、悪霊払い、透視術、読心力という超能力を使いこなす。
生命力回復術は自分の体力を掛金にした確率的には有利なギャンブルであり、超自然の力によって、自分を含めたパーティーの仲間の生命力を回復させることができる。ただし、すでに生命力がゼロ以下になり、死んだキャラクターは生き返らせることはできない。英語旧版・日本語翻訳版では、戦闘時以外は何度でも行うことができたが、英語新装版では戦闘のないパラグラフにつき、一度しか行えず、再度、実行するためには違うパラグラフに移動する必要がある。
「読心術」は、考えを知る能力。「透視術」は、石や金属は通すことはできないが、カーテンや霧・水のような柔らかい物質を通して見る能力。「空中浮遊」は、体にかかる重力を無効にし、真っすぐ空中に上昇させることができる能力。「悪霊払い」は、超常的なエネルギーで現世にとどまる幽霊や他の悪霊を払う能力であり、基本的に2つの選択肢からどちらかを選ぶ事や、ダイスを振った結果で、成否を判定するが、例外的に自動的に成功することもある。
戦闘では弓術や当たりにくいが打撃力をあげ、敵のバランスを崩させる六尺棒術を使用可能。4巻クリア後は、生命力回復術の成功率が上がり、超能力も選択肢無しに成功するようになり、特に「空中浮遊」がかなり有用となる。
魔術師（エンチャーンター）
戦闘能力は劣るが、様々な魔法を使用する事ができる。魔法の呪文に誇りと信頼を持っており、真の力は神秘的な魔術の力を巧みに使うことにあることと考えている。主に戦闘用の魔法を使用するが、非戦闘魔法も少しだけ使用可能。
魔法は事前に使うためにいくつも準備できるが、一つ準備するたびに、精神力の数値が一つ減るため、冒険中に精神力判定を要する攻撃を受けやすくなるうえに、魔法の成功率が下がるというデメリットが存在する。魔法をかけることに継続して挑戦すれば成功率があがるが、違う魔法をかけることにした場合や、途中で中断した場合、再度、挑戦しても成功率が低い状態からのやり直しになる。ほとんどの敵の魔術師も同様の方法で魔法をかける。
4巻クリア後は、魔法の成功率が大幅に上がる。
非戦闘魔法は三つ使え、「ファルタインの召喚」は、要求をかなえるために、必要な時に、ずる賢い妖精であるファルタイン（後述）を呼び出す魔法であるが、要求の代償を要求されるため、駆け引きを必要とする場合や、かえって良くない結果になることもある。「予言」は、ありえる未来を少しだけ見ることができる。「魔法探知」は、魔法が付近で使われている時に知らせてくれる魔法である。非戦闘の魔法は、何回でも使うために試みても、問題でないため、ダイスロールをする必要はない。日本語翻訳版では、この三つの魔法はレベル1とされるが、英語旧版・英語新装版では特にレベルは設定されていない。
扱いが難しいキャラクターであるが、2レベルの「緊急救出」がかなり有用であり、5レベルの魔法である「ネメシスの電光」と「盲目的服従」が成功した場合、非常に強力なため、（英語新装版の新魔法「塩の柱」の存在も含めて）裏技的な手段や巧みな戦術を使った場合、大幅にパーティーの勝利に貢献できるキャラクターである。
必ず4人のキャラクターを全員使わなくてはならないわけでなく、ゲームに投入するキャラクターの人数を少なくすれば、一人一人のキャラクターの能力が高くなるというルールがある。
場面によっては、特定のキャラクターがいないと選択することが出来ない行動があることもある。
また、バトルオーダーとして、パーティーの隊列の順番を決める必要がある。推奨されているバトルオーダーは、「1・戦士」、「2・僧侶」、「3・魔術師」、「4・盗賊」である。

### 参加人数
ゲームブックは1人で遊ぶものが多いが、ブラッドソードは複数人が同時に遊ぶことができる。複数人で遊ぶ場合は、パーティーを組んでいるキャラクターたちを、参加者たちがそれぞれ一人ずつ担当することになる。二人以上が同じクラスのキャラクターを選ぶことはできず、各キャラクターのクラスは別々となる。
複数人で遊ぶ場合は、一冊のゲームブックを全員で読むことになる。このとき、参加者のうちの1人がプレイに参加せず本の読み手となり、戦闘時のモンスターの操作などを受け持つという遊び方もある。そのような役割を与えられた参加者は、ゲームマスターと呼ばれることになる。（そのため、ゲームに参加できる最大人数は、プレイヤー4人+ゲームマスター1人で5人である。）
複数人で遊ぶ場合、特定のキャラクターだけが単独行動するような場面となった時は、そのキャラクターを担当している参加者のみが本を読む。文章の中には、全員に公開する情報とキャラクターのみが知りうる情報（キャラクターを担当している参加者の判断で、ほかの参加者に公開するか秘密にするか決める）が記述されている。
プレイヤーが担当するキャラクターが死んだ場合、敵として、戦略を練って、行動を決め、ダイスを振ることが推奨されている。

### 戦闘
ブラッド･ソードで戦闘が発生した場合、敵の能力値の他に、戦闘マップと敵と味方の立ち位置が示される。
地図は将棋盤のようにマス目で区切られており、この地図を元にウォー・シミュレーションゲームのように戦闘を行う。
戦闘はラウンド制で行われる。行動は戦闘を行うものそれぞれの機敏度の数値の順番で行う。最も高い機敏度を持つ戦闘を行うものが最初に行動し、それから次に高い機敏度を持つ戦闘を行うものが行動して同じように続ける。同じ数値の機敏度を持つ戦闘を行うものは同時に行動する。なお、日本語翻訳版では、同じ数値の機敏度を持つ場合はダイスを振って順番を決めることになっている。
各ラウンド、全てのキャラクターは攻撃、魔法をかける、など一つの行動を行う機会を得られ、好きな行動を行うことができる。生命力がゼロにまで減らされて死んだ場合、そのラウンドが終了していなくても、行動することはできない。
（魔法や射撃などは除いて）直角に隣接したマス目にいる敵のみ、攻撃することができる。別のキャラクターがいるマス目や、マス目がないところ、黒く塗られたマス目は柱や大きな像のような障害物があり、動くことができない。灰色のマス目は、敵だけが動ける熱い石炭の床などであり、敵は通り抜けて動くことができるが、プレイヤーたちにはできない。
別に定められていなければ、敵は常に最も近い、通り過ぎる必要があるマス目の数が最も少ないプレイヤーを攻撃しようと動く。同数である場合や複数の敵と隣接している場合、誰を攻撃するか、ダイスで決めることになる。

### 戦闘行動
戦闘
直角に隣接したマス目にいるどの敵にも攻撃できる。
移動
直角の移動のみに限定され、対角線の移動や、すでに占有されたマス目の上を通り抜けることや止まることはできないが、戦闘マップのどのマス目にも移動できる。日本語翻訳版では1ラウンドにつき、マス目一つ分しか移動できず、これが英語旧版・新装版との最も大きな違いとなっている。
また、ラウンドの始めに敵と隣接していた時、敵より高い機敏度を有している時は移動できるが、機敏度が相手より同数か低い時、直前のラウンドで防御を選択していた場合のみ移動することができる。なお、日本語翻訳版のルールでは、防御を選択しなくても、移動自体は自由に行うことが可能である。
防御
次のラウンドの順番までの1ラウンド持続する。敵は、防御中の相手に攻撃を当てるために攻撃判定のダイスを通常より1個多く振る。
射撃
直接隣接したマス目を除いた戦闘マップのどこにいる敵に対しても、矢を射ることができる。キャラクターでは、これを選択できるのは僧侶と盗賊だけである。
逃走
逃走するためには、パーティー全員が脱出口のマス目か、脱出口のマス目にいる他のプレイヤーにいる隣接しているか、脱出口のマス目に隣接しているか、いずれかの状態で、そのラウンドを開始せねばならない。パーティーは、全てのプレイヤーが逃走に同意した場合のみ逃走することができる。パーティ全員が逃走するのは、機敏度が最も低いプレイヤーの順番の時になる。日本語翻訳版のルールでは、例外的に脱出口のマス目には複数のキャラクターが入ることができ、逃走の時には、脱出口のマス目に全てのキャラクターが入った次のラウンドで逃走できるとしている。なお、この時には敵からの攻撃は受けることはない。

### 武器と鎧と持ち物
特にキャラクターによって使える武器については限定はされていない。武器を失った場合、戦闘力と打撃力を、新しい武器を手に入れるまで、それぞれ2減らす。ただし、4巻クリア後の戦士には適用されない。ただし、（特に明言はされていないが）僧侶は六尺棒を使わない場合、六尺棒術は使えないものと考えられる。
鎧については、戦闘中の物理攻撃や攻撃魔法、落下などの衝撃の負傷を鎧強度の数値分、軽減させる効果を持つ。なお、キャラクターによって使える鎧の限定は明言されていないが、魔術師は銀の鎧以外の金属製の鎧を身につけると、魔術は使えないものと考えられる。また、プレートメイルは戦士しか身につけられないと考えられるが、チェーンメイルは盗賊や僧侶が身につけられるかはそれほど明確ではない。
持ち物は、一人のプレイヤーにつき、10個のアイテムまでしか運べない。金貨袋は、どれだけの金貨が入っているかに関わらず、一つのアイテムと数える。僧侶と盗賊が使うことができる矢筒は、入っている矢の数に関わらず、あわせて一つのアイテムとして数える。

### 選択制ルール
英語新装版では、選択制ルールとして、三つのルールが提案されている。プレイヤーは好きなようにこのルールを使うことを選択して、遊ぶことができる。
- 好きなだけ戦闘マップを移動できるのではなく、1ラウンドにつき、機敏度の半数だけマス目の数だけ移動することができる。
- 戦闘中に殺害されても、パーティの残った仲間が戦闘に勝てば、そのキャラクターは、ダイスを一個振った数値である1-6の生命力を持って生き返ることができる。
- パーティーが全滅しても、そのセクションの脱出の選択が存在した場合、それを選択したことにして、パーティー全員が、ダイスを一個振った数値である1-6の生命力を持って生き返ることができる。

### 新ルール
2023年9月に、デイブ・モリスのブログである「Fabled Lands」において、『ブラッド・ソード』の新ルールが追加発表されている。
ブログによると、「『ブラッド・ソード』の厳格なルールが現代のゲームブックの考え方と合っていないことに気づいた。ゲームブック内で死ぬにしても、少なくとも、もっと考えるべきだったか、手がかりや警告に注意を払うべきだったと気づく悪い決定の結果であれば、受け入れることができる。しかし、キャラクターのヒットポイントがゼロになれば、最初からやり直させるやり方は、今日では、それが本を部屋の向こうに投げ飛ばす原因になりかねない。パーティにセージ（僧侶）をいれて、その生命力回復術に頼ることはできるが、セージがいなくてはプレイすることが不可能にならないようにすべきである。キャラクターが戦闘を生き延びた場合に生命力を完全に回復させることを提案されたが、それではセージの生命力回復術をかなり無用なものにする可能性があるため、そこまでは今までと離れたものにしたくはなかった。そこで、これらのオプションルールを『ブラッド・ソード』のルールに追加した。好きなものを選んで使用が可能である」とされている。
これには、上記の英語新装版の選択制ルールに加えて、
- 戦闘に勝利した後、パーティ内の生存した全てキャラクターは、失った生命力のポイントの半分を切り上げて回復できる。例えば、通常の生命力が30で、戦闘後に9の生命力で終了した場合、スコアが20に復元される。これは勝利した場合にのみ適用され、戦闘から逃げた場合は適用されない。生命力は戦闘が終了し、すべての敵が倒されるまで回復しない。戦闘中に生命力が0になったキャラクターは回復せず死亡し、失われてしまう。

というルールが追加されている。

## 魔法
『ブラッド・ソード』では様々な魔法が登場するが、戦闘中に使える魔法は攻撃魔法と精神魔法に分かれる。戦闘魔法は単純にダメージを負わせて、生命力の数値から減らすものであるが、鎧強度は魔法のダメージにも有効である。また、精神魔法は、精神力の判定に成功すれば抵抗することができ、（わずかな例外を除いて）失敗に終わる。このダメージは、鎧強度は有効ではない。魔法をかけるのは（「死の接触」を除いて）戦闘マップにいる敵全員に対して有効である。
この作品において、戦闘に登場する魔法は以下の通りである。なお、5巻に登場するザラ・ザ・マンティスが使う「死の雷（原文：Incantation of Fulminant Death）」など、数値化されていない様々な強力な魔法がこの作品には多数登場する。
炎のスプレー レベル1
全ての敵に対する攻撃魔法。
ナイトハウル レベル1
単体の敵に対する精神魔法。5ラウンド継続する。
白い炎 レベル1
単体の敵に対する攻撃魔法。
クリソトーチ レベル1
鎧強度が増す魔法。戦闘中有効。重ねがけはできない。4巻に登場するトビアス・ド・ヴァントリーが使う。
ハラゲイ（コンセントレーション）（原文：Haragei(Inner Force)） レベル1
打撃力が増す魔法。4ラウンド継続する。4巻で対決するイコン（エイケン）が使う。原文と日本語翻訳では意味が異なる。
ソードスラスト レベル2
単体の敵に対する攻撃魔法。
虎の目 レベル2
味方に対する強化魔法。戦闘力と打撃力を上げる。5ラウンド継続する。
緊急脱出 レベル2
他のプレイヤーの意思に関わらず、魔術師の判断でパーティー全員をテレポーテーションさせて、逃亡する魔法。
幻の蛇 レベル2
単体の敵に対する精神魔法。2巻に登場するオーガスタスが使う。
幻惑 レベル2
単体の敵に対する精神魔法。4ラウンド継続する。2巻に登場するオーガスタスが使う。
ユークティア レベル2
単体の生命力を回復する魔法。4巻に登場するトビアス・ド・ヴァントリーが使う。
ヒカリ（光）（原文：Hikari (Fire)） レベル2
全ての敵に対する攻撃魔法。4巻で対決するイコン（エイケン）が使う。光の魔法なのか、炎の魔法なのか、不明。
死の霧 レベル3
全ての敵に対する精神魔法。
ヴァンパイア レベル3
単体の敵に対する精神魔法。奪った生命力の半分は、自分の生命力の回復にあてることができる。
塩の柱（原文：Paller of Solt） レベル3
マップ上の一つのマス目に、味方も敵も、入ることも通り抜けることもできない障壁を作る。5ラウンド継続する。英語旧版、日本語翻訳版では存在せず、英語新装版で追加された魔法である。
粉砕 レベル3
単体の敵に対する攻撃魔法。2巻に登場するオーガスタスが使う。
カタクロニズム（時間錯乱） レベル3
全ての敵に対する精神魔法。6ラウンド継続する。4巻に登場するトビアス・ド・ヴァントリーが使う。
ニンドウ（不可視）（原文：Nindo (Invisibility)） レベル3
姿を消す魔法。4巻で対決するイコン（エイケン）が使う。原文を見ると、忍術のイメージが強い魔法である。
雷撃 レベル4
全ての敵に対する攻撃魔法。
セローニゼーション（雷撃） レベル4
単体の敵に対する攻撃魔法。4巻に登場するトビアス・ド・ヴァントリーが使う。
死の接触 レベル4
単体の敵に対する精神魔法。隣接したマス目にいる敵にしか効果がない。抵抗に成功しても、軽減はされるが、ダメージを与えられる。
シャケン（投げ菱）（原文：Sha-ken (Throwing stars)） レベル4
単体の敵に対する攻撃魔法。投げ菱（原文：sha-ken）を投げる魔法。4巻で対決するイコン（エイケン）が使う。原文を見ると、忍術のイメージがかなり強い魔法であり、投げ菱ではなく、手裏剣を投げる魔法かもしれない。
ネメシスの電光 レベル5
単体の敵に対する攻撃魔法。絶大な威力を誇り、魔術師がランク2の時点でも使えるため、一発逆転や大物食いを可能とする魔法である。
盲目的服従 レベル5
単体の敵に対する精神魔法。抵抗に失敗した場合、敵をあなたの支配下に置く。敵は、完全に動くことをやめ、非戦闘中の状況ではあなたの質問に答えようとする。戦闘中に、服従させた敵に、以前の仲間を攻撃するように命令した場合でも、6分の1の確率でしか破れない。服従は、戦闘が終わり、その敵を殺害するまでに充分な時間続く。かけることに成功すれば非常に強力な魔法であり、到底、勝ち得ない強敵であったとしても、その敵の精神力が11以下である場合、盲目的服従が有効な敵である場合、勝利に導くことも不可能ではない。
死の凝視 レベル5
単体の敵に対する精神魔法。相手を即死させる。4巻に登場するキルケーが使う。なお、キルケーは、名称は不明であるが、同じレベル5の精神魔法である相手をウジ虫に変える魔法も使う。
スローマーダーの呪文 レベル不明
全ての敵に対する精神魔法。1巻に登場するスミーボーグが使う。魔法の準備が不要な上に、自動的に成功する。抵抗に失敗する度、1ラウンドに受けるダメージが累積する。
衝撃波 レベル不明
全ての敵に対する攻撃魔法。夢の世界のクモの巣を通して放たれる。魔法の準備が不要な上に、自動的に成功する。鎧強度は通用しない。2巻に登場するワーロック王が使う。
プシュケの魔法（名称不明） レベル不明
全ての敵に対する精神魔法。3巻に登場するプシュケが使う。相手を猿に変える。かけられたキャラクターが元にもどる記述がないため、プシュケが死んでも、解除はされないようである。使用回数になんらかの制限がある可能性がある。また、プシュケは、別の魔法で戦うために真紅に輝く剣をつくりあげることもできる。
千年の眠り（原文：Thousand – Year Sleep spell） レベル不明
単体の敵に対する精神魔法。5巻に登場するニンフが使う。魔法の準備が不要な上に、各ラウンドに自動的にかけることができる。相手を千年の間、眠らせることができる。隣接した人物が起こすことを試みることもできるが、1ラウンドを使い、6分の4の確率でしか起きない。
パワーボルト（原文：majical Pawer Bolts） レベル不明
単体の敵に対する攻撃魔法。5巻に登場する五人の真のマグスが使う。魔法の準備が不要な上に、各ラウンドに自動的にかけることができる。戦士は受けたダメージを半分にすることができる。ブルー・ムーンが放つものは、「ミラージュ・ボルト（原文：cysnic Mirage Bolt）」と呼ばれる。

## 世界観
本作は、デイブ・モーリスとオリバー・ジョンソンによって創作された架空世界「レジェンド」を舞台としている。この「レジェンド」は、イギリス製テーブルトークRPGである『ドラゴン・ウォーリアーズ』(en:Dragon Warriors)のために設定された「レジェンド」という世界と同一である。
レジェンドの特徴は「基本的にヨーロッパの中世にならっているため、世界観もその時代のものが援用されている」、「ヨーロッパの暗黒時代末期から中世の雰囲気を強くもってはいる」ことである。単にうわべの雰囲気をまねただけではなく、たとえばキリスト教のような宗教（トルー・フェイス）とイスラム教のような宗教（ターシム）が広まっており、異教徒であるターシムの教徒に押さえられた聖地を奪回するために十字軍を派遣されていたりする。宗教面においても、トルー・フェイスとターシムの信じる神が実は同一であり、ターシムの預言者であるアカバーが、トルー・フェイスの救世主であるガタナデスを自身の先駆者とみなしているところもかなり現実の世界と近似している。
旧セレンチーヌ帝国のように、現実のローマ帝国をモデルにしていると思われる国家も存在し、公表されているレジェンドの世界の地図も、現実の「ヨーロッパ地方や中東地方、アフリカ大陸北部」を想起させるものとなっている。ただし、現実の日本に似た「ヤマト」とは積極的な交流が行われており、地図も海が「バルト海」や「黒海」に近い場所には存在せず、「カスピ海」の近い位置に大きな湖が存在しないなど異なる点も同時に多くある。
また、レジェンドの大きな特徴として、ファンタジー要素が少しだけ入り込むだけの、かなりリアルな世界である「ロー・ファンタジー」と意図されていることである。そのため、『ドラゴン・ウォーリアーズ』でも、エルフやケンタウルスなどは、人間の心理の何かを表す非論理的で夢幻的なものであるとされ、社会を形成する基盤の一部ではないため、独自の習慣や生態系を持つ民族集団として扱われていない。
また、本作は千年紀をテーマにしており、10世紀から14世紀ぐらいまでのヨーロッパや中東に似た世界を舞台にして、主人公たちが各地で活躍し、トルー・フェイスを信仰するコラード人ばかりでなく、ターシムを信仰するターシム人たちも、共通の敵である古代の神にあたる「真のマグス」に対抗するため、積極的に主人公たちに協力する。
ただし、製作者であるデイブ・モリスが自身のブログにおいて、『ブラッド・ソード』には、多少の独自の解釈が入っており、完全に正規なレジェンドの世界観は採用していないと言及している
。

### レジェンドにおける「西方世界」について
レジェンドは、上記のとおり、中世ヨーロッパによく似た世界観である。特にその主な 冒険の舞台となる西ヨーロッパに似た「西方世界」は、かつて暗黒時代と呼ばれた時代を含む中世ヨーロッパの中期から後期までの10世紀から14世紀ぐらいまでのヨーロッパに近い世界であるため、東ローマ帝国（ビザンツ帝国）に似た新セレンチーヌ帝国やイスラム世界に似たターシムの国々に比べ、（かつての旧セレンチーヌ帝国の栄光時代があるにも関わらず）文明の発達が遅れ、貧しい世界であるという設定とされている。
そのため、西方世界では（古代の神々を信仰するクラースやワイアードと異なり）「トルー・フェイス」といった一神教の新しい宗教が信仰される一方で、ほとんどの地域が商業が未発達なため、できる限り自給自足しなければならず、都市でも道路は舗装されず、水路は泥だらけである。その特産物も、長距離の貿易には不向きな木材や毛皮などが主なものである上に、さらに、コラーディアン海周辺およびアルビオン南部の沿岸地域などの一部の地域は例外として、都市外の道路の貧弱さ、治安の悪さ、そしてペストの流行により、流通が停滞している。
また、『ドラゴンウォーリアーズ』の第6巻である『The Lands of Legend』によると、西方世界の支配階級の人々は、戦争を領土を拡大し財を得る手段以上のものと見なして、それに栄光と名誉を見出している。西方世界には、戦争が時代遅れになりつつあると考えられている比較的、文化的な地域も存在するが、大きな町や都市で裕福な商人が楽しむことができる文化的な娯楽は地方では知られていない。そのため、西方世界の支配階級である騎士たちの多くは、冷たく、陰鬱な城での生活にはほとんど楽しみが見いだせず、狩猟、宴会、鷹狩り、農民との乱闘を娯楽としている。
騎士たちは幼少期から武術の訓練を受ける、容赦のない木製の杖による激しい打撃戦や狩り、障害馬走、射撃競技により、筋肉が鍛えられ、痛みに慣れ、精神は戦闘手段や戦術によって訓練された成人に成長していく。これが、生活様式そのものである。軍事活動がないときに騎士たちが退屈を紛らわせるための手段として、当初は武者修行の挑戦や小競り合いを行っていたが、騎士道の発達とともに、それが発展して、戦士としての技術を磨くことも可能とする命をかけた真剣勝負である「ウォーゲーム」であるトーナメント（馬上槍試合の競技会）、ジョスト（馬上槍試合の一騎打ち）を行っている。
それに対し、ターシムを信仰している国々は、シルク、真珠、貴金属など、輸送が容易な商品に富んでいる上に商業が発達しており、その生活は豊かであり、その思想も平和でより文明的である。その中でも、マラジットの国は特に進歩的で、全てのレジェンドの中で見いだされる最も優れた芸術の一部を発展させ、その都市は素晴らしい尖塔、ミナレット、アーチで溢れており、数学や天文学も優れている。
また、新セレンチーヌ帝国のその首都タモールでは、かつての旧セレンチーヌ帝国のように、すぐれた建築物が並ぶ上に、都市から排水を送り出すための下水道や、裕福な家々には水を供給するための水道、冬に家を暖かく保つための床暖房の仕組みが整備され、都市内の道路は舗装され、水路も清潔に保たれている。また、夜にも大きな火鉢が通りの角に燃え盛り、活況である。さらに、市民軍も常に巡回し、治安が保たれており、「魔法学校」も整備されている。そればかりでなく、都市の外ですら、旧セレンチーヌ帝国の時代の動脈であったまっすぐな道路が、縦横に交差しているため、都市間の貿易もスムーズに行われており、さらに、先進的な農法技術により、年々豊かな収穫が確保されている。
このように勇ましい反面、貧しい西方世界であるが、そのために本能的な攻撃性を失なわず、領土を拡大することを推進し、西方世界諸国による十字軍がつくられ、クレサンチウムなどのターシムの地の一部を奪っている。これは、トルー・フェイスとターシムとの宗教的な問題による理由だけではなく、新規の貿易路の開放やターシムのシルク、香辛料、象牙、宝石を望む商人たち、新たな領土を求める強盗騎士や傭兵たち、政治的な狙いもあるトルー・フェイスの教皇の主導によるものである。
ただし、その西方世界も、ショーブレット、アルガンディー、カールランドといった国家は、中央集権的な国家の力と法の信頼性の向上により、領主の紛争は王に訴えることにより、しばしば裁判で解決されるようになっている。また、農業の発展（くびきや3年ごとの作物の輪作）により、より大きな農業生産がもたらされ、そのために戦争の必要性が減少している。また、多くの貴族が今では、商業活動に手を染めはじめ、これが今までの伝統的な収入源である領土よりもさらに利益をもたらすことを知り、通商は安全で平穏な時代において栄えるため、隣人から領土を奪うために戦争をするよりも、平和裏に利害関係を処理をするようになっている。現在では、戦争を開始した領主は、戦争に勝利したとしても、より貧しくなりかねない状況である。また、問題を引き起こす好戦的な騎士の多くが文明化された諸国から引き離されて、十字軍の絶え間ない戦闘に参加させているため、文明化された諸国は比較的平和になり、高潔な騎士道の時代に入っている、という現象も起きている。前述のトーナメントとジョストは、負傷の危険を最小限に抑えるための具体的なルールを持つ形式化された競技となっており、西方世界も発展の兆しを見せている。
ただし、これは、前述したショーブレット、アルガンディー、カールランドといった諸国に関してであり、『ドラゴン・ウォーリアーズ』の主要な舞台であるエルエスランドは領主たちが戦争を行う時代が続いている。
『ブラッド・ソード』では、直接的には「西方世界」は冒険の舞台とはならないが、このようなレジェンドの世界をその背景にしている。

### レジェンドの「西方世界」における社会階級について
『ブラッド・ソード』には様々な社会階級の人物が登場するが、主人公たちの出身地と思われるレジェンドにおける「西方世界」における社会階級については、『ブラッド・ソード』と世界観を共通する『ドラゴンウォーリアーズ』の第6巻である『The Lands of Legend』において詳細に説明が行われている。
レジェンドの「西方世界」の社会階級は、現実の中世ヨーロッパの封建時代のものに酷似しており、相互の義務と階級構造の複雑なシステムが存在する。なお、社会階級は完全に固定されているわけではなく、変動はある程度存在する。ショーブレットのような秩序ある国家ではあまり発生しないが、アルガンディーや北アルビオンでは、戦争によって、領主が全ての所領を奪われたり、徴兵された兵士が騎士に叙されることもある。富や名声などの変動（特に教会の高い職位）も、階級の変動を生む要因である。
貴族階級には、強力で主要な領主とその家族が含まれる。この領主に付随する騎士はジェントリ（下級地主）であり、この階級にはまた、小領地の小領主も含まれる。なお、城から城へと旅する吟遊詩人は、非常に高く評価されており、ジェントリーに匹敵するかもしれない階級にあたる。
街と地方の分離は形づくられつつあるが、富と貧困、安全と不快感が混在する前者を選択したものが人口の10分の1以上を占める地域は、コラーディアン海の海岸沿いの間だけである。
街では、地方の貴族やジェントリの次に、職人が最も高い地位を持っている。彼らは、ギルドを統合し始めたばかりの石工、造船業者、大工などであり、将来的には多大な権力を握ることになる。おおよそ同じ地位に、行政官や法律家、医師などの学識ある専門家がいる。
その次に、商人たちがいて、このグループには、肉屋、食料品店の店主、パン屋などが含まれる。これらの下に農奴がいて、彼らは下層労働者である。この階級の人々は、一生を通じて一定の職業に働くのではなく、なんでも生計を立てることができる仕事を見つけて従事する。この階級の人々の中には、王または地元の領主の兵士がその役割を果たす場合を除いて、町の警備に従事する者もいる。祭りの時には追加の警備員が雇われ、一部の学園都市では「ガウン」と呼ばれる別の部隊がいる。
その他の下級労働者は、街灯の点灯（一部の町ではメインストリートの端にピッチが入った青銅のボウルが設置されている）、ごみや下水の収集、水のはいった水差しの配達（古代セレンチーヌ帝国の時には水道が存在したが、現在の西方世界には存在しない）、街頭での宣伝、そして死者の埋葬のような仕事をする。
最後に、「ならずもの」と呼ばれるグループがいる。乞食、路上の露天商、娼婦（名士から保護されている女将たちは含まれない）、スリ、ハンセン病患者、その他の貧困者が含まれる。
地方では、上位の社会階級は自由民である。このグループには農夫、職人（鍛冶職人、車輪職人、鎧職人など）、森林管理人、宿屋の主人、城の守備隊を構成する武装した男性が含まれる。彼らは封建制の中間階級であり、数は少ないが、通常は当時の基準ではかなり裕福である。多くの人々は馬、剣、そして鎧さえも所有している。彼らはその領主の家臣であり、毎年の領主の軍での40日間の従軍を含むいくつかの奉仕を負っているが、彼らは財産を所有しており、自由に出入りすることができる。
自由民の下に、大道芸人や商人がいる。その下に、完全に土地と領主に縛られた農奴と、一定の権利を持った農奴が来る。彼らは領主の家畜と同様、領主の財産であり、時にはそれよりもひどく扱われることもある。彼らには法的な権利も、自宅の所有権もない。彼らは毎週3日間、領主の土地で働かなければならず、残りの時間で自分たちの必要なものを何でも育てる必要がある。それでも、彼らは、封建構造内で固定された身分を持たない小作人よりも地位が高く、法的には自由で、小さな家と土地を所有することができる。
小作人は時として、非常に貧しく、日々の（かろうじて足りる）賃金のために彼らの仕事を行わなければならない。それゆえに、小作人は可能などのような雇用にも手を出す。
彼は溝を掘ったり、牛を追ったり、サイダー用のリンゴを搾ったり、蜂を飼ったり、他の村人の屋根を葺いたり、物を運んだり、使い走りを行い、その見返りに村の役人からいくらかの銅貨をもらう。小作人の自由は、人がその義務や地位によって評価される社会においては、彼にとって何の利益ももたらさない。小作人が冒険者になりやすい。また、しばしば不満を抱えた、ろくでなしも生まれる。
階層のほぼ底辺には奴隷がいて、現在では「啓蒙された」トルー・フェイスの土地ではめったに見られないが、ターシムの国々やツーランド、エレウォーン、クラース、メルカニア、そしてコーナンブリアの一部では普通に存在している。
それ以外に、野生の森に住み、どんな権威も尊重しない無法者がいる。そして最後に、町の下層民よりもさらに低い社会階層として、木炭焼きの人々がいる。これら奇妙で秘密主義的な人々は、森の端にある孤立したコミュニティに住んでおり、食料や皮の切れ端などの必需品と交換するためだけに、たまに近くの村を訪れる。他人に対する生まれつきの不信感を持つ陰気な人々で、彼らからは不快な臭いがし、火の煙で黒ずんでいる。彼らは先史時代から知られた異教の精霊を崇拝しており、短い一生を終える。
なお、『ドラゴンウォーリアーズ』の主人公である冒険者のキャラクターは上記のどれかの出身である可能性がある。冒険者は高い社会階層の出自であっても、彼自分で選んだ生き方により、生まれながらにして持っていた尊敬をめったに得ることはない。自由人、いや、農奴でさえも、彼の村にやって来た放浪者を見下す態度をとる。ただし、その放浪者が鎧を身につけ、強い剣の腕を持っていれば、疑いなく平等の扱いを受けることになる。

### レジェンドにおける「冒険者」について
『ブラッド・ソード』の主人公は冒険者のパーティであり、彼らはレジェンドの世界の中で、「冒険者」として雇われ、あるいは冒険を行い、それによって生計を得て、各地を旅している。レジェンドの世界は、上述の通り、現実の中世ヨーロッパに酷似した社会であり、社会階層がかなり確立しているが、冒険者はその社会の中で、どのような立場であろうか。
『ブラッド・ソード』と世界観を共通する『ドラゴンウォーリアーズ』のルールブックの一つである『Dragon Warriors Players Guide: Return to Legend』によると、レジェンドの世界において、冒険者がどのような立場であるかについての説明がされている。
レジェンド世界の住人は、生まれの偶然によって人生における役割が決定される社会で育つが、「冒険家」はこの決まりの例外である。誰でも冒険家になることを選べ、生き残りさえすれば、栄光と名声を手に入れ、社会において名誉ある地位に上り詰めることさえある。
レジェンドでは、「冒険家」は社会に認識された職業であり、一般的には傭兵、ならず者、用心棒、墓泥棒などあまり名誉ではない他の名称で呼ばれる。冒険者は、通常の社会慣習の外側で生きることを選ぶため、社会の日常的な制約の中に留まる多くの人々によって、疑いの目で見られる。社会の大部分を構成する多くの自由民は、彼らをごろつきより少しマシな人間としか見ていない。
農民たちは冒険者をロマンチックな存在として見ることもあるが、それでも彼らを非常に警戒している。一人または二人の魔女を伴った武装した戦士の一団は、彼らがどのような人物か知るまでは、農民たちがとても不安に思う事柄である。時には、知られることによって事態をより悪化させることもある。一部の自由民や農奴は、農奴の方が家のない放浪者よりもまだ良いとみなして、冒険者を「無責任な放浪者」を見下している。
裕福で権力のある人々は、冒険者を最善でも「道具」と見なし、時には、直接関与せずに、必要に応じて、冒険者を利用する。最悪の場合、冒険者は、存在そのものが自然な秩序を脅かす危険な反逆者や狂人と見なされるかもしれない。冒険者は、社会の規範から離れてところにいる存在であり、彼らが巨大な富と権力を獲得する機会があり、既にそれを所有する人々から脅威とみなされることもあるかもしれない。
冒険者は通常に生活するような人々ではなく、ほとんどの人々よりも多く旅をし、多くのものを見て、夢にも考えたことがないような危険を冒す。冒険者は自主的に、あるいはやむを得ず、冒険者になることを選択したかに関わらず、切迫した状況の中で生きている。

### レジェンドにおける「言語」について
『ブラッド・ソード』の世界では、主人公たちは各地の人々と会話が通じるが、3巻クレサンチウムの近隣に住む、主人公のうちではセージ（僧侶）としか会話が通じない女性や、ショーブレットのなまりが少しだけある流暢なアンゲート語を話すトランシエール船長、コーナンブリアのなまりのあるパルドロ船長など、現実の世界のように各地の言語が異なっているような描写がいくつかある。
『ブラッド・ソード』と世界観を共通する『ドラゴンウォーリアーズ』の第6巻である『The Lands of Legend』によると、『ブラッド・ソード』や『ドラゴンウォーリアーズ』の冒険の舞台となるレジェンドの世界では、世界各地で、異なった言語で会話されている。
それによると、レジェンドの言語とその言語が会話されている国家（地域）は以下の通りである。
- エルエスランド語（ELLESLANDIC）：コーナンブリア、アルビオン
- ヴィシック語（VISIC）：ツーランド、エレウォーン、グリッサム
- 近代メルカリアン語（LATTER MERCANIAN）：メルカリアの海岸
- キャバンダリー語（CABBANDARI）：クラース、ワイアード王国
- ダッカンディ語（DAKKANDI）：ヤグドラス島
- アルガンダーブ語（ALGANDARVE）：アルガンディー
- ボーロング語（BEAULANGUE）：ショーブレット
- カールリッシュ語（KURLISH）：カールランド、アスムリア
- エンフィディアン語（EMPHIDIAN）：エンフィドール
- アンゲート語（ANGATE）： 新セレンチーヌ帝国、フェロメーヌ同盟
- オパラリアン語（OPALARIAN）：オパラール
- ナスセリーン語（NASCERINE）：ゼニール、マラジット、ハロガーン
- エティヤ・ベ・イェリー語（ETYA'BE'YELY）：東方の草原地帯(様々な部族の方言)
- クラヴ語（KLAV）：モラサリア
- ウンノ語（UNNO）：ハドリスタニア
- ラウキル語（RAUKIL）：アナリカ
- ツツネン語（Tsutsuneng tongue）：キータイ
- ウェンブン言葉（Wembun dialects）：トラックレスオーズ
- バッカトゥン語（Bakkatun）：ナーウィング荒野
- さまざまな言語グループ：ムンゴダ川の民族

これとは別に、コラーディアン海の商人たちがお互いとの交渉のために簡単な言葉を開発しており、これは、「コラード人の商売言葉（Coradion trader's argot）」と呼ばれる。これは、値段交渉において使われ、多数の商品の数量を指定することや物の欠陥を指摘すること、利子のレートなどを決めることができる。また、侮辱言葉も存在する。
また、レジェンドの人々が過去を学ぶ唯一の方法は、古い写本を読むことであり、そのため、修道士たちは古代の言語に深い関心を持っている。冒険者たちも古い写本に興味を持っているが、これは、通常は財宝を見つけるために重要な神話や地図を発見することを目的としている。
多くの教養ある人々は、古代セレンチーヌ帝国の言語バッキレー語（Bacchile）を話し、学識ある冒険家の間では一種の「共通語」となっている。カイクフル語（Kaikuhuran）は現代では会話はされることはなく、古代のヒエログリフがどのように発音されたのかは誰も知らない。しかし、ファラオのピラミッドを探索したい人々にとっては有用である。古代エンフィディアン語（Ancient Emphidian）は、厳格な古い学究者以外にはほとんど話されることはないが、これも、古典的なエンフィドールの迷宮の遺跡を探求する際に同様に有用である。
他の「死んだ言語」としては、古代メルカニア語（Old Mercanian）、古代カールリッシュ語（Old Kurlish）、話されることがなくなった先史時代のコーナンブリアの言語であるルグウィド語（Lughwyd）、そして、古代バトゥバタンの音楽的な言語であるミレニアル・ソング（Millennial Song）が挙げられる。
さらに、特別な言語として、古代から伝わる詠唱や呪文の決まりから派生した「アルカナ語（Arcane）」が存在する。この言語は直接、魔法と現実の物理的な影響が結びついているおり、悪魔や精霊によって会話されるため、30世紀の間ほとんど変化していない。アルカナ語は他のすべての言語と異なり、超常的な力を解き放ち制御することを意図された言語であり、日常的な概念を表現することはできない。

### レジェンドにおける「書体」について
『ブラッド・ソード』の世界では、主人公のうちではセージ（僧侶）しか読めないイエザン書体や古代の文字で書かれた書物などが存在し、現実の世界のように文字や書体が地方や時代で異なっている。
『ブラッド・ソード』と世界観を共通する『ドラゴンウォーリアーズ』の第6巻である『The Lands of Legend』によると、『ブラッド・ソード』や『ドラゴンウォーリアーズ』の冒険の舞台となるレジェンドの世界では、世界各地で、異なった文字や書体が使われており、古代の巻物は現在使われていない文字や書体で書かれたものも多数存在する。
ただし、現実の中世の世界に似たレジェンド世界のほとんどの人々が、文字の読み書きができない。また、文字の読み書きは、主な冒険の舞台であるレジェンドの西方世界では主要な技能ではないため、読み書きを教える教師はかなり少なく、その報酬は高額となる。
レジェンドの書体とその書体に対応する言語は以下の通りである。
クラシック書体（CLASSIC）は、エルエスランド語（Elles-landic）、カールリッシュ語（Kurlish）、ボーロング語（Beaulangue）、アルガンダーブ語（Algandarve）、バッキレー語（Bacchile）において使用される。広範に使用されている理由は、それが、セレンチーヌ帝国の立法文章であったためである。その鋭い堂々とした書体は、セレンチーヌ帝国の最盛期時代であるレギオン時代に建てられた古い別荘や記念碑から、今でも読むことができる。クラシック書体の形式と現在の典型的な書体の形式は非常に似ている。これは読み書きの学習に6か月かかるものと設定されている。
ニッカールニック書体（NIKKAR RUNIC）は、古代メルカニアの神官が木製の板に刻んだ文字から発展した、簡潔で直線的な書体である。これは古代メルカリア語（Old Mercanian）、現代メルカリア語（modern Mercanian）、ヴァシック語（Vasic）で使われている。読み書きの学習に6か月かかるものと設定されている。
エンフィディアン書体（EMPHIDIAN）は、エンフィディアン語の古代と現代の形式が使われている。読み書きの学習に9か月かかるものと設定されている。
いくつかの行書の文体は、イエザン書体（JEZANT）のしなやかで流動的な文字にうかがえる。イエザン書体は、ナスセリーン語、オパラリアン語など、すべてのターシムの言語で使われる書体であり、読み書きの学習に9か月かかるものと設定されている。
ケーマーヒエログリフ書体（QEMOR HIEROGLYPHS）は、カイフクルの神王の墓にのみ見られ、この書体は活用が困難で、実用的な目的には役に立たず、カイフクル語と共に消滅している。今日、墓荒らしや一部の学者だけが読むことができる。古代カイクフル語の発音は分からなくなっているため、文字だけしか学べない。
ケル書体（KELL）は、先史時代のコーナンブリアの言語であるルグウィド語のためにのみ使用される。ルグウィド語の発音は分からなくなっているため、文字だけしか学べない。
マジェスティック書体（MAJESTIC）は、クラースのマグスたちが、彼らが治めるクラースやワイアードで使用される言語であるキャバンダリー語の高位な形式のために使用する奇抜な文字による文体である。読み書きの学習に一年かかるものと設定されている。
キータイピクトグラムス書体（KHITAI PICTOGRAMS）は、修得が非常に困難な書体である。音声的な体系は存在せず、それぞれの文字の形を記憶する必要がある。そして、その数は数千にも及ぶ。この文章は、キータイで使用されるツツネン語や類似の言語が使用されている。読み書きの学習に二年かかるものと設定されている。
キータイより向こうにあるヤマトの地では、書体に、それよりは合理的な音声的な体系が採用されている。
北や東の遊牧民や原始的なコッシュオーペの民族は文字を持たない。

### レジェンドにおける「暦」について
『ブラッド・ソード』は全体として「千年紀」が重要なテーマとなっており、多くの人々が「千年紀」や千年紀に訪れる「終末」、その後の「千年王国」や「最後の審判」を意識しているため、現実の西暦のような暦が存在することが分かる。
『ブラッド・ソード』と世界観を共通する『ドラゴンウォーリアーズ』の第6巻である『The Lands of Legend』によると、『ブラッド・ソード』や『ドラゴンウォーリアーズ』の冒険の舞台となるレジェンドの世界では、かつて西方世界のほとんどが古代セレンチーヌ帝国の支配下にあったため、帝国の旧レーマン暦がいまだ使用されている。
旧レーマン暦は、標準の年は365日で、カレンダーの季節との調整を保つために4年ごとに1日追加される。1年は、話している言語によって名称が異なる12の月から成り立っている。週の長さは固定されていない。エルエスランド、アルガンディー、ショーブレットでは、週は7日であるが、カールランドは古代セレンチーヌ帝国の古い8日間の週を保っている。
暦の経過は、トルー・フェイスの救世主の殉教と推定される日付から計算される。この基準を使用すると、『ドラゴン・ウォーリアーズ』の世界における現在の年は993AS.1月となる。ASは、「聖なる年（Anno Sancto）」を意味する。殉教の前の年月は「PD」と後ろに付けられ、これは「解放の前（prior to deliverance）」を意味する。

### レジェンドにおける「船舶」について
『ブラッド・ソード』では、2巻や4巻において、捕鯨船や商船、巡礼船などに主人公が同行し、いくつもの海を航海する。
『ブラッド・ソード』と世界観を共通する『ドラゴンウォーリアーズ』の第6巻である『The Lands of Legend』によると、レジェンドの「西方世界」の船は基本的に2つのタイプに分かれる。
その一つであるロングボート（厳密にはロングシップとも呼ばれる）は、一本の四角い帆と最大で15組のオールを有している。船は一本のオールを右舷船尾に掛けて操縦され、その帆は長距離の航海に使用され、その間、オールは急速な操縦や沿岸航行に活用される。その船上の生活は不快であり、保護のための防水布がほとんど存在せず、船の側面に荒天時には波が入り込み、乗組員が絶え間なく水を汲み出さなければならない。それにもかかわらず、これらは理想的な戦艦であり、ほとんどの「西方世界」の国々で使用されており、コラーディアン海沿岸の港は、エルエスランドとメルカニアの海岸からの魚と鉄、カールランドからの塩と銀、アルガンディー地産の木材と帝国からの銅の交易によって繁栄している。
また、商人たちは貨物を運ぶために、コグと呼ばれる船を使用している。これは、船首と船尾の両方に舵を持ち、一本のマストを備えた重い船である。コグはロングシップよりも大きな貨物を運び、より小さな乗員で運航できるが、速度は遅く、操縦性は劣る。コグはロングシップにほとんど勝ることはないが、高さの利点がある。水面から約5メートルも立っている（ロングシップの1メートルに対して）ため、乗り込むことが難しい。

### レジェンドの妖精（フェアリー）について
レジェンドにおけるエルフ、ドワーフ、ゴブリンなどの妖精（フェアリー）は、『指輪物語』の「中つ国」や『ダンジョンズ＆ドラゴンズ』のエルフやドワーフとは異なる存在である。
レジェンドの妖精は、レジェンドの世界において珍しい存在であり、レジェンドの人々はエルフやドワーフの存在を信じているが、彼らと出会うことを期待するどころか、出会わないことを望んでいる。また、レジェンドの妖精は珍しい存在であるため、彼らについての誤った情報や矛盾する話があるが、レジェンドの世界では、必ずしも論理が通じるとは限らず、それらの相反する話はすべて真実であるかもしれない、とされる。
レジェンドの妖精は、（キリスト教に似た一神教である）「トルーフェイス」の到来と共に力を失った、「異教の自然の精霊」の「退化した遺物」である、とされる。彼らは、「自然の精霊」であり、その住む自然からその姿と性質を得る。森ではエルフ、山ではドワーフ、荒野ではゴブリンと呼ぶこともあり、彼ら自身も互いを異なる存在として見ているかもしれないが、彼らをそのような「種」であるとしてカテゴライズするのは、人間の間の人種の概念よりもさらに意味をなさないものとされる。
レジェンドでは、それほど昔ではない時代に行われたイギリスのコーンウォールやスコットランドのハイランド地方における妖精に対する地元の信仰に会うことになるとされ、妖精の血統を特定するための遺伝情報などは存在せず、その地で話題となる妖精の性質は単に、地方の風景や気候、そしてその地域の人間の態度によって形作られた地方的傾向である可能性がある。
妖精たちが認識しているのは、彼らのなわばりに対する主権と自身の地位である。森のエルフは、自分を洗練された貴族だと考えており、時には人間の宮廷の礼儀作法を手本にしているかもしれません。岩場や洞窟のコボルトやドワーフは、より粗野であるが、それでも高貴な地位を誇りにしている。ゴブリンやボガートなどの沼地や溝の邪悪な生き物も、妖精の階層における立場を理解している。
ただし、これはあくまで製作者のデイブ・モリスとオリバー・ジョンソンの「本当の」レジェンドの話であり、『ドラゴン・ウォーリアーズ』をプレイする人々はこの世界観に拘束されないものとされるが、同時にそのルールにより、プレイヤーのレジェンドの魔法と神秘性をさまたげることを許してはならないものとされている。
ただし、完全に正規のレジェンド世界ではないとはいえ、書籍としての詳細な描写が存在する『ブラッド・ソード』は製作者であるデイブ・モリスたちの世界観がより色濃く反映されてあろうと考えられる。

### 騎士について
『ブラッド・ソード』では、戦士（ウォーリア）が、同一世界である『ドラゴン・ウォーリアーズ』の騎士（ナイト）に近い職種であり、ヴァラダクソールのような地方に住む騎士や十字軍に参加したカペラーズ騎士団や新セレンチーヌ帝国の騎士のように、多数の「騎士」が登場している。
『ドラゴン・ウォーリアーズ』の騎士は、冒険者として選択できる職業の一つであり、オールラウンドの戦士であり、（他の職業の一つである）バーバリアンほどの体力はないが、どんなに重い防具を着けても戦闘能力が低下することはない。宗教心があつく、礼を重んじ、名誉を尊ぶ。
さらに、騎士については、『ドラゴン・ウォーリアーズ』のルールブックの1巻『ドラゴンの戦士』において、日本語翻訳版に細かい解説がなされている。
その解説によると、騎士とは一定の土地を持った貴族のことであり、自分の土地の人々に対しては領主として責任を果たし、その土地を与えてくれた王に対しては忠実なる部下として仕える、自分の土地の農民などから得られる年貢を主な収入とし、他に馬上槍試合などで勝利することによって得られる敗者の鎧、武器、身代金などを副収入として暮らしている。
通常、彼等は騎士道を理想として努力し、世界の法の守護者として、バーバリアンなどの異教徒以外の一般の人々から尊敬されている。通常、騎士の子弟として生まれた彼らは、洗礼を受け、しばらくは年長の騎士の従者として、武器を持ち、馬の世話をし、やがては宮廷知識の作法や様々な知識を学んでいく。やがて、15歳前後になると、従騎士（騎士見習い）となり、騎士に仕えて、鎧を着せたり、剣術・馬術などを学んでいく。運に恵まれれば、20歳前後になって、主君から騎士として叙任を受けることができるが、そうでなければ、一生、従騎士で終わる。騎士への叙任式は城か広い教会で行われ、主君の前で騎士道を守ることを誓わされ、肩を軽く剣でたたかれ、主君の宣言を受けて、騎士に叙任される。平民から騎士に成るものがいないではないが、よほどの腕と手柄、主君からの寵愛を受けた場合のみ、例外的に騎士に取り立ててもらうことがあるだけである。
騎士は剣技の修行のために他国へ武者修行に赴くことがあり、騎士としての責任感から国土の平和のためにモンスターや異教徒を倒すためなどの理由で冒険に参加することがある。その武器としては、剣やモーニングスターなど棍棒型の武器、馬上で突撃に使う槍であるランスなどがあげられる。また、兜をかぶるため、どこから見てもその人物の判別がつくように盾や衣はその紋章で飾られている。

### エルフについて
ファンタジー小説やゲームブックにおいて、エルフは、人間とは距離をとってはいても、主人公たちには比較的友好的な存在や協力的な存在であることが多い。
しかし、本作においては、第1巻や第4巻のナイトエルフは、「砦のダンジョン」や「黄泉の国」の突破を図っているだけで特に彼らに対して敵対していない主人公たちに対し、一方的に襲撃や報復をしかけてくる。
また、第2巻のワイアード王国にいるソーンズの森にいるエルフたちは、圧制を行うワーロック王を打倒しようとする主人たちにも拒絶的な態度で応じてきて、主人公たちの通行をはばんでくる。本作では、エルフたちは、主人公たちにも「いつもこういったいいかたをする」とされる「魂がなく」、「死人のように冷たい手をする」存在である。また、多くのフェアリーのように「ゲームや謎かけに目がない」とされるものの、（敗れた時は、助言をしてきたり、無礼な発言に詫びをして贈り物をする時もあるが）チェスの勝負にも幻覚の魔法を使ってまで勝とうとしてくるなど、エルフがかなり主人公たちや人間に対して、敵対的で印象が良くない姿勢をとってくる。
なお、『ブラッド・ソード』と同じ「レジェンド」の世界を舞台とする『ドラゴン・ウォーリアーズ』のルールブックでは、エルフは、人間によく似た優雅な生き物で森に住んでおり、人間よりやせていて、背が高く、青白く繊細に見えるが、超感覚を備え、猛烈な戦士であり、魔術士に向いているとされる。彼らは練達の射手で、緑色の服を着ており、三百年ほどの寿命を持つが魂を持たず、そのため、生き返ることができないものとされる。だが、エルフは、多くのRPGと同様、プレイヤーキャラクターに選ぶことができ、特に人間に非友好的な存在とはされていない。
ただし、製作者のデイブ・モリスは自身のブログにおいて、『ドラゴン・ウォーリアーズ』のプレイヤーキャラクターとしてのエルフやドワーフは、ゲーム上のステレオタイプを回避する手段に過ぎず、上記したように、エルフは、ファンタジー世界の一部である人間の心理の何かを表す非論理的で夢幻的なものであるとされ、社会を形成する基盤の一部ではないため、独自の習慣や生態系を持つ民族集団として扱われないと、発言している。
実際に、『ドラゴンウォーリアーズ』の１巻『ドラゴンの戦士』の添付シナリオである「森に眠る王」では、フェンリングの森のエルフたちは、仲間の一人が弩で撃たれたからとはいえ、侵入してきた司祭であるブレッドワルドと冒険者であるウルフアイのアグナーとその部下を襲撃し、ブレッドワルドと早めに逃げたものを除き、命乞いをするものを含めて全て殺害している。また、２巻『魔法使いへの道』の添付シナリオである「霧に映る影」では、タリリアーナというエルフの娘が登場する。彼女は、悪意はないが、冷酷なユーモアのセンスを持ち、主人公たちに大きな危険と損失が伴いかねない「いたずら」をしかけてくる。総じて、レジェンドの世界のエルフは、通常の人間たちにとってみれば、積極的な敵意はいだかれていないにせよ、かなり危険な存在のようである。

## 第5巻『The Walls of Spyte』の事情について
『ブラッド・ソード』第5巻『The Walls of Spyte』は、1988年に英語で旧版が出版された時点において、編集段階で出版され、パラグラフを指定するアイテムが「XX」となっており、通常の方法では、プレイすることができないゲームブックであった。
元々は、『ブラッド・ソード』はデイブ・モリスとオリバー・ジョンソンの共同で執筆する予定であったが、オリバー・ジョンソンが、トランスワールドパブリッシング社（『ドラゴンウォーリアーズ』の出版元）が働くことになったため、仕事量が増え、第1巻である『The Battlepits of Krarth（日本語翻訳タイトル『勝利の紋章を奪え!』）の4分の1しか執筆できず、第2・3・4巻をほとんどデイブ・モリス一人で書くことになった。印税の契約では、オリバー・ジョンソンが全体の4分の1をもらうことになっていたため、第5巻は、オリバー・ジョンソンが書くことになった。しかし、オリバー・ジョンソンは、仕事と個人的な圧力により、半分ほどしか書けず、残りをゲームブック作家であるジェイミー・トムソンに手伝ってもらうことになった。
しかし、ジェイミー・トムソンは『ブラッド・ソード』の複雑なルールさえも知らず、書籍を読む時間はなく、わずか一週間しかなかったためオリバー・ジョンソンに依頼された途中を埋めるための100もしくは200パラグラフほどのダンジョンを作るしかできなかった。終盤は、デイブ・モリスが40もしくは50パラグラフほどを書き上げたが、制作指揮を決めていなかったために、オリバー・ジョンソンは後でデイブ・モリスの確認か、編集が行われるものと考えており、デイブ・モリスが他の執筆の仕事で多忙だったこともあって、「XX」と指定パラグラフがなっていた部分を含む後で埋めることを意図していた多くの要素が残されたままで、出版社が急速に出版を求めていた背景もあって、そのまま出版された。
デイブ・モリスは、この英語旧版の第5巻を「古典的なダンジョン」、「夢の領域に入り、神話の地で英雄たちと対決し、死の天使と対決するために黄泉の国に降りて行った後で、最後を騒々しいダンジョンと愚かなジョークで締めくくるもの」、「文学における真冬の教会の玄関に捨てられた赤ん坊のようなもの」「三つの異なるゲームブックが高速で衝突して、生き残れなかった」と評している。
そのためか、英語旧版の第5巻『The Walls of Spyte』は、日本語では翻訳が出版されず、その後も英語でもかなり入手困難な状況が続き、『ブラッド・ソード』の英語新装版が2014年に出版された後も、デイブ・モリスは、「どれだけ中身を磨き直そうとして、一部は輝きを得られない。本を出版に適するようにするためには、通常の修正ではなく、少なくとも中央の300セクションを削り、完全に書き直す必要がある。それには、少なくとも一か月は確保しなければならず、多忙な身ではその時間がとれず、その見返りも見込めない」と考えて、長い間新装版が出版されない状況が続いていた。
しかし、デイブ・モリスはこの事情を聞かれる度に説明するよりも、出版した方がよいと判断し、また、そういった苦悩は彼自身だけの問題や個人的な好みかもしれず、古典的なダンジョンを好む人もいることは理解しており、クラウドファンディングの一種であるKickstarterを実施し、成立に成功させた。2019年には、第5巻も英語新装版が出版され、「XX」となっていた指定パラグラフを含め、数々の修正がなされた上で（ただし、内容は大きくは変更されずに）出版されている。

## 第1巻『シナリオ#1 勝利の紋章を奪え! The Battlepits of Krarth』
あらすじ
「きみ」達はクラースの地の地下迷宮で行われる、13か月に一度の命を賭けた競技「砦のダンジョン」に参加する。マグス（領主）達のうちの誰かに雇われた戦士達が、凍った大地に存在する血に飢えた怪物たちや死の罠に満ちた地下迷宮に挑み、迷宮のどこかにある「勝利の紋章」を手にした者が勝者となるのだ。優勝した雇い主は他のマグス達から寒々とした広大なクラースにある領地を獲得する事が出来るため、勝者には雇い主から莫大な報酬が与えられる。「砦のダンジョン」の競技は明日に迫り、雇い主となるマグスのペナントは、もう3本しか残っていない。勝利できるのはただ一チームのみ。残りは死ぬしかない。「きみ」のパーティは勝ち残る事ができるか？
概要
第1巻。540項目。この時点ではストーリーの鍵となるブラッド・ソードと、シリーズのラスボスとなる「5人の真のマグス」は一切登場しない。ただし、後の宿敵となるイコンと5人には含まれないが「真のマグス」であったマグス・ジンが登場する。
冒険の舞台（AS 993年）
「砦のダンジョン」が開催されるクラースのマグス・カルーゲンの砦と、その地下にあるダンジョンに入り、さらに地上にもどって丘の上にある「勝利の紋章」を手に入れるまでが舞台となる。ダンジョンは大規模なもので、あちこちにテレポートが設置され、地下水の川や、溶岩、神殿、大規模な断層なども存在し、地上部分もかなり広大なものである。
制作背景
最後に一人だけ勝つタイプのダンジョンの冒険を描いた作品である。このタイプの冒険は、1978年にスティーブ・ジャクソンが『Death Test』というゲームブックで発端となり、その後、他の人々によって制作され、1984年にイアン・リビングストンによって『デストラップダンジョン（邦題：死の罠の地下迷宮）』として英国の読者に向けて制作されていた。ダンジョンの冒険には興味がなかったデイブ・モリスであったが、ダンジョンの冒険作品にすることには同意をして、バトルピットへの入場までのすべてを書き、残りの部分をフローチャート化して、各セクションの簡単な要約をオリバー・ジョンソンに提供した。しかし、シリーズの制作が始まり、当該作品を執筆する間に、オリバー・ジョンソンは別に仕事を受けてしまったため、デイブ・モリス自身が要約した文章に、オリバー・ジョンソンにわずかに継ぎ足したものをデイブ・モリスが書籍化する内容まで書きあげていくことになった。
作品テーマ
デイブ・モリスは『The Battlepits of Krarth（邦題：勝利の紋章を奪え！）』のダンジョンについて、「かなり神話的な雰囲気があり、この部屋にはオークの一団がいて、次の部屋には謎めいた魔術師がいる、といった感じの要塞の下に掘られたトンネルの連続のようなものではなく、むしろ、あたかも「夢の中」に落ちたような感覚である点を気に入っており、現在のマグスの対立と陰謀は、少しジャック・ヴァンスの小説風であり、間違いなくデイブ・モリス自身のロールプレイングゲームに取り入れるような要素である」と、語っている。

## 第2巻『シナリオ#2 魔術王をたおせ! The Kingdom of Wyrd』
あらすじ
「おそろしく大切なものを探し求める旅にでる。避けがたい運命だよ」という占いの老婆の言葉に導かれ、クラース南東の森を旅していた「きみ」達は、年老いた吟遊詩人の死に立ち会う。そして、かつて地上を支配し、現在では肉体を失って魂を星と化している5人の魔術師「真のマグス」が紀元千年が迫ったいま、地上に復活しつつある事実を知らされ、それに立ち向かうために、過去に破壊された生命の剣ブラッド・ソードを修復する任務を託された。彼からブラッド・ソードの鞘を託された「きみ」達は、ブラッド・ソードの柄を求めて、ワーロック王が支配する北の国ワイアード王国を目指す。ブラッド・ソードの柄は、「永遠のたそがれ城」に住むワーロック王が所有している。ワーロック王は、ワイアード国民の夢の中に入り込み、逆らう者を殺害して、国民を奴隷のように従えている恐怖の支配者だ。ワーロック王は、「きみ」達の潜在意識の最も暗い隅から具現化された悪夢を使い、「きみ」達の技能と勇気を打ち砕いてくる。熱い戦いの幕が上がろうとしている。
概要
第2巻。570項目。ブラッド・ソードの修復の旅が始まる。ここから、星となった「真のマグス」達の魔の手が伸びる事になる。「真のマグス」の配下たちと戦いつつ、極寒の地であるワイアード王国へたどりつき、ワイアード王国の支配者であるワーロック王とブラッド・ソードを賭けた戦いを行う。ただし、「真のマグス」以外は第2巻単独での登場人物が多い。
冒険の舞台（AS 993年）
クラースの南東に広がる広大な森である「闇の森」からはじまり、ワイアード王国を目指すことになる。クラースの東海岸に向かい、途中で「ミスドラックス村」による。さらに、東海岸の「カノング港」に着く。通常は、船で「ルクベス港」につき、そのまま、クラースの東海岸を北上、「ダーヘブン」に着き、流氷を渡って、ワイアード王国に着く。その後、ある村に立ち寄り、ワイアード王国の「永遠のたそがれ城」で決戦をする。
制作背景
この巻は一部のアイデアを除いて、ほとんどをデイブ・モリスが書いた。この巻から『ブラッド・ソード』の物語が本当に始まり、終末の日まで導くクエストが与えられる。デイブ・モリスは、ゲームブックにおいてダンジョンが少ないほど良いと考えており、ワーロック王の宮殿は、古典的なダンジョンではあるが、全てが彼の精神の構築物となっており、物語の中でその必然性が正当化されている。ワーロック王の「夢の王国」は、プレイヤーがダンジョンマスターに立ち向かい、討伐するためのロールプレイングゲームであり、自身のスタイルのロールプレイングには非常に適していた、とデイブ・モリスは語っている。
作品テーマ
理想主義が独裁主義に変化し、革命が停滞に変わる危険をテーマとしている。また、この作品は、さまざまな狂気、悪意、不正直、誠実、熱意、愚かさ、知恵、または復讐心を持つNPCに出会う「レジェンドの世界」を自由に巡る冒険である。また、女性の原則が大きな要素となっており、女性によって、主人公が窮地から救われる事件が、頻繁に発生する。デイブ・モリスは、女性が実際に男性よりも賢く、創造的であると考えたわけではないが、当時のイギリスの首相であったマーガレット・サッチャーの信念の絶対性に対する疑念がかえってそのように描かせたのかもしれないと、デイブ・モリスは語っている。

## 第3巻『シナリオ#3 悪魔の爪を折れ! The Demon's Claw』
あらすじ
ワイアード王国での冒険を終えてから2年後、旅を続ける「きみ」達は、北の国でめぐりあった、ある女賢者の情報により、ブラッド・ソードの刀身が十字軍の地オトレメールのどこかにある事を知り、コラード文明諸国の南の前哨地オトレメールの都クレサンチウムにたどり着く。「きみ」達は、刀身を見つける手がかりを求めて街をさまよい、様々な事件や人物に遭遇しながら、ブラッド・ソードにまつわる伝説の真相に迫りつつ、刀身のありかへと近付いて行く。やがて、生命の剣と対となる死の剣を求める追放された王子・ササリアンと油断ならない同盟を結び、刀身を求めて、世界の間を航海する船に乗船し、火の悪魔・ジニーに会い、いまだ強力な忘れられた神々の生き残りと戦うことになる。だが、最大の敵が待っていた。冒険の全容が明らかになる。
概要
第3巻。588項目。ゲームブックでは珍しい中東の地をモデルとしたクレサンチウムでの冒険から始まり、「アラビアン・ナイト」を想起させる冒険の地を舞台に、ブラッド・ソードの刀身のありかへと旅立つ。シリーズで重要となるエメリタスやファティマ、ハサンが登場し、宿敵のイコンが再登場する。日本語版タイトルとは裏腹に、「悪魔の爪」を折る場面は存在しない。第4巻との関連がかなり強い。
冒険の舞台（AS 995年）
ブラッド・ソードの刀身を探して、十字軍公国の一つである「オトレメール」の「クレサンチウム」の探索に始まり、マラジット海のデビルス・ランナー号に乗船し、そこから、「ゼニール」にある「ハクバッド」に行く。選択によっては、この途中で、「ラメント海」の「グレイ・ロック」に立ち寄り、さらには、大きく東に行き、「オパラール」にある「ハロゲーン山脈」にあるマギ派の拠点に行き、さらに、「グレイ・ロック」にもどり、「ハクバッド」に向かう。「ハクバッド」の地下迷宮にもぐり、ブラッド・ソードの刀身を探す。最終的には、「クレサンチウム」にまた戻ることになる。
制作背景
この巻はデイブ・モリスだけで書き上げている。タイトルである『The Demon's Claw（邦題：悪魔の爪を折れ！）』は、「死の剣」の俗称（日本語訳：「悪魔の爪」）であり、主人公の全クエストの目的である「ブラッド・ソード（生命の剣）」の対となる存在である。この二つの剣が冒険の目的として重要であることが、この第3巻からほのめかされ始めるようになる。デイブ・モリスは第3巻への主要な文学的影響として、マイケル・ムアコック作品中の「次元間を航行する船」、ロバート・ホールドストックの『ミサゴの森』、ロバート・アーウィンの『アラビアン・ナイトメア』をあげている。また、ボードゲームからの影響として、エリック・ゴールドバーグの『テイルズ・オブ・ジ・アラビアンナイツ』ボードゲームをあげており、第3巻に登場する生意気な牢番とおしゃべりなグールはここからアイデアを得ている。
作品テーマ
「生命」と「死」という極端な対照的な存在を反映した上で、「曖昧さ」をテーマとしている。例えば、下半身が石でできている男性の正体などは、曖昧なままで、それが物語の中心となっている。出会いごとに放たれる言葉は、真実は知り得ない方が、より魅力的なままであり、「シュレーディンガーの猫」の箱は確実に開かれるわけではなく、結局は、生きているとも死んでいるとも言える、ということである。ハリウッド映画風のなめらかなCGで作成した映画のような作品ではなく、古典的なファンタジー映画のような民間伝承的な雰囲気を持った作品が追及されている。

## 第4巻『シナリオ#4 死者の国から還れ! Doomwalk』
あらすじ
ブラッド・ソードを完成させたのも束の間、ブラッド・ソードは宿敵イコンによって「黄泉の国」へと持ち去られてしまった。この世界を再び支配しようとする「真のマグス」が復活する紀元千年まで残り5年となった今、女魔術師ファティマの協力を得た「きみ」達は、「黄泉の国」へと旅立ち、ブラッド・ソードを取り戻して現世に戻ってくる方法を知る唯一の存在である、老魔術師エンタシウスを求めて、北西のミスト海へと向かう。ブラッド・ソードを取りもどすためには、死の天使アザレルが治める「黄泉の国」から生きて帰らねばならない。「真のマグス」たちとの戦いにはブラッド・ソードが必要だ。
概要
第4巻。557項目。前半は魔法使いエンタシウスを探す旅。後半は「黄泉の国」でのブラッド・ソードを探す旅。第3巻で登場したエメリタスやファティマ、トビアスが再登場し、イコンとの最終決戦を行う。「黄泉の国」で（途中で死んだ）かつての仲間と再開することもできる。この巻の最後でブラッド・ソード以外の装備の全てを失ってしまう。
冒険の舞台（AS 995年）
黄泉の国に行くために、「オトレメール」の「クレサンチウム」からエンタシウスの島を目指して、「デオリスク海」にでる。いくつかのルートのどれかをたどって、「デオリスク海」の西北「ミスト海」のエンタシウスの島につく。そこから、黄泉の国に行き、ブラッド・ソードとコーデリアを探して、旅人（トラベラー）の案内に従い、中央にいる死の天使・アザレルにいる場所をめざして進む。また、エンタシウスの島にもどり、「ミスト海」に出発する。
制作背景
この巻はデイブ・モリスだけで書き上げている。ゲームブックでは、何度もプレイする場合、自分が何をしていたかを覚えているのは難しいときがあり、この巻から、それを把握するため、コードワードが使われるようになっている。
作品テーマ
この巻は、死者の国への降下であるだけでなく、夢への旅もテーマにしており、「黄泉の国」はダンテが描いたような灼熱の苦しみの死後の世界ではなく、冷たく変化に富んだ場所となっており、デイブ・モリスの幼少時代に物語を読んでいた時に驚かされたことから湧き上がってきたものから書かれている。

## 第5巻『The Walls of Spyte』
あらすじ
「最後の審判の日」であることが世界中に知られた紀元千年の冬至前夜、この世界で「真のマグス」たちを滅ぼしうる唯一の手段である人類最後の希望ブラッド・ソードを手にして、「きみ」達は、古代都市スパイトの廃墟にたどり着いた。「真のマグス」たちは、2世紀の間、力を蓄えて復活の計画を練り上げ、地上を力と魔法で奴隷化し、専制支配しようと企んでいる。「きみ」達は、「真のマグス」の復活の儀式を阻止しなければならない。スパイトでは、まずスパイトを囲むコールドロンの深い断層が「きみ」達をはばむ。スパイトの廃墟内では、「真のマグス」が送り込んだ怪物が待ち受け、彼らが仕掛けた様々な魔法や罠が仕掛けられている。さらに「真のマグス」を神と崇め、冬至の真夜中に、復活の儀式を行おうとする「真のマグス」の信徒たちが先行してスパイトに到着しており、「きみ」達を待ち構えている。「きみ」達が勝利した場合、「最後の審判」により、地上は楽園となり、「真のマグス」が勝利すれば、邪悪が世界を永遠に支配することになる。残された時間は7時間しかない。「きみ」達は、ブラッド・ソードと勇気を武器にスパイトへと潜入していった。
概要
第5巻。550項目。真のマグスとの最終決戦。スパイトの廃墟の冒険が内容のほとんどを占める。「真のマグス」の本拠地であったスパイトの廃墟の周りを囲む大きな大地の深い断層である「コールドロン」を越えて、スパイトの廃墟に着き、「真のマグス」の仕掛けた数々の罠や怪物、魔法を突破して、先行している「真のマグス」の信徒に追い付き、「真のマグス」の復活の儀式を阻まねばならない。しかし、「真のマグス」たちはそれぞれが仕掛けた五つの扉の部屋を用意して、主人公たちを倒そうとしてくる。さらに奥では、主人公たちを魔法の一撃で滅ぼす力を持った魔術師「ザラ・ザ・マンティス（原文：Zara the Mantis）」が死の剣を持った剣士とともに待ち受けている。その先では、「真のマグス」の五人の使徒が、「真のマグス」の復活の儀式を終えようとしていた。かつて、真のマグスに逆らった大魔術師のマイオーグ（原文：Myorg）やハサンの子、カルナズ（原文：Karunaz Ustad Husain）が登場する。この巻のみ、日本では訳されていない。
冒険の舞台（AS 1000年）
真のマグスの復活をはばむため、「スパイト」の周辺の大きな断層である「コールドロン」の周辺につき、5人の真のマグスそれぞれが用意した「コールドロンを越えて、スパイトに着くための5つの手段」どれかを使って、スパイトの廃墟までたどりつく。スパイトの廃墟の中心をめざして進み、二つある階段のどれかを進み、廃墟となった建物内部に入る。選択によっては、過去の世界に行き、「スパイト」の周辺にある「ブラックリッデン城」を冒険する。さらに、5人の真のマグスそれぞれが用意した「五つの扉の部屋」全てを突破して、廃墟の屋上を目指す。途中、テレポートにより、ある島に立ち寄った後に、廃墟にもどり、ザラやカルナズと会い、さらに屋上に進み、真のマグスとの最終決戦を行う。
制作背景
この巻は、デイブ・モリスとの印税の契約の関係から、オリバー・ジョンソンが仕事の長期の休暇をとり、全て書き上げる予定であったが、3分の1まで書き上げたところで、オリバー・ジョンソンの休暇が予定より短かったことと、家族との旅行のため、書き上げることができなかった。そのため、ジェイミー・トムソンが手伝い、オリバー・ジョンソンの指示に従い、100もしくは200のパラグラフを担当し、デイブ・モリスが最後の40もしくは50パラグラフを書き上げたが、最終的に充分な修正や校正がされないまま出版され、指定された以外のパラグラフを探すというルール外の手段をとらねば、最後までプレイできない作品となっていた。その後、2019年に内容を修正した、英語新装版が出版されて、はじめて完結できる作品となっている。
詳細については、上記「第5巻『The Walls of Spyte』について」参照。
作品テーマ
内容は、第1巻のような政治的な陰謀もない、通常の「古典的なダンジョン」ゲームとなっており、即座で恣意的な死と悪魔との気まぐれな会話、トラップに満ちたダンジョン、終盤は、人間が神を裁くこと、そして自己犠牲が真のマグスに打ち勝つ唯一の方法かどうかという著者である三人のそれぞれの個性が現れた内容がテーマとなっている。タイトルは「In the Walls of Eryx」（アメリカの作家ハワード・フィリップス・ラヴクラフトと作家カールトン・L・ミスターによって共著された短編SF小説）への明白なオマージュである。しかし、デイブ・モリスは、物語は終末の日にふさわしい形而上学や裏切り、偏執に満ちたラヴクラフトのオマージュとして、「狂気山脈」を反映すべきだったのに、ロス・ロクリンのコンセプトをロバート・アスプリンが書き直したもののようになったと、かなり否定的に評している。

## 用語集

### ブラッド・ソードと死の剣について
ブラッド・ソード
生命の剣。天使長アブデルによって作られた、生と死を分ける偶像である2本の古代の剣のうちの1本。刀身に生命のエッセンスが与えられ、死を退ける生命のパワーを有している。クラースの悪魔、七つ目のヤーンに破壊されたとされ、柄と鞘、刀身の3つになっていたが、主人公たちによって復元される。真のマグスの力を制する力を持ち、真のマグスのこの世とのつながりを絶って無の世界に葬り去ることができる唯一の武器である。作品の途中で、イコンによって持ち去られ、黄泉の国に行く正式な名は「生命の剣」であるが、おとぎ話では「ブラッド・ソード」と呼ばれる。武器として振るった場合、戦闘力を＋3し、その打撃力は、通常よりダイス2個分追加した数値となる。また、「真のマグス」などの不死となった神話に登場する神々に近い存在も含めるアンデッドは、ブラッド・ソードの攻撃があたり、精神力の判定に失敗した場合、ブラッド・ソードの聖なる力によって、即座に破壊されることになる。また、「真のマグス」の力から守る効果や光を放つ効果なども持っているさらに、戦士がブラッド・ソードと死と剣を両手に装備した場合、相乗効果があり、さらに戦闘力と精神力を＋3し、生命力が2倍となる。その上、同じラウンドに、（「真のマグス」を含めた）アンデッドにブラッド・ソードと死の剣の攻撃をあてた場合、そのアンデットは、ダイス4個の精神力判定に成功しなければ、即座に破壊される。
死の剣
「悪魔の爪」とも呼ばれる、美しく輝く偃月刀。天使長アブデルによって作られた、生と死を分ける偶像である2本の古代の剣のうちの1本。地中深く眠っていたが、勇敢な勇者であるガネロンが地獄から持ち帰り、この剣を使って、暗黒の魔王と戦おうとしたが、剣の死のパワーにより堕落させられ、悲惨な最期を迎えている。その後、悪魔の爪と呼ばれ、マラジットのどこかにあると言われている。マリジャー派（後述）が所有していたこともある。ササリアン、トビアス・ド・ヴァントリー、ハサン・イーサバーが探している武器として振るった場合、ブラッド・ソードと同様の効果があり、戦闘力を＋3し、その打撃力は、通常よりダイス2個分追加した数値となる。また、「真のマグス」などの不死となった神話に登場する神々に近い存在も含めるアンデッドが、死の剣の攻撃があたり、精神力の判定に失敗した場合、即座に破壊されるのも同様である。

### 特殊な用語について
砦のダンジョン（原文：The Battlepits）
クラース平原の地下に存在する、トンネルや部屋でつくられた巨大で複雑な地下迷宮の名称。クラースのマグス達によって13か月ごとに行われる競技の名称としても使用され、砦のダンジョンに各マグス達が選んだ挑戦者たちのグループが送り込まれ、この地で互いに争う。競技に出場する挑戦者の目的は、魔物や問題を切り抜けて、「勝利の紋章」を獲得することにある。マグス達はその勝利者を賭ける。当然、マグス達が自分の闘士を助けるため、ひそかに介入してくることや、他のマグスからの後援を受けた挑戦者の進行を邪魔することもある。
『ドラゴンウォーリアーズ』の第6巻である『The Lands of Legend』によると、クラースのバトルピット（ブラッド・ソード翻訳では、「砦のダンジョン」）は、名誉ある決闘や騎士道に沿った英雄たちの戦いの場ではなく、その広がったトンネルは、北部の冬の湿地帯の地下を何マイルにもわたって伸びており、時には地下の部屋や空に開いた高い壁に囲まれた競技場に通じている。13か月ごとに、クラースのマグスたちに集められた挑戦者たちは通常、捕らえられたり奴隷にされたりしているものたちであるが、時には冒険者がクラースまで旅して自ら参加者として出場することもある。挑戦者たちは、さまざまな道具、武器、手がかりを備えた異なる場所にある入り口に放たれる。マグスたちは、古代占術の水晶玉に映る彼らの進捗を眺めながら、定められた範囲内で魔法の力で、挑戦者たちを助けたり妨害したりするために介入することもある。競技は、挑戦者が迷宮のどこかにある「勝利の紋章」を発見し、それを安全な場所に持ち帰ったときに終了する。
そのために、挑戦者たちは数多くの魔法の結界を突破する必要がある。例としては、「金の鏡の間があり、ここではキャラクターが他の職業のメンバーとして映し出され、それらが実現化して彼らと戦う」、「ある通路において、一部の石が幻覚となっており、挑戦者は石を踏む順序を知るか、推測する必要があり、それができなければ、死の魔法による虚無の中に落ちてしまう」、「ある迷路では、難題を問いかけ、誤答すると攻撃してくる美しい女性アンドロイド「真鍮の魂」のランダレスが見回っている」、「空気に満ちた胞子によって挑戦者たちが毒される前に隠された出口を見つけなければならないキノコ庭園がある」。「最後に、安全な場所につながる橋がある「破壊された鎖の警告」があるが、そこでは、過去に会った最も危険な敵である三人の復讐者と対峙しなければならない」。バトルピットの勝利は自由を意味し、大変な報酬が与えられる。この殺戮の儀式の目的は単なる娯楽ではなく、挑戦者が勝利したマグスは、富や領土、特権を仲間のマグスたちから得ることができ、前年からの紛争は彼の利益となることによって、解決される。
『ブラッド・ソード』とは、マグスたちの目的や行われる理由、実施方法は共通しており、その内容はかなり違うが、一部、共通する部分も存在する。
大爆発（原文：The Blasting）
悪魔によってなされたと言われた、かつて、スパイト（後述）を廃墟にし、真のマグス達が殺された災害。この虐殺の後も、災害は三日三晩続き、スパイトは深い断層によって孤立した。スパイトの地は今でも多くの人々に、地獄の炎にまでつながっていると信じられている。
約2世紀前の、スパイトにおいて、真のマグスたちの最後の会合の時に、何かの間違いが起きてしまった。スパイトの都市の封鎖された門の外側で待ち続けていたマグスの使用人たちは、人ならざる声が怒りに満ちたまま高まっているのを耳にした。その時、絶叫が聞こえ、奇妙ないくつもの光が壁の上でうごめいた。真のマグスの使用人たちは、命にかかわるほどの恐怖心を抱いて逃げた。使用人たちが振り返ると、スパイトの内部のくすぶる塔から、稲妻が空に向かって差し込んでいくのが見えた。その後、スパイトの周りではコールドロン（後述）が生まれ、スパイトの地に入ることができなくなった。真のマグスの使用人たちは長い間、彼らの主人の帰りを（忠実な幾人かは死ぬまで）待った。しかし、真のマグスは、どの一人も現れることはなかった。
コールドロン（原文：The Cauldron）
小作人や旅人からもその名を知られている、スパイトの廃墟を取り囲む深い峡谷。この地にある硫黄の煙から蒸気が上がり、蒸気は冷たい空気の中で厚くなる。そのため、スパイトの廃墟は、周りからほとんど見えなくなってしまっている。コールドロンの断層は、魔術師の「緊急救出の魔法」を使ってすらも、余りにも広く、渡ることはできない。廃墟に行く唯一の手段は飛んでいくことだけである。
約2世紀前のスパイトの「大爆発（前述）」の後、静かな数日が過ぎた後、スパイトの周囲の地面が振動し、大地に亀裂が入った。スパイトの周囲に炎で満ちた堀が開き、溶岩のかたまりが遠くまで飛び散った。その炎が次第に弱まると、「真のマグス（後述）」の使用人たちは、スパイトが今では孤立した岩の頂上に立ち、さらに、その岩は、大地の深部にまで入り込んだ巨大な深い断層に囲まれていることを認めた。たとえ思い切って誰かがスパイトのある岩まで入ろうとしても、渡る方法はなかった。彼らは、断層の底にある炎の熱のため、かつてのスパイトにあった多くの塔が融解して、石の壁がろうそくのろうのようにゆがんでいるのが見えた。スパイトの廃墟を囲む断層は、この地方において、「コールドロン」と呼ばれるようになった。現在でも、コールドロンの周囲の断層から、上空にある極寒の空気へと吹き上がる蒸気の雲が高くそびえているのが確認できる。
完全に正規なレジェンドの設定では、実際には数マイルにわたる広さとされるが、『ブラッド・ソード』では多少の独自の解釈が含まれており、数百ヤードの範囲に制限されている。
マグス（原文：the Magi）
クラース（後述）の統治者たち。約30人のマグスがいる。それぞれが原則的に領土に絶対的な支配権を有したその土地の専制君主である。クラースではいかなる規模の軍もマグス同士の争いに加われないため、砦のダンジョンの競技（前述）によって争いは解決される。ただし、時には暗殺によって解決されることもある。
約2世紀前の大爆発（前述）により、クラースの真の統治者であった「真のマグス（後述）」たちが死に絶えた後、「真のマグス」の弟子や相続人、執事たちは、様々な形で「真のマグス」のクラースの権力者の地位を引き継ぎ、今日まで続く、クラースの新しい権力者による統治体制を作りあげた。しかし、彼らは、「真のマグス」たちの隠された知識を習得することはできなかった。クラースの邪神たちの神殿は、もはや、魔法のエネルギーで輝くことはなくなった。また、現在のマグスの先祖たちは、見つけ出されていない、いにしえの力のある秘密の私室を求めて、「真のマグス」の城を探した。彼らは、古ぼけた魔術書に熱中し、秘密の呪文を暗唱したが、何の効力もなかった。彼らは死んだ「真のマグス」と比べると、ただの素人であり、一般的な魔術師以上の能力はなく、中にはそれ以下のものもいた。彼らは、「真のマギ」の称号と紋章を奪い取り、その所有していた古い城と領主の地位、臣民を強奪した。しかし、これは全ては虚偽によるものである。現在のマグスの多くは、自己満足や彼ら同士の小さな報復に夢中になっているに過ぎず、世界で起こっている出来事に全く関心を払うことはない。
真のマグス（原文：the True Magi）
クラースの本来の支配者。想像を絶するほどの力を持った魔術師たちだったが、2世紀前に起こったスパイト（後述）の大爆発（前述）により全員殺害されたとされる。現在のマグスのほとんどが、大爆発後の混乱時に権力を奪い取った、真のマグスの執事もしくは弟子の子孫にあたる。
スパイトの大爆発の以前、彼らの言葉は人々に絶対的な支配力を持ち、彼らによって争いのない時代は長く続いたが、彼らの胸の奥底にあった呪われた獣性が目をさまし、恐ろしい憎しみが彼らの心をむしばみ、誓いで結ばれた彼ら同士を戦いに駆り立てしまったため、スパイトの大爆発が発生し、60人いた真のマグスは、5人になったと、残った5人の真のマグスは語っていた。
かつて、真のマグスたちは、クラースの古代の邪神たちを崇拝し、7年ごとにその邪神たちと交信するためにスパイトの薄気味悪い要塞に集まっていた。真のマグスたちは、邪神たちと交信を果たした後に、さらなる魔力を得て、クラースを絶対的な支配下に置いていた。また、真のマグスたちは、紋章で彼ら自身を表しており、それぞれの紋章は、その紋章を所有するマグスの杖を示していた。この杖のデザインは、他の国の騎士や領主の紋章と全く同じく、相当に凝ったものであった。本物の杖はスパイトの大爆破で失われたため、現在のマグスたちが所持しているのは、その複製品である。
マグスの魂
北の夜空に時々見える5つの小さく明るい天体である。それぞれが月の5分の1程度の大きさに見える。クラースでよく知られた迷信によると、この5つの天体は真のマグスの中でも偉大な魔術師である5人の魂が神となったものと伝えられている。彼ら真のマグスは、いつもこの世界に戻ってくることを企み、夢見ている悪意のある存在として、民話にひんぱんに登場する。彼らは占星術において、不吉な意味ではあるが強いシンボルとなっている。
『ドラゴンウォーリアーズ』の第6巻である『The Lands of Legend』によると、以下のように説明されている。この5つの天体は、「マグスの亡霊」と呼ばれ、クラースの上空で最も光が強く見え、デッドデス、ブルームーン、プレイグスター、ギフトスター、ホワイトライトと名付けられている。クラースの農民は、千年紀において、スパイトの上空で彼らが結合して、死に満ちた都市の門が荒々しく開かれることになると信じている。世界が球体であることを知るキータイや、ターシムの国々の天文学者は、これらの衛星の軌道を図に描き、どのような結合も計算することも可能であるが、それは、なされてはいない。また、この5つのマグスの亡霊は、太陽や北極星と並ぶ、渡航する船の貴重な道しるべともなっている。
デビルス・ランナー号
海賊王・ハンガックが乗る船。ハンガックの死後も彼とともに唯一許されている航路を航海しつづけており、多くの者から目撃されている。世界と世界のはざまにぶらさがり、いくつもの世界の海を航海している。十字軍最大の軍艦よりも大きく千人は収容できるほどで船幅は9メートル、高さは海面から約12メートルある。銅でおおわれた数本の太いマストがあるが、帆はクモの巣だらけである。七生のあいだ、舵輪から手を離したことがないシャンビアが舵取りを行っている。マラジット湾から百キロ離れた場所に現れるが、この世界にいる間に下船しない場合、違う世界に連れていかれ、デビルス・ランナー号の乗員となってハンガックとともに、長い時を同行することになる
死の集約点
レジェンドから黄泉の国の奥地へと直接つながる光線。天井に達する円形の光線と床に達する円形の光線があり、天井への光線は燃え立つように赤く、床への光線は冷たい緑色の光を放つ。ヤマトのイコンはこの光に入り、魔法を使ってブラッド・ソードを奪い取り、彼とともに黄泉の国に持ち去ってしまう。
ガネロン
３巻において、エメリタスの会話に登場する。かつて、地中深く眠った「死の剣（前述）」を地獄から持ち帰った勇敢な戦士であり、暗黒の魔王と戦おうとしたが、「死の剣」の死のパワーによって堕落させられ、悲惨な最期を遂げた、とされる。その最期は「よく知られた話」として説明はされていない。
『ブラッド・ソード』と（旧版においては）世界観を一部共有すると考えられる『吸血鬼の洞窟』においては、（レジェンド世界の国家である）エルエスランドのアルビオン国にあるウェストリンの森のテネブロン卿の屋敷に、ガネロンの墓室が存在する。その墓室は、空気も甘く、新鮮で、大理石の台の上に、光り輝くガネロンの大理石の彫刻が乗っており、青銅の銘板に「聖なる戦士にして貴公子　騎士ガネロンここの眠る」と記されている。棺桶に安置されたガネロンの遺体は生きているような状態で残っており、普通の人間には振り回せないほど重い剣を有している。青地に二頭の気高いユニコーンを紋章とし、それを盾につけている。
ヴァランダー
3巻において、エメリタスやササリアンとの会話に登場し、「真のマグス」と同様、ある身分の高い者で、死を経験することなく、この世にいつまでもとどまり、ある種の神となった一人とされる。古代エルエスランド（エルスランド）のヴァランダーと呼ばれる。『ブラッド・ソード』のおける言及はそれだけであるが、『ドラゴンウォーリアーズ』の第1巻である『ドラゴンの戦士』のシナリオ「森に眠る王」において、紹介されている。
それによると、「かつての国王、そして未来の国王」と呼ばれ、はるか昔、エルエスランドの王であった。その治世は公正で慈悲深く、偉大な騎士たちが礼をつくして家臣にとりたててもらいたがっていた。しかし、異母兄弟のモーグリンがヴァランダーの良識を嫌って敵に寝返ったため、ヴァランダーの王国は終わっている。
伝説によると、最後の戦いでモーグリンと出会ったヴァランダーは一撃のもとに切り伏せたが、モーグリンが最後の瞬間に剣を呪文をかけ、それがもとでヴァランダーは深い傷を負って死んでしまい、王直属の宮廷魔術師であるマソールが、戦場で死んでいるヴァランダーを見つけると抱き起こし、かつて造っておいた秘密の地下室へと運んだ。そして、いずれこの世の悪を追い払うために再び必要とされる日まで、12人の勇敢な騎士たちや財宝すべてとともに、ヴァランダーを眠らせたと伝えられる。
その埋葬地は現在、アルビオン（後述）国のアルフレッド侯の領土にある「フェンリングの森」に存在し、マソールもまた、その地で眠っている。奥では、金の冠をつけ、プレートメイルに身をつつみ、馬にまたがった姿で、12本の切っ先を床につけて立っている素晴らしい剣に囲まれて、エルエスランドが彼を必要とし、眠りから目覚める日を待っている。
ヴァランダーはアーサー王に、マソールは魔術師であるマーリンに、その12人の勇敢な騎士は円卓の騎士に、モーグリンはモルドレッドに類似性が見られる。
イムレフ・カリッド
3巻において、エメリタスやササリアンとの会話に登場し、「真のマグス」と同様、ある身分の高い者で、死を経験することなく、この世にいつまでもとどまり、ある種の神となった一人とされ、「神王イムレフ・カリッド」と呼ばれる。『ブラッド・ソード』のおける言及はそれだけであるが、『ドラゴンウォーリアーズ』の第6巻である『The Lands of Legend (No. 6) (Dragon warriors)』の「2 The Lore of Legend」において、紹介されている。
かつては、はるか古代に繁栄したカイフクル帝国の第9王朝のファラオであり、武力により前王朝のファラオを殺害して、ファラオに即位した人物である。彼は金縁のクロテンのローブを着た背が高く、傲慢げな美貌を浮かべた誇り高い男性であり、宝石で飾られた2本の長い短剣がベルトからぶら下げていた。しかし、腹心の将軍であるコルヘプシャに裏切られ、大勢の暗殺者に狙われて命からがら砂漠へと逃亡することとなった。彼は魔法によって砂嵐を起こしてマントのように身を隠して、暗殺者たちの眼をつぶし、そのまま不死の存在となったが、コルヘプシャはそのままカイフクル帝国第10王朝のファラオに即位した。大いに誇りを傷つけられたイムレフ・カリッドは、簒奪者を滅ぼし、王座にもどるまで休むことはないと誓った。
現在、ターシムの地の砂漠において、十字軍の騎士が負傷し、ターシムの戦士に襲われると、突然、見知らぬ人物が戦いに参加し、ターシム人の戦士を虐殺し、時には十字軍の騎士をその砦まで送ってくることが、十字軍の中で話題になっている。その人物は黒と金のローブを着て、宝石をちりばめた2本のナイフで戦い、ターシム人のようであるが、決して話さすことはなく、その視線は遠くを見つめている。彼は現れた時と同じように、神秘的な様子で去っていき、まるで十字軍の騎士たちが見た幻かのようにさえ思われる。その人物は、十字軍から「不滅の神王」と呼ばれ、なぜ彼がターシム人をそこまで憎しむのか、不思議に思われている。
文章では明確には書かれていないが、この人物が「神王イムレフ・カリッド」であることは明白であり、カイフクル帝国の滅んだ後、その地を支配したターシム人に対して攻撃を続けているものと思われる。

### 世界や地名について
レジェンド
『ブラッド・ソード』の舞台。死すべき人間の世界。「ミッドガルド」または、「ミドルアース（中つ国）」。また、TRPG『ドラゴン・ウォーリアーズ』の舞台でもあり、戦う貴族と神秘的な魔導士たちのいる場所、冒険の地とされる。
レジェンドの世界の住人たちは、自分たちの世界を「ミドルアース（中つ国）」、「ミッドガルド」と呼んでいるが、この用語は、実際は「ミドルアース」は中英語にすでに存在する言葉で、「ミッドガルド」は北欧神話に存在する言葉であるが、トールキンの『指輪物語』独自のものとみなされることが多いため、それらの言及のほとんどは、「モータルアース（the mortal earth、死すべきものの大地）」、「モータルワールド（the mortal world、死すべきものの世界）」または「ミッドワールド（the mid-world、天国と地獄の間にある世界）」と表現されている。レジェンドの世界の住人たちは、自分たちの世界を通常「レジェンド」とは呼ばない。
スパイト
真のマグス達の「聖なる都」。真のマグス達は7年ごとに、スパイトの地に集まり、クラースの神々と交信していた。現在ではスパイトは廃墟となり、地に生まれた広大な断層（コールドロン）の中心にある岩の頂上の上に現存する。
大爆発の後、約2世紀の間に多くの冒険者たちが、スパイトの地に、いにしえの真のマグスの魔力の根源と、古代の邪神たちを召喚するための秘術が残されている存在すると信じて、スパイトとそれを囲む広大な断層であるコールドロンへと旅立ってきた。しかし、夏ですら、その旅は、ぬかるみの湿地帯を越え、廃道をつたう困難な徒歩による山登りであり、絶え間ない飢えと精霊、病気、野獣、その全てが彼らに襲ってきた。良い案内人と、多大な幸運に恵まれてやっと、旅人たちがコールドロンに着いたとしても、それから、どうやって、コールドロンを越えて、スパイトの壁に到達するのかという問題に直面する。コールドロンを越えることになんとか成功しても、スパイト内部には数多くの恐怖が存在する。スパイトの中にまで冒険できたものはほとんどおらず、彼らの中で生きて帰ってきたものは一人もいない。
デイブ・モリスのブログである「Fabled lands」では、オリバー・ジョンソンの作った簡略な手書きのスパイトの地図が公開されている。
旧セレンチーヌ帝国（古代セレンチーヌ）
かつてレジェンドの西方世界の大半を支配しており、世界の中心となっていた帝国である。セレンチーヌは、古典期後期において、エンフィディアン帝国の東縁にある都市国家として始まった。市民たちの近代的な政治、貿易、戦争の手法により、セレンチーヌはすぐにクラースの南部において最強の国家へと成長した。
セレンチーヌの軍団は、地図上を迅速に進軍して各地を征服した後、道路網を建設・利用して帝国の中心に交易や税を集めた。セレンチーヌははるか南方のカイフクル帝国の土地を占領し、総督を置いた。さらにセレンチーヌの軍団は西方でも勝利し、アルガンディーやエルエスランドまで支配した。旧セレンチーヌ帝国の栄光はAS100年まで続いたが、やがて失政や財政問題によって、領土が侵食されはじめるようになり、ツーランド・南カイフクル・東ステップからの攻撃が激化して、旧セレンチーヌ帝国の軍団は限界を越えて引き延ばされた。そのため徐々に、旧セレンチーヌ帝国は世界の覇権を失っていった。
旧セレンチーヌ帝国ではトルー・フェイス（後述）が国教とされたが、トルー・フェイスの宗教内の対立が帝国の分裂を引き起こした。また、帝国南部が（現在のオパラール国が存在する地方からの）野蛮人たちの攻撃によって最終的に崩壊し、首都のセレンチーヌも野蛮人の集団に何度も略奪され、旧セレンチーヌ帝国は滅び去って現在の新セレンチーヌ帝国はその領土の一部を統治しているに過ぎない。史実上の西ローマ帝国とかなり酷似した帝国である。
カイクフル（原文：Kaikuhuru）
はるか古代に南方に存在した帝国。ファラオにより統治されていたが、かつてエンフィドールに破れ衰退し、その軍が朽ちていたところを旧セレンチーヌ帝国に攻め込まれた。この時、ファラオは砂漠に逃走し、現在では完全に滅亡している。カイクフルの古代文明は、古い人種の系統が数度にわたる侵略者の波によって飲み込まれて没したが、それでも現在において、その文明や官僚制度は、カイクフル人の子孫によってターシム国家であるオパラールにおいて活用されている。カイクフルにおいて信仰されていた古代の神々は現在でも信仰を受けており、人里離れた地域では、今でもレアトン・セト・ホルス・クネムなどの古代の神々の風化した像の前に、毎日新鮮な穀物とビールの供物が置かれている。現在、その領土は「十字軍諸国」と「ゼニール」・「マラジット」・「オパラール」といったターシム国家によって統治されている。史実上の古代エジプトとアケメネス朝ペルシアに類似した部分が多い帝国である。
コラーディアン海
世界で最も豊かな港や都市が海岸沿いに並ぶ海。トルー・フェイス（後述）の国々全体を表す形容詞としても使われる。その国々とは、アルガンディー、ショーブレット、カールランド、新セレンチーヌ帝国、アスムリ、エンフィドールである。この国々がこの海を囲んでいる。
セレンチーヌ
かつて西洋の大部分を支配していた旧セレンチーヌ帝国の首都。700年前に旧セレンチーヌ帝国が没落してから後、セレンチーヌはトルー・フェイスの中心としての新たな重要地として勃興している。
セレンチーヌには、トルー・フェイスの教皇がおり、旧セレンチーヌ帝国が滅亡してからは、野蛮人の集団に何度も略奪され、教皇も常には安全ではなかった。その後、新セレンチーヌ帝国が野蛮人からの攻撃を防ぐに十分なほど強くなったため、セレンチーヌも安全となった。現在では、アスムリアの首都となっているが、セレンチーヌは、西方の精神の中心地として、いまだに極めて重要である。
フェロメーヌ
フェロメインと表記されることもある。コラーディアン海岸で最も豊かな港。
「フェロメーヌ同盟」と呼ばれる、より小さい近隣の他の都市を従属させた同盟の盟主となる都市国家である。
トルー・フェイスが信仰される国家の最大の都市であり、人口は25万人近くに達している。都市内では、最も高いものは70メートルを超えるロココ様式の装飾で覆われた100を超える優雅な塔が空へそびえ立ち、壮大さを競い合っている。これは、貴族の住居であり、彼らは戦士ではなく、裕福な商人や銀行家の生まれであり、彼らの子弟たちは豊かな財宝を楽しんでいる。
素晴らしい大聖堂や公共建築物が至る所に豊富に存在し、商人貴族たちは自分たちの富と信心深さを示すことを熱望しており、芸術の後援を互いに競い合っている。上流階級の地区以外の迷路のような市民の街並みですら、格子状の窓が立ち並び、豊かな生活を支える様々な商品が多数売られている。
しかし、水辺の桟橋沿いにはスラム街が広がり、港で船の積み降ろしを行う労働者たちがわずかな銀貨のために仕事を待っている。また、乞食と障害者になった冒険者が、街の大通りを歩き、フェロメーヌの民兵が見つけることができない暗い隅に、盗賊たちがひそんでいる。貧困からくる悪臭が空気中にただよい、虐待される人間たちも存在する。
郊外には貴族の別荘が存在し、奴隷たちの運ぶ輿に乗った貴族たちが、傭兵に護衛されながら、輿の上で娼婦と興じているのがうかがえる。貴族たちは、この別荘で都市生活の騒音や悪臭、喧騒から遠ざかりつつ、市内の商業活動を注意深く見守っている。
新セレンチーヌ帝国の重農主義政策によって、低金利政策が実施されており、新セレンチーヌ帝国国内では商業がほとんどの利益が奪われるため、商人はリスクの高い長期的な事業を行うことができない状況が続いていた。しかし、リーダーケーン湾のいくつかの小島の上に建てられた、フェロメーヌは地理的な立地に恵まれ、独立するに至っている。
コラーディアン海を通じて船団により持ち運ばれる富によって、帝国は取引を行わざるを得なくなっており、フェロメーヌ共和国は、皇帝の名目的な支配権を認めることを条件に、帝国の他の地域には課せられた税金を免除される特権を与えられている。これは、フェロメーヌの商人たちにとっては、「完全に独立する」より明らかに魅力的であった。新セレンチーヌ帝国の庇護による安定感は彼らに、フェロメーヌの商人たちが、大胆な事業を行うのに理想的な経済環境をもたらしており、彼らの船団は、ターシム諸国や、それ以上に遠くのキタイやバトーバタンとの貿易路を開拓している。なお、フェロメーヌが新セレンチーヌ帝国から十分な取引に対する特権を得られない場合は、いつでもカールランドに帰属先を切り替えることができる準備ができている。
『ブラッド・ソード』では、フェロメーヌに十字軍の総督がいることが語られ、西方世界では最も繁栄した人口が多い都市であることが説明される。また、4巻に登場する商船「ゴールデン・ランス号」の船長、シルソールの本来の目的先となっている。『ブラッド・ソード』の小説『The Chronicles of the Magi』の主人公であるウォーリア・モンクのアルトール（Altor）とローグのケレスティス（Caerestis）も、ワイアード王国からクレサンチウムをいくまでにこの地を通っている。貿易を中心とした豊かな商業国家であること、新セレンチーヌ帝国との関係や島の上につくられた都市である点など、歴史上のヴェネツィアとのかなりの類似点が見られる。
カノング港
クラースの東にあるミストラル海に面する港。北のダークヘブンやワイアード王国、イグドラス島へ渡る船が出ている。にぎやかな港で、水夫や鯨獲りの男たちや商人、娼婦で町はごったがえし、タールと潮と魚の臭いに満ちている。「ウルリック・ボーンズの宿」が存在し、捕鯨船や交易船が停泊している。
ダーヘブン
クラースの東にあるミストラル海に面する港。カノング港より北にある。黒い岩山に囲まれている。ワイアード王国に近く、海岸沿いに北に向かい、白い山から北東に向かえば、冬でも氷河の上を歩いて三日で着くことができる。荷揚げ人足や証人や漁師でごったがえしている。「ファンブルウィンター」という宿と雑貨屋がある。
オトレメール
トルー・フェイス（後述）の軍隊によって奪いとられたターシム（後述）の領土であった土地に置かれた十字軍の公国。
カクソス島（原文：island of Kaxos）
不毛の島であり、厳格なトルー・フェイスの啓蒙修道院が存在する。この啓蒙修道院で、主人公のセージ（僧侶）とエメリタスがともに修行を行っている。
『ドラゴンウォーリアーズ』の第6巻である『The Lands of Legend』によると、カクソス島は（エンフィドール（後述）国が北面するコラーディアン海にあると考えられる）エンフィディアン諸島にある。カクソス島にあるチャリデクソール市の地下にある地下世界「カラの墓」は有名で全ての冒険者から知られている。「カラの墓」は地下に数マイルも広がる広大な地下迷宮であり、下にいくほど危険が高まるとともに、得られる財宝も大きくなる。地下世界のある部分は水没しており、船で探索する必要がある。「カラの墓」では百通りの未探索の通路が伸びており、それぞれが冒険者たちを想像を絶する富あるいは死へと導く通路が広がっている。
クレサンチウム
十字軍遠征の際、コラード軍が最初に入手した都市。強固な城壁に守られた難攻不落の港でもある。ここから、第一次十字軍は異教ターシム（後述）の地の征服に乗り出しており、オトレメールの最大の都として栄えている。美しい無数の尖塔がキラキラと輝き、エキゾチックなスパイスや香や大麻の香りに包まれた都市であるが、物乞いがとても多い。路地や通り、バザール、広場があちこちに広がる迷路そのものの町であり、石や粘土、模様のあるレンガ作りの建物が建て並ぶ。町中は商人や巡礼でごった返しており、病気と貧困も蔓延している。ロック寺院にカペラーズ騎士団がクレサンチウム司令部を置いており、クレサンチウムの総司令官にトビアス・ド・ヴァントリーが任命されている。また、クレサンチウムの砦は戻ってくるものがほとんどいない牢獄として知られている。コラード人（後述）の財政官がにらみをきかせていて、料金を明示することが宿屋に義務づけられている。かつてターシムのモスクは、第一次十字軍の略奪により、荒れ果てている。港は栄えており、潮や大麻やタールの臭いでむせ返り、商船や巡礼船がでている。キータイの絹の密貿易なども行われている。
十字軍の公国の首都であり、第一次十字軍の指揮官であったアルガンディー国のエスタブロ王子は、その港を見下ろす三つの丘のうちの一つからクレセンチウムを見渡して、「緑のベルベットの布の上に敷かれた真珠と金の集まりのような素晴らしい街だ」と述べており、現在ではコラード人一人に対して、ターシム人が12人がいる状態で、夕暮れ時には、ターシムの祈りの呼びかけがコラードの教会の鐘と交じり合う光景がみられる。
：現実の十字軍国家の港にある都市であったアンティオキアやトリポリ、アッコに類似した都市である。
グレイ・ロック
マラジット湾の内海であるラメント海に浮かぶ垂直に切り立った岩山。頂上には、魔法使いサークナサールの難攻不落の砦が存在していた。サークナサールの死後、砦は廃墟と化している。
ハクバッド
「ヒスイ星の都」と言われる700年以上前から名高い都市。サッサン軍と旧セレンチーヌ帝国が激しい争いをした後、サッサン軍が旧セレンチーヌ帝国からカイフクルの西域を奪ったのちに、造られた。かつては、いくつかの川の合流地点にある小さな町であったが、広げられた。大きな宮殿や先のとがったドームのある神殿、果樹園、墓場や雑木林が広がる広大な都市であるが、人口はそれほど密集せず、フェロメーヌの町の四倍の人口である百万人以上が、その約十倍の広さの土地に住んでいる。『ブラッド・ソード』の時代では、ターシム諸国の国家の一つであるゼニール（後述）の都市となっている。史実上のクテシフォンやバグダードのような都市との類似性が見られる。
ハロガーン山脈
ゼニール（後述）の東側、オパラール（後述）の西側に天然の境界を形成している山脈。西部の山脈の低地にあたる丘陵地帯には、ターシム（後述）信仰を持ち、ゼニールのカリフの主権を受け入れているヤクの牧人によって占拠されている。これらの領土は地図上では「ターシム・ハロガーン」と指定された地域である。ハロガーン山脈の奥深くには、いくつかのドワーフの集落の洞窟がある。ドワーフたちは、自分たちの住居のある山岳を貫ぬいて存在する鉱脈に対して強い誇りと独占欲を抱いている。しかし、ターシムの戦士たちが、特に宝石や貴金属の採掘において、時折、「奇襲」的な鉱業活動を行うことがある。この活動による殺戮と破壊によって、ハロガーン山脈のドワーフたちは人間に対して憎しみの感情を抱いている。
『ブラッド・ソード』では、オパラール側のハロガーン山脈の切り立った崖に、マギ派（後述）の砦が存在し、また、ハロガーン山脈の東の荒野にマリジャー派（後述）の秘密の要塞が存在する。
エルエスランド（原文：Elessland）
「エルスラント」と記載されるが、『ドラゴンウォーリアーズ』の第６巻である『The Lands of Legend』には、「「EL-ess-land」と発音する」とあるため、「エルエスランド」と表記する。レジェンド世界の西北にある大きな島であり、『ドラゴンウォーリアーズ』では主要な冒険の舞台となっている。「アルビオン（後述）」、「コーナンブリア（後述）」、「エレウォーン（後述）」、「グリッサム」、「ツーランド（後述）」の五つの国が存在する。
エルエスランドの原住民は、主にコーナンブリアとエレウォーンに住んでおり、アルビオンは主にショーブレット（後述）から、ツーランドは主にメルカリア（後述）から侵略されて生まれた国家で、現在ではエルエスランドの一角を占めている。熱帯からの南西の海洋流によって温暖化されており、同じ緯度にあるクラース（後述）やメルカリアよりも暖かく、アルビオンの年間平均気温の範囲は摂氏-6度から+28度となっている。
トルー・フェイスの信仰は、コーナンブリアではかなり浸透し、アルビオンでは優勢であるが、ツーランドではまだそれほど浸透せず、エレウォーンとグリッサムではほとんど伝わっていない。
『ブラッド・ソード』ではパルドロ船長が乗せる巡礼たちの目的地となっており、出身地として、「コーナンブリア」や「エレウォーン」、「ツーランド」の名が登場する。また、『ブラッド・ソード』の小説『The Chronicles of the Magi』の主人公であるウォーリア・モンクのアルター／アルトール（Altor）とローグのカエレスティス／ケレスティス（Caerestis）の出身地にあたる。その位置や文化から、実際のアイルランド島を含めた「ブリテン諸島」がモデルになっていると考えられる。
ミスト海
エルエスランドの西、デオルスク海の北に存在する海。４巻に登場するエンタシウスの島が存在する。『ドラゴン・ウォーリアーズ』のルールブックにあるレジェンド世界の地図では記載されず、エルエスランドの西にあるハドラン海（Hadran Sea）のさらに西にあるものと思われる。
ハドラン海には、寂れて孤立した島々が存在し、その島々は風が静まる場所に位置しているため、ずっと漂う絹のような霧に覆われている。島の岸の近くにある崖の間を飛び跳ねる「野生である裸の人物」を見たという証言もあるが、冒険家以外の者が、この見捨てられた世界を旅する理由は何もないため、詳細なことは何も分からない。
黄泉の国
死後に魂が行きつく冥界。死によって管理されている。天国にも地獄にもいくことができない異教徒や狂人、幼児や葬式をしてもらっていない人々の魂の行く着く場所であり、様々な神話の断片から成り立っている夢の風景だとも言われている。黄泉の国に生きた人間が行くことは理論上、不可能ではないと言われており、エンタシウスがその答えを知っているとされる。また、あまり長居するとこの世に戻るのは困難になるとも言われている。アケロン川やスチュクス川が流れ、記憶の沼や忘却の川も存在する。中心部近くには「夜の深淵の森」が存在し、悲鳴山脈を越え、タータラスの洞窟を抜けて、山脈のはざまにある平原にでると、黄泉の国の中心に達する。途中、いくつもの建造物が存在し、各地に住民や危険な怪物がいる。
ブラックリッデン城（原文：Blackridden Castle）
大爆発以前のスパイトの近くにある荒涼たる高地にそびえる城。マイオーグが求める「時の貴婦人像」が存在する。かつて、ヴォルトー侯が治めていた時代があったようであるが、真のマグスが使役する悪魔であるオナカが支配しており、漆黒のオートマトンやオーガとともに、「時の貴婦人像」を守っている。また、「黒の乗り手」がいて、近隣の住民を支配している。城と近隣の村への間には、巨人スノリッドが眠っている。
タモール（原文：Tamor）
新セレンチーヌ帝国の首都。かつての旧セレンチーヌ帝国時代は、遠隔地にある山上の要塞に過ぎなかったが、トルー・フェイス（後述）の宗教内の対立により、旧セレンチーヌ帝国（前述）が分裂した時に、帝国の軍団の指揮官であるマドロックス・コスモゴランが、タモールで、自らを「インペラトル」と宣言したことにより、新セレンチーヌ帝国（後述）の首都となった。トルー・フェイス内の教義上の争いを原因とする対立は現在に至るまで続いており、タモールの教会は、セレンチーヌの教会と宗派の分裂を続けている。
この都市は、西方世界の都市に比べはるかに文明が発達しており、巨大な大理石のエンタブラチュアが都市の建物の入口上に立ち、セレンチーヌ帝国の過去と現在の栄光が彫刻される形で描かれている。帝国の設計者たちの素晴らしい創意により、都市から排水を送り出すための下水道や、裕福な家々に水を供給するための水道配管、さらに冬に家を暖かく保つための床暖房、舗装された道路が整備されている。また、夜には大きな火鉢が通りの角に燃え盛り、建物の石造りや芸人やそれを楽しむ人々や娼婦たちの賑やかな夜の生活に光を投げかけている。さらに、市民軍の巡回は常に存在し、犯罪者は迅速に逮捕され、通常は公正な裁判も行われている。タモールの周囲では旧セレンチーヌ帝国の動脈であった縦横に交差した道路により、迅速かつ安全に貿易が行われており、西方から来た旅行者はその繁栄ぶりに様々な衝撃を受けることとなる。
『ブラッド・ソード』では、『ブラッド・ソード』の小説『The Chronicles of the Magi』の主人公の一人であるローグのカエレスティス／ケレスティス（Caelestis）が育った都市とされる。かなり地理的条件は違うが、東ローマ帝国（ビザンツ帝国）の首都であったコンスタンティノープルとの類似点が見られる。
ラサーボスク
クラースの西南にある都市。クラースと大陸を切断している広大な峡谷（リフトバレー）である「ガウジ」の狭い部分に差し掛かるように建造された都市であり、クラースと大陸をつなぐ、驚くほど巨大な建造物に覆われ、その構造全体に渡る数えきれないほどの部屋や回廊が入り組み合った、橋の街である。また、クラースにおいて唯一の他国の商人たちが好んで来る貿易の町でもあり、レジェンド世界で唯一かもしれない機械式時計が存在する。ただし、街並みそのものは長い歴史でかなり荒廃を進んでいる。訪問者の多くが、クラースの南東部で育つ、いやな匂いのする麻薬の草であるタハックをつめたパイプを吸うため、街は絶え間なく煙のもやがかかっており、この草の副作用により、ラサーボスクのほとんどの人が少し精神に異常をきたしているようにも見える。
この街の著名人としては、トリロシ・デュール・ガイドル、エミール・デュール・ガイドル、ヒアブアー司書、ラウク魔導士、ヴァトリエン伝言係、旅人の宿屋を兼ねるフリント・リッド酒場を所有するフロリッド・ガットムートらが挙げられる。
『ブラッド・ソード』の小説『The Chronicles of the Magi』の主人公であるウォーリア・モンクのアルトール（Altor）とローグのケレスティス（Caerestis）も、ワイアード王国からクレサンチウムをいくまでにこの地を通っている。

### 民族や宗教について
トルー・フェイス
現代のレジェンド（前述）の主要な宗教。
トルー・フェイスは、アルビオン、コルナンブリア、アルガンディー、ショーブレット、カールランド、エンフィドール、モラサリア、新セレンチーヌ帝国、アスムリなどのレジェンドの西方世界において、信仰されている。これらの国々では、旧セレンチーヌ帝国の原始的な古い神々を一掃し、トルー・フェイスを新しい宗教としている。
トルー・フェイスは、旧セレンチーヌ帝国が存在した時代に、ガタナデス（後述）によって創設されたが、旧セレンチーヌ帝国の皇帝や人々に否定され、彼自身も殉教している。しかし、旧セレンチーヌ帝国の崩壊が進行するとともに、皇帝ジョストロックスはかなり多くの人々が改宗している新しい宗教を採用することが有益であると決断した。そのため、トルー・フェイスは、旧セレンチーヌ帝国の国教として確立されるようになった。そのため、トルー・フェイスは存続し、現在に至っている。
ただし、現在では、トルー・フェイス内では、アスムリア国内にある「セレンチーヌ」にいる教皇が率いる西方世界の教会と、「タモール（前述）」を首都とする新セレンチーヌ帝国の教会では、「全能者の肖像画」や「三位一体説」など、ささいな教義や信仰の違いから、お互いにその信仰を間違いだと考え、互いに異端とみなしかねない状況が常に続いている。しかし、この議論も新たな宗教である「ターシム（後述）」の脅威の前でかなり後退している。
また、時には、セレンチーヌにいるトルー・フェイス教会の枢機卿たちはアムスリアの特定の貴族や別の国の貴族に買収されて、その願いにそって、教皇の選挙に投票し、教義や政治的立場に関する公的声明を公表しているのが現実である。
全体的に、教皇が率いる西方世界のトルー・フェイス教会は「カトリック教会」に、「タモール」を首都とする新セレンチーヌ帝国のトルー・フェイス教会は「正教会」にかなりの類似点が見られる。
ガタナデス（原文：Gatanades）
トルー・フェイスの創始者。元は漁師であった。彼の教えは、当初、旧セレンチーヌ帝国の腐敗した皇帝や人々にあざけられ、ガタナデス自身もまた殉教者として死んでいる。現在は、ガタナデスは、西方世界中で、「救世主」として知られた存在となっている。トルー・フェイスを司る一方のセレンチーヌ教会は、「救世主」である彼は、世界に救いをもたらすために予め定められた存在であり、文字通り神の子であると教えている。その一方で、新セレンチーヌ帝国の首都であるタモール教会の信仰によれば、かつてのセレンチーヌ皇帝たちが死後に神格化されたように、「救世主」である彼は自分の行動によって神格化された存在であると扱われている。この二つの宗派は「救世主」であるガタナデスの教えや神自身の本質についてほぼ完全に同意しているが、この1つの教義上の違いが、タモールの教会とセレンチーヌの教会を大きく分け、お互いに異端的な存在とみなし、宗派の分裂を引き起こす原因となっている。
「真実の杯からは、何千回でも飲み干すことができる」とは、トルー・フェイスの聖書に書かれた彼の言葉である。ガタナデスはキリスト（ナザレのイエス）やその弟子であるペテロとの類似性が見られる。
十字軍
コラード人（後述）によって行われたターシム人（後述）に対する戦争であり、表向きは宗教上の理由とされる。しかしながら、実態はフェロメーヌの商人やセレンチーヌ教会などの人々が十字軍により莫大な利益があげられると知り、その目的を果たすため、北方の人々の宗教熱を煽り立てて実行された戦争である。
十字軍の表向きの目的は明確で正当であり、救世主・ガタナデスの出生地であるイブラヒムを、ターシムの占領から「解放」することである。実際に、何千もの戦士や巡礼者が信仰のみの動機で、過酷な旅路を南へと進んでいった。その巡礼路は、熱心な騎士団の無償の奉仕により守られている。十字軍が攻略した地域は、モラサリアの南にある沿岸州であり、クレサンチウムも含まれる。現在、十字軍の領土はオトレメールなどの4つの独立した公国から成り立っている。その境界は内外の圧力によって絶えず変動している。
しかし、その一方で、セレンチーヌ教会の教皇は、宗教的な誘因などの巨大な宣伝戦略で、若い戦士の十字軍への参加を募り、教会から資金が必要な十字軍志願者に対して非常に高い利率で融資を行っている。また、フェロメーヌ同盟の商人を中心とした北部全域の商人は、より良い貿易路の開放を目指すとともにターシムの富を手に入れるために、同じように融資をしている。さらに、強欲な強盗騎士や傭兵たちも土地を手に入れるために参加し、国王たちもかえって、彼らが領土から離れることにより、秩序を維持することが容易になるため、喜んだ。このように、十字軍は幾人かの高貴な人物たちに、多大な財政的な利益や政治的な利点をもたらしている。
その地は、十字軍に参加した北部の人々が支配しているが、彼らはその地域の先住民と共存する必要があり、すべての占領地域と同様に、この地でも、反乱と殺人の脅威は常に存在している。十字軍政府内の対立派閥もまた、彼らが「仮面をしたパヴァーヌ」と呼ぶ政治のゲームに参加し、自分たちの上司を殺害したり、難しい部下を処理したりするために、暗殺団のマリジャー派（後述）と取引を行っている。
カペラーズ騎士団
十字軍の公国の一つであるオトレメールの都・クレサンチウムを治める騎士団。ロック寺院に司令部を置き、最近、トビアス・ド・ヴァントリーが司令官に任命されている。異教徒には不寛容であるが、黄金を彼らの神と同じぐらい崇拝しており、異教美術であっても、ロック寺院に飾っている。一時期は、暗殺団のマリジャー派（後述）と協定を結んでいたが、現在ではいろいろな事件でもめている。騎士に昇格するには、家柄がいい家に生まれなければ、まず無理である。騎士団は鎧の上に八つのとんがりがあるブルーの星をつけており、その意味については色々な説がある。。また、彼らは礼拝堂でも、八つのとんがりがある星がついた十字架に祈りを捧げるという特異な神への信仰を見せている。ただし、騎士たちは強力で知られるセレンチーヌの騎士と同等の力量を有している。
カペラーズ騎士団は、従来から、あらゆる手段を使って目標を達成する意志があるといわれる悪名高い集団であり、マリジャー派と連絡を取っていることも知られており、彼らを十字軍内のさまざまに込み入った陰謀に使っているのではないかと考えられていた。
コラード人
オトレメールにおいて、純粋なターシム人（後述）と区別するために、北方の国の血が混じっている者全体を指すため使われる漠然とした総称。
コラード人が住む北の地は、ターシム人の住む地方に比べて、ほとんどの地域ができる限り自足しなければならない上に、木材や毛皮などが資源の主なものであり、長距離を運ぶにはコスト効果が低いものばかりである。北の地では、道路の貧弱さ、無法ぶり、そしてペストの流行が、コラーディアン海周辺およびエルエスランドのアルビオン南部の沿岸地域を例外として、貿易の停滞を招いている。
ターシム
かつてカイクハル帝国だった地域にある南方の国々の宗教および人々を表す名称。ターシムの国々は、マラジッド、ゼニール、ハロガーン、オパラールである。
ターシムは多くのものをあらわした言葉であり、地域と宗教と人々の名称となっている。「ターシム」とは、文字通りには、「神の言葉」という意味であるが、これは、AS6世紀に「預言者（イルミネート）」であるアカバーによって定められた、生活と礼拝を定めた入念な決まり事を意味する。ターシムの教典の第二章は、個々人の「神との関係」や「神に対する道徳的な義務」について取り扱っており、正統とされる「ターシム」には、物語である第三部が含まれている。これは、預言者のアカバーの教えを伝える公式な教典には含まれておらず、アカバーの死後に収集されたものである。
ターシムの諸国は、約千年前のカイフクル帝国の地域全体と旧セレンチーヌ帝国の南部属州が存在していた地域の一部を占めている。かつて、カイクフル帝国の支配が崩壊した後、中央権力が築かれるまで数百年を要し、最終的には「ターシム」の宗教の力によって、統一した中央権力が築かれることを可能としている。預言者であるアカバーの死から100年後、彼の教えによって、500万以上の人々からなる帝国の創造がなされている。ただし、地理的、言語および教義の違いを原因とする分裂が、ターシムの世界でも生じ、現在のように、マラジッド、ゼニール、ハロガーン、オパラールと国家が分かれている。
元来から、ターシムを信仰している国々は、シルク、真珠、貴金属など、輸送が容易な商品に富んでおり、その商人たちは高い評価を受けている。これらの要因により、全体的な影響として、ターシム諸国をより平和で一般的に進歩的にしたものにしているが、その代償として、領土を拡大することを推進しているコラード人（前述）を中心とした北方の国家の人々のような本能的な攻撃性を失なっている。
ターシムは全体的に、イスラムとかなりの類似性が見られる。
アカバー（原書：Akaabah）
大いなる啓示を与えるもの。預言者（イルミネート）。ターシムの信仰では、アカバーは神によって選ばれ、神の教えを世界中で説いたとされる。ガタナデスはトルー・フェイスの救世主であるが、ターシムの教えでもアカバーの先駆者のうちの一人としてみなされているため、大半の人々が認める以上に、2つの宗教はより近いものである。
アカバーは、住民全体が、砂漠の遊牧民・定住する農民・遠近から来た商人と交流する交易都市「サーラン」の管理者だったが、サーランの中で起こった問題について考えをめぐらせる中で神からの啓示を得て、主に法と政治を扱うターシムの教典の最初の章を定めた。さらに、アカバーは引退後に、「聖なる街」デコムールにおいて、彼の著作であるターシムの教典の個々人の「神との関係」や「神に対する道徳的な義務」について取り扱ったより内省的な章も書き上げている。ターシムの教典は、特別に優れた内容であったため、多くの人々に影響を与え、ターシムの巨大な帝国をつくる原動力となり、帝国が分裂した後も、その国々の人々からターシムは信仰され続けている。
アカバーは、イスラムの始祖であるムハンマドと、ターシムの教典はイスラムの教典であるコーランと、かなりの類似性が見られる。
マリジャー派
ターシムにおいて異端とされる一派の末裔である暗殺者の集団。マリジャー派はハロガーン山脈の東にある荒野に秘密の要塞を有している。「星の門」を使って、彼らが自由に各地に出入りしているものと考えられている。
異端的なマリジャー派は、正統とされる「ターシムの教典」に第三章として含まれる預言者であるアカバーの死後に収集された物語部分について、その重要性を否定している。
マリジャー派は彼ら独特のサービスである「暗殺」を提供するために、オパラールにある本拠地からクレサンチウムの地まで旅してやってくる。そして、ターシムの先住民だけでない、彼らを雇いたいと熱望するコラード人から雇われることもある。
マリジャー派は、歴史上における暗殺教団と類似した部分が多い。
生命の大木イグドラシル
エデンの園に生まれた最初の木。千年の間、この世を支えてきた。
クラースの東のミストラル海に浮かぶ島国であるイグドラス島に「生命の木」があると言われており、そのイグドラス島のある「生命の木」が、この「生命の大木イグドラシル」を指している可能性もある。
生命の若木
生命の大木イグドラシルから生えた若木。カールランドの北のドラッケン山のふもとにある復活派の修道院で代々育てつづけてきた。修道院からは、生命の大木イグドラシルに代わり、最後の審判の日の戦いに必要であり、最後の審判の後の新しい時代を支えるものとして期待されている。オパラールのマギ派によって修道院から盗まれた。
マギ派（原文：Magician Sect）
オパラールに本拠地を持つ火をあがめる宗派。火から作られたジニーから火を吸いだし、生命のないぬけがらにするか、その火を消して、奴隷にするため、ジニーに強く憎まれている。オパラールのハロガーン山脈を越えた切り立った崖の上に、建物全体がまるで巨大な岩を削って造られたかのように見える黒灰色の石の柱を持つ砦を構える。魔法を使って、カールランドの復活派の修道院の防御を破り、炎の橋に乗って、生命の若木を盗んだ。砦には強い魔力を持った司祭長がいて、多くの司祭や侍祭、衛兵を従えている。
オスターリン修道院
エルエスランド（前述）の南方にある国家であるアルビオンに存在する修道院。テオドリックという人物が修道院長であった時代がある。『ブラッド・ソード』の小説『The Chronicles of the Magi』の主人公の一人であるウォーリア・モンクのアルター／アルトール（Altor）の生まれ育った修道院である。

### モンスターについて
ハッグ
第1巻に登場。クラースの「砦のダンジョン」に住み、エキドナに仕えている。『ドラゴン・ウォーリアーズ』のルールブックによると、老いさらばえた老婆の姿をしているが、人間ではない超自然的な存在であり、ぼろぼろの汚れた衣に身をつつみ、ほうきや大釜に乗って空を飛び、苦しめる生物を探すものたちとされる。ハッグたちは、とても醜く、灰色の髪にはシラミがはびこり、歯は汚れきり、皮膚は彼女らが調合した有毒なポーションの煙で青く染まり、さらに、ひっかき傷や斑点だらけである。多くの魔法を使うが、太陽の光を浴びると、死ぬか、石になる。また、錬金術にすぐれ、多くのポーションをつくりだすとされており、こ『ブラッド・ソード』でも反映されている。『ドラゴン・ウォーリアーズ』では「ランク6」のモンスターとされるが、本作ではさほど強くなく、「白い火」の魔法を使う若い女性もいるようである。
オートマトン
第3巻、第5巻に登場。穏やかな仮面に似せた顔をした金属製の人造戦士であり、はるか古来につくられた。（実際は彼らの体の一部であるが）金属製の鎧を着た人間に似た姿をしており、人間の戦士と同じような速度と動きで戦うことができる。高い知性を持ち、会話ができる個体も存在するが、いまだに、はるか古にいた自分の主人の命令を忠実に守っている。かなり強力な戦士で、『ドラゴン・ウォーリアーズ』では、「ランク13」のモンスターとされる。『ブラッド・ソード』では、ダンジョンを守ったり、悪魔であるオナカに仕えている。
黒の乗り手（ブラックライダーズ）
第5巻に登場。漆黒の甲冑をまとい、黒い兜をして、黒い軍馬に乗る。森林のある広い土地を支配する専制君主に仕える。残忍であり、仕える君主に逆らうものを探し出し、弾圧する。決して、黒い兜をあげず、会話もできるが、彼らは人間ではなく「ワドウォス(Wadwos)」といわれる存在である。彼らは、魔法実験の失敗から生まれた半人半獣の存在であり、体は人間に似ているが、毛皮を有し醜い鼻をしており、動物的な激しい気性もあって、人間世界から排除され、人間に対し強い憎しみをいだいている。女性の「ワドウォス」は存在するかは不明であり、彼らは魅力的な人間の女性を探し出そうとしている。『ドラゴン・ウォーリアーズ』では、「ランク2」のモンスターとされるが、『ブラッド・ソード』では、魔法の武器の存在もあってかなりの強敵である。

## レジェンドの国家

### クラース周辺について
クラース
レジェンドの極北にある大国。数十の国に分かれており、それぞれの国がその土地を領するマグスによって支配されている。コラーディアン大陸の東海岸から西海岸までを貫き断ち切られた深い大地溝帯によって、コラーディアン海周辺の文明国家と分かれている。古い外国人嫌いの伝統に満ちた、冷たく不親切な国民性の国であるため、クラースは南の国から来る商人の大半に避けられている。
クラースの土地は、さびしく広々として凍土でおおわれており、夏の真っ盛りでさえ、荒涼とした湿地帯ばかりである。特に、冬にはクラースの地は氷でとざされた荒野となり、人々は、筋っぽい植物とウナギを食べ、泥炭の火で体を温めて、なんとか物寂しい生活を生きのびている。その上、流氷が海岸を閉ざしてしまい、北の氷河からの激しい風によって、巨大な花崗岩の城の中ですら、避ける場所がほとんどないほどに厳しい寒さに襲われる。また、商取引においては、この国は提供できるものが東南の地の森からとれる巨大な針葉樹の材木と毛皮、奴隷ぐらいしかない。そのようなものはどこでも手に入るため、南の国の商人たちは、冒険的事業を行う意思のある商人たちすらも、クラースの国は、西南にあるラサーボスクの街までしか訪れない。
クラースは、暖かい海流の恩恵を受けられないため、同じ緯度にある西の島、エルエスランド（前述）よりも寒冷である。特にクラースの地は極地の氷から吹く風にさらされる平坦な地域にあり、冬には気温が摂氏-30度以下に下がり、真夏でも+15度に達することはほとんどない。
ワイアード
クラースの東側に位置するライムチャールド海内にある島国の王国。6世紀もの間「永遠のたそがれ城」に住むワーロック王により支配されている。ワイアード王国は、人口は一万人とも、二万人とも言われ、階級社会の国家であり、「アーミジャー」という郷士階級、「ソロン」という法をつかさどる階級、人口の大部分を占める農民の階級、伝統の重みに縛られない預言者の階級が存在する。ワイアードが戦争に参加したのは、700年前の旧セレンチーヌ帝国の崩壊以前であり、ワーロック王の統治が厳しく、国内でいざこざを起こす余地がないため「アーミジャー」階級は落ち目にある。「ソロン」階級は国の政治やワイアードで行われる儀式を執り行い、人々を管理している。預言者は、好きなところをめぐり、森や農家で寝て、ソロンが従わせようとする法律を無視する生活をしており、吟遊詩人を兼ねて、農民たちに権威を恐れないように説いて回っている。農民は、クラースの貧しい人々以上に悲惨な生活をしており、朝早くから日が落ちるまで、農作業に追われている。
かつて、ワイアード王国はクラースの属国であり、ワーロック王も「真のマグス」の臣下に過ぎなかったが、約2世紀前の「スパイト（前述）」の「大爆発（前述）」の後、ワーロック王は「真のマグス」死後の新しいマグスたちの権威を認めず、彼らを偽物と呼び、国民の夢に入り込んで支配して、独立を果たしている。ワイアード王国内では、国民の調停者となっている預言者を除いて、自然すら、偉大な魔法使いであるワーロック王の力と意思に屈服している。ワイアードではいまだ、クラースの古代の神々が信仰されており、ワーロック王が統治者である限り、「トルー・フェイス（前述）」が宣教師によって、ワイアード国民に伝えられることはない。
イグドラス島
クラースの東のミストラル海に浮かぶ島国。ワイアード王国からは南方の海上にあたる。
クラースの名目上の保護国であり、寒くて風の強い土地柄である、人口はまばらだが、木材と鉱石に富んでいる。イグドラス島の人々は、厳しい逆境に立ち向かう自負心の強さで有名であるが、彼らは年に一度、マグスたちに対して金と鉄の貢納をしなければならない。
古代に作られた青い線が入った大理石の建物は、この地に今も立っており、かつての誇り高い文化の謎に満ちた記憶を残している。イグドラスの人々は、これら廃墟となった都市の外壁の中で市場を開いているが、そこに住んでいるわけではない。
ある伝説によれば、この島のどこかに偉大な「生命の木」が存在し、その実を食べる者は、神に匹敵する知恵と神秘的な洞察力を得ると言われている。その伝説によると、時折、その枝から実を摘んだ最後の神である「天空の父」恐れ多きヴォータン（Wotan）がまだこの島にとどまっているとされる。そのため、人間は容易には、「生命の木」にたどりつくことを許されないと考えられる。
『ブラッド・ソード』では冒険の舞台にはならないが、2巻の地図にその存在が記されている。また、「生命の木イグドラシル」はこの島に存在する可能性がある。
ナーウィング荒野
クラースの東のあるライムチャールド海を渡った土地であり、ワイアード王国の南東の海を越えたところに存在する。
氷河で割れた山々、容赦のない吹雪、そびえ立つ針葉樹による荒れた国である。この土地の人々はトナカイの牧畜民や狩人であり、彼らは不愛想で話し好きではなく、彼らの先祖の霊を暖炉の祭壇で崇め、よそ者には関心を示すことはない。
この土地の東には未知のスヴァルトガルドの森が広がっており、奇怪な銀の針のような黒い幹の針葉樹の合間に、ナイトエルフ、トロールベア、エイドロン、アイスグールといったあらゆる原初の恐怖が潜んでいる。そのため、誰もこの地を冒険するものはいない。
『ブラッド・ソード』では冒険の舞台にはならないが、2巻の地図にその存在が記されている。

### 国家（トルー・フェイス関係）について
新セレンチーヌ帝国
クラースの東南にあたり、西方世界では東方に位置するカールランドの東にある。北には「トラックレス オーズ」という湿地帯と荒野が広がり、東は遊牧民の国家であるノマドハーン国と接する。旧セレンチーヌ帝国（前述）において、トルー・フェイス（前述）の宗教内の対立が生じ、分裂を引き起こり、旧セレンチーヌ帝国の軍団の指揮官であるマドロックス・コスモゴランは、遠隔地の砦であった「タモール（前述）」の山上の要塞で、自らを「インペラトル」と宣言したことにより、建国された。旧セレンチーヌ帝国は、南方の野蛮人から攻撃を受けていたため、帝国内の対立が起きなかった。現在では、旧セレンチーヌ帝国は滅亡し、新セレンチーヌ帝国がその名を継いでいる。
新セレンチーヌ帝国は、東方のノマドハーン国に対抗するため、彼らの軍事技術に対応して、数世紀かけて、その軍団を巨大な軍馬に乗った重装の騎士団であるタモールの「カタフラクト」へと変革させた。新セレンチーヌ帝国は南方へ拡大し、旧帝国の一部を支配下に置き、現在の領土まで広げた。最終的に、遊牧民たちによるセレンチーヌを略奪するための西への侵入を許してきた土地の回廊を封鎖も行っている。そのため、新セレンチーヌ帝国は、西方世界の教会からは、異端的な国家扱いされながらも、トルー・フェイスの「信仰の砦」と呼ばれている。
新セレンチーヌ帝国は表面的には封建的な形式に沿って組織されているが、古代共和国の理念の一部はまだ残っており、帝国の国土は（上級貴族である）パトレスや貴族から土地を借りた人々によって耕作されているが、本来の封建国家とは異なり農奴はいない。貨幣制度の発達により、帝国の市民（当然、戦争捕虜や買われてきた奴隷は除く）は形式的には自由であり、インペラトル（皇帝）や国家に対して軍役を課せられているが、適切な報酬なしでは、彼らの「君主」にそのような奉仕をする義務はない。西方世界で見られる封建的な国家を結びつける義務や責任のつながりに置き換わって、簡潔で包括的な法律によって、人々は奉仕に対する報酬を受け取り、その代わりに国家から課税される。行政や防衛などの国内の問題はこの税収によって支えられている。
新セレンチーヌ帝国の全ての市民階級の人々は、全ての一族から代表が選ばれる百人会によって、帝国の運営にある程度の影響力を持っている。ただの農夫でも、彼の一族が有力なら、完全に影響力がないわけではない。この百人会は、タモールにおいて開かれる元老院の全ての任命に同意を行う。貴族の一族は、他の全ての階級よりも多くの票数を握っている。最も裕福なおよそ百人ほどの土地所有者で構成される元老院は、皇帝の決定についての説明を請願することができる。元老院の支援によって、新セレンチーヌ帝国の長い統治は維持されている。この時代の「インペラトル」、アルダックス・バルティッサは、元老院の強力な支持を受けており、軍事的にも経済的にも政治的にも滅多にない、新セレンチーヌ帝国は強大な状態にある。
新セレンチーヌ帝国の軍隊は、輝くような鎧を身にまとい、巨大な戦馬に乗り出す貴族のカタフラクト、諜報・カモフラージュ・士気・戦場での治療・大規模な破壊といった専門任務に備えた戦闘魔術師の連隊が存在し、歩兵がきびきびと動き非常に整然と陣形を整えるといった、恐るべき力強い軍勢である。
この国では、有望な精神的な才能を持つ子供が早い時期に入学できる学校が存在し、軍事を含む魔法を使う職業がこれほどまでに組織化されているところは他の国にはない。
『ブラッド・ソード』では、第3巻に十字軍に参加した新セレンチーヌ帝国の騎士団が登場し、主人公たちが知っている世界では、最も危険な戦士たちであるという評判を得ている。また、騎士団の騎士を殺害した場合、世界の果てまで追われることになり、ターシムの地であっても、マリジャー暗殺団と連絡をとり、大金を払って暗殺させようとするため、はるか海の果てであるキータイやミンジに逃亡するしか手段がない。新セレンチーヌ帝国は、史実の東ローマ帝国（ビザンツ帝国）とのかなりの類似性がみられる。
ショーブレット、アルガンディー、カールランド
レジェンドの北西の半島のある「西方世界」を代表する三つの国家で、セレンチーヌの教皇が主導する「西方世界」のトルー・フェイスを信仰する国家の主要国である。コラーディアン海（前述）に南方を面し、クラースとは「ガウジ」という峡谷を挟んだ西南方面、エルエスランド（前述）とは「グレイヴ海峡」を挟んだ南方に位置する。
この三国は「西方世界」では「偉大な国家」と呼ばれるが、グレイヴ海峡をまたいでエルエスランドとは長年戦争状態にあったため、そのことに対する敵意も加わって、彼らはエルエスランド人を「粗野で礼儀正しさに欠ける単純なならず者」と見る傾向にある。しかし、この三国の王室とエルエスランド諸国の貴族は、実際には血縁関係で強く結ばれており、ここ20年ほどは比較的平和が続いている。
この土地は「西方社会」にしては、肥沃で人口密度が高く、貿易によって利益をもたらされるため、その生活は農民でさえ快適である。何世紀もの間、この地のあらゆる場所に渡って暴れ回り問題を起こしてきた「強盗」騎士たちにしても、教皇とアルガンディーのヴェルガング王の発案による「十字軍」という形で追い出すことに成功している。地理的な面では、一般的にエルエスランドより山が多い傾向があり、熱帯からの南西の海洋流によって温暖化されている。
この地では騎士道が栄え、戦闘的なエネルギーはトーナメント（馬上槍試合の競技会）、ジョスト（馬上槍試合の一騎打ち）、障害馬競走などのスポーツに向けられている。特に、ショーブレットの優雅な城に住む紳士的な騎士は、粗野なエルエスランドの騎士とはまったく異なる姿をしている。
また、この地では農業のため森林が大規模に切り開かれている。それでも国土の約10%から30%は未開の森林であり、近隣の地でさえ森林によって隔絶されていることがある。残された森林においては、忘れ去られた宮殿や妖精が存在し、特にアルガンディーの森林は不気味であるとされる。
『ドラゴンウォーリアーズ』の第６巻である『The Lands of Legend』によると、数十年前は、ショーブレット、アルガンディーの領主や、カールランドの沿岸諸侯は絶えず争っており、古い恨みが再び別の戦争を引き起こし、毎年のように戦争が起こり、家畜や奴隷は連れ去られ、農民の家は燃やされることが頻繁に起こっていた。しかし、いくつかの要因により古来のやり方が変わり始め、戦争が時代遅れになりつつあると考えられるようになっている。まず、中央集権的な国家の力と法の信頼性の向上により、現在では、紛争は王に訴えることによりしばしば、裁判で解決されるようになっており、また、農業の発展（くびきや3年ごとの作物の輪作）により、より大きな生産がもたらされたため、戦争の必要性が減少している。領主たちも、商業活動を行う方が、これがかつての収入源である領土や戦争よりもさらに利益をもたらすだけでなく、戦争を行われることで商業が妨害され、さらに費用もかかるため、かえって貧しくなりかねないということを理解している。上述した通り、好戦的な騎士たちが十字軍に参加し不在なこともあって、比較的平和になり、高潔な騎士道の時代に入っている。
『ブラッド・ソード』では、カールランドにおいて生命の若木（前述）がある復活派の修道院が存在する。また、ジニーから富の力を与えられた場合、なぜか（マラジット湾の島であるグレイ・ロックやハクバットで与えらえるにも関わらず）ショーブレットに主人公たちの宮殿が置かれ、権利を得た土地や金貨がその地におかれる。史実上のフランス王国や神聖ローマ帝国、アラゴン王国などと類似性が見られる。
メルカニア
クラースの北部や西部にある「メルカリア海岸」やクラースの西部にある峡谷「ガウジ」に沿った沿岸にある土地であり、国家というより、メルカリア人の部族や氏族の緩やかな連合体となっている。メルカリア人の主な経済基盤は農業であるが、過去数世紀にわたり、メルカリア人はドラゴンの舳先を持つ船でメルカリアとエルエスランド（前述）や「西方世界」の間にある「メルゲルド海」を渡って頻繁に襲撃を行い、彼らの経済を補完していたという歴史を持つ。
メルカニア人はその航海術にすぐれ、エルエスランド各地の海岸への襲撃が可能としており、襲われた土地の見張りが彼らが近づいてきたのを見つけると、村人たちは家から逃げ出すため、メルカニア人たちが望むものを流血を伴わずに略奪し、去っていった。実際の暴力はめったに起こらなかったが、それでもメルカニア人は、現在までその凶暴さで評判を保ち続けている。。
敵対的な領主が反撃を準備しているかもしれないため、メルカリア人の毎年の夏に行う襲撃には相当な準備が必要であり、投資にみえる確実な見返りが常に保証されているわけではなかった。そこで、一部のメルカニア人はエルエスランドの豊かな土地と快適な気候を見て定住し、冬の数ヶ月を過ごすための農場をつくり、地元の領主とは戦わないようになり、一定の貢物をおさめることに合意することがより多くなった。最終的に、彼らはリスクがともなう略奪よりも農業に転向し、領主の家臣たちと同様の存在となり、エルエスランド人と区別するものは、背が高さと、肌の白さ、金髪だけであるため、現在ではかなり混血化もすすんでいる。
現代のメルカニア人は、略奪者というよりもむしろ商人としてより知られていて、ヤールと呼ばれる地方の首長たちは、コラーディアン海やオパラール、ムンゴダまでの貿易によって彼らの財宝を充実させている。ヤールたちは独立しており、土地を所有する領主でもあり、彼らは時折、共同事業や相互利益に関する事項を決定するために「シング」と呼ばれる会議に集まり、さらに「アルシング」と呼ばれる、非常に高位のヤールたちからなる重要な集会が、5年に一度開催されるが、数世代にわたる些細な嫉妬や恨みにより、アルシングは影響力のある集会になってはいない。
『ブラッド・ソード』では、「砦のダンジョン」の挑戦者として登場する四人のバーバリアンはこのメルカリア人であり、「メリカリアの斧」を誇っている。メルカリア神話という、現実の北欧神話に似た神話も存在する。メルカリアやメルカリア人は、スカンディナヴィア地域（現在のデンマーク、ノルウェー、スウェーデン）の国家やその地を拠点としていたヴァイキングとの強い類似性が見られる。
エンフィドール
コラーディアン海の南方に位置する国家で、トルー・フェイスの教皇がいるアスムリアの西の存在する。かつては、セレンチーヌ（前述）を従属させ、カイクフル帝国（前述）を破るほどの帝国が存在したが、その栄光の日々はすでに終わっている。
現在では、複数の漁師の集団がエンフィディア諸島の周りの水域を航行している。その一方で、内陸では羊飼いの簡素な共同体が見受けられる。エンフィドールの「黄金時代」に存在していた大理石の遺跡が沿岸に並んでいるが、現代のエンフィドール人は畏怖と恐れの混ざった心情から、この遺産の痕跡を避けている。彼らは現在では、情熱や活気に欠け、抵抗や反抗の気持ちを持たない、保守的な民族となっている。彼らは、「エンフィディア悲劇」に見られるような宿命論を、信仰と日常生活に持ち込んでおり、この地域における鉱物資源も貴重な輸出品も乏しい。
ここに停泊する船は、情熱的な冒険者たちが運航する船だけであり、彼らは廃墟と化したアクロポリスと倒れた柱廊の地下に存在する謎めいた迷宮へと向かっていく。
『ブラッド・ソード』では、「古代エンフィディア」、「古代エンフィドール」や「エンフィディア神話」、「エンフィディアの伝説」という言葉が各所で登場し、それら全てが実際の「ギリシア神話」や「ギリシア悲劇」、「古代ギリシア文化」をモデルやオリジナルのアイデアにしたものであるため、エンフィードールが「ギリシャ」をモデルにした国家であることが分かる。
コーナンブリア
エルエスランドの西部にある国家。エルエスランドの原住民は、かつてエルエスランド島中を支配していた。しかし、古代セレンチーヌの軍団によって打ち破られ、帝国の市民となった。後に、西部平原からの野蛮人の侵入による深刻な脅威に直面していた古代セレンチーヌは、その中心部を守るため、その軍団をエルエスランドから帰還させる。そのため、エルエスランド人は大陸からの攻撃にさらされ、彼らは侵略者によって最終的にコーナンブリアに押し込まれた。
コーナンブリアの権力者は、指導者とその家臣たちが自分たちの土地を見下ろせる高い位置にある丘陵に集中して存在している。コーナンブリアの大王は、すべての酋長が集まる会議で選出され、また、非常にまれなことであるが、この会議で大王の地位を剥奪することも不可能ではない。
コーナンブリアにおいて、古代セレンチーヌの統治時代の後期にトルー・フェイスがもたらされ、それ以来、変わらず信仰を守ってきている。コーナンブリアが文明化する以前の時代における先祖の伝統である孤独な聖職者に似ているため、コーナンブリアの僧侶たちは中央の権威のない修道院の教会を選択している。修道士たちは、最も人里離れた不便な場所に住み、寒冷で風の強い海の崖の上にある修道院だけでなく、洞窟や荒涼とした孤島に住んでいることさえある。コーナンブリアの修道院教会はセレンチーヌ教会から実質的に自立しており、そのため周辺国の僧侶たちから、たまに無根拠な黒魔術や悪魔崇拝の告発がたまに行われるなど、ある種の疑念を抱かれている。その修道士たちはその学識と芸術作品で有名である。
『ブラッド・ソード』では、クレサンチウムで停泊しているプロヴィデンス号の船長であるパルドロの出身地であり、彼が乗せる巡礼たちの本来の帰還する目的地として紹介される。また、『ブラッド・ソード』の小説『The Chronicles of the Magi』の主人公の一人であるローグのカエレスティス／ケレスティス（Caelestis）の出身国にあたる。エルエスランドの原住民が主要な住民であるコーナンブリアは、イギリスの構成国である「ウェールズ」やコーンウォール地方との類似性が見られる。
アルビオン
エルエスランドの南部にある国家。アルビオンの現在の住民の祖先は、主に現在ではショーブレットと呼ばれる地域から来た本土からの略奪者である。彼らは元々はツーランド（後述）人と同様に軍神たちを信じる異教徒であったが、現在では、トルー・フェイスの信仰が優勢である。その貿易路は南の海峡と西のコーナンブリア（前述）に広がり、南アルビオンの領主たちに豊かな税源を提供しているが、その財源が豊富であるためにかえって、彼らは絶え間ない争いにふける自由を与えてしまっている
アルビオンは、封建社会であり、その土地の多くは、王から土地を与えられた臣下である領主たちによって保有されている。領主たちはまた、騎士団や武装兵士の軍団とともに居住する城を所有している。一部の騎士は自分自身の土地を持っており、下級貴族と同様に、その土地を荘園の本館から監督している。伝統と相互補助の義務が強い力を持っており、騎士が領主のもとで戦い死ぬのは、王の恵みにより、繁栄しているためである。
農民はその封建社会の基盤であり、彼らは領主の治める領地で働くが、同時に領主の保護下にある。しかし、この封建社会は、自分自身で富を生み出さず、他人の商品や生産物を購入・輸送・販売することで富を蓄積する商人階級の台頭によって乱れることがある。小さな村では自分自身で、家を建てたり、服を作ったりする必要があるが、その一方で、専門の職人も発展し、町ではこれらのことを他の人に依頼することが可能である。職人たちはギルドによって組織化され、町に住む人の家の建設などにギルドのメンバーを利用するように要求するようになっている。町々は地元の領主から自治権を獲得し、その特典を王から直接受け取ることに成功している。農奴も町に逃げて、1年と1日間滞在することで自由を獲得できる。
現在のアルビオンの王ハドリックの宮廷は、オングス市にある。ハドリックは軟弱な王であり、人物判断がお粗末であるため、無慈悲で利己的な助言者たちに囲まれている。過去10年間のハドリックの暴政により、語りきれないほどの被害がもたらされ、忠実な家臣の土地が奪われ、その価値がない者が抜擢され、農民は過酷な税の重荷を負って苦しんでいる。そのため、北部の諸侯たちは、王の法に従っていない。
アルビオンの町々はかなり小さなものであり、大きな港や市場町を除いて、ほとんどの町は、困難な時期に安全を確保できる領主の城や要塞化された修道院の周りで大きくなっている。城壁の内部にある町の人口は、千人を超えることはほとんどなく、国中で、人口が数万人規模の都市はおおよそ数十ヵ所しかない。圧倒的多数の人々は、20軒ほどの小屋から成る荘園に住んでいる。
『ドラゴンウォーリアーズ』の第６巻である『The Lands of Legend』によると、アルビオンは、少なくとも、特に農地が豊かであり、メルカニア人の襲撃に悩まされないアルビオンの南部の地域はショーブレット、アルガンディー、カールランドと同様、文明化された西方世界諸国の地域に含まれていた。しかし、ハドリック王の弱さが事態を変えてしまい、その傾向は逆転し、諸侯たちは再び戦い始めている。。
『ブラッド・ソード』の小説『The Chronicles of the Magi』の主人公の一人であるウォーリアモンクのアルター／アルトール（Altor）の生まれ育ったオスターリン修道院が存在する。TRPG『ドラゴンウォーリアーズ』の特に主要な冒険の舞台であり、現実のイングランド七王国やデーン朝やノルマン朝時代のイングランド王国とかなりの類似性が見られる。
ツーランド
エルエスランドの東北部にある国家。さらに、海を挟んでエスエスランドの東北にある大きな島も領土に含まれる。メルゲルド海から東に向かえば、メルカリアが存在する。深い川の渓谷と冷たい青い湖によって分断された、高地の岩だらけの国であり、権力の集権化が妨げられている。この国の住民は、メルカニアの海岸地域からだけでなく、北方の外れのツーラン諸島からのメルゲルド海を渡ってきた入植者で、野蛮で獰猛で、しばしば隣人と戦争を起こしている。
ツーランドの王の宮廷は島に存在する都市カトレイムにある。その権力は島内では強力であるが、エルエスランドの海を隔てたツーランドの領主は、実際は、半自立をして統治している。領主たちは冬を煙の立ち込める酒場で過ごし、自分の家来たちに囲まれ、略奪の夏の数か月を待っている。
トルー・フェイスの僧侶は人々に布教するために放浪して、敵意と過酷な天候、険しい地理に立ち向かっている。一部の領主は改宗しているが、彼らさえも、先祖の古い神々であるウォータン、トール、ロージなどを完全に拒絶する考えを示していない。この地の商人たちは吟遊詩人でもあり、感動的な物語で宴会における英雄たちを楽しませることができれば、商品を交易することが歓迎される。土地を耕す農奴には権利がなく、領主にとってみれば、彼らは動物よりもほんの少しだけ重要な存在に過ぎない。
『ブラッド・ソード』では、クレサンチウムにおいて、野蛮な二人のツーランド人が登場し、大きな戦斧を背に抱え、短剣を持っており、ターシム人の女性にからんでいる。粗暴で横暴な人間たちであるが（英語旧版では「商人」とされ）、特別な立場にない人物であるにも関わらず、5ランクの戦士と同等の力を有し、その強力さがうかがわれる。

### 国家（ターシム関係）について
ゼニール
十字軍諸侯国の東にあたり、アスムリアや新セレンチーヌ帝国の南に存在する国家。ターシム（前述）の国家では最も北に位置し、コラード人（前述）の国家と直接、相対する場所にある。ゼニールは、ターシムの信仰を拡散するための拠点であり、ターシムの世俗と精神、双方の領域における絶対的な権威をあらわす称号である「カリフ」の鉄の手によって統治され、AS7世紀にはターシムの教えを中心とした巨大な帝国を形成し、かつては、現在では独立した「マラジット」や「オパラール」も属州に過ぎなかった。
AS9世紀に、ベドウィンの圧力により、ゼニールは、新たなカリフ制の王朝が樹立された。ゼニールの新しい行政官や将軍たちは、前任者たちより猛烈な情熱を持つ砂漠の遊牧民であった。彼ら原理主義者にとって、聖都は全ては政府が栄えるために存在するもので、偽装や妥協、卑劣さに染まった土地ではあってはならなかった。そのため、カリフの宮廷はデムコールに留まったが、首都はサーランに移された。この移動は聖都であるサーランの重要性を減じるものではなく、それを強化するものであった。他の多くの変化は、ほとんどは剣と炎によって実行された「法の浄化」によってもたらされた。
ただし、ゼニールが、新しいカリフをいただき、厳格で根源的なターシムへの徹底した回帰を推進したことは、厳しい統制主義の教義にあまり関心を持たない、裕福さを快適な生活である感じる人々が統治するマラジッドやオパラールでは、好意的に受け入れられず、そのためもあってマラジッドやオパラールは独立するに至っている。
カリフにより統治されたゼニールは、ターシムの法に基づく権威を有し、異教徒との貿易を禁止し、低金利を強制している。ゼニールは、他のターシム諸国との貿易によって収入を得ているが、西ハロガーンから採取される銀を除けば資源が乏しいため、穀物、紙、塩について、マラジッドとオパラールに頼っており、経済は、デムコールに集まる巡礼者にとても頼っている。
『ブラッド・ソード』の舞台の一つであるハクバッドはゼニールの都市にあたる。また、北ゼニールにいたバーダン族が鳥葬の風習があること、クレサンチウムに向かうベドウィンの隊商があること、西ゼニールにおいてアジダハカたちが信じられていたことが作中で説明される。預言者の死後、その思想で統一した帝国を築き、「カリフ」を国家元首にしているところから、ゼニールは歴史上の「ウマイヤ朝」や「アッバース朝」との類似性が強い。
マラジッド
ターシムの国家では南方に位置し、ゼニールの南側や西側にあたり、十字軍諸国とは内海であるラメント海や南方につながるマラジッド海を通して向かい合っている。もともとはゼニールの領土であり、マラジッドの指導者である「アミール」は、ただの属州の長官に過ぎなかったが、9世紀に、ゼニールがベドウィンにより「カリフ」などの統治者が変わったことにより、ゼニールの以前の「カリフ」の従兄弟であったマラジッドのアミールは、宮廷の臣下たちともに、彼の死に深い悲しみを抱いて、ゼニールの王朝交代を認めず新政権の権威を否定し、独立を果たしている。
ただし、マラジッドのゼニールの新しいカリフの拒否は名目上のものに過ぎない。両国の貿易は従来通り続いており、二つの王朝を結びつけるために、婚姻が取り決められている。ゼニールに存在するデムコールへの巡礼者の流れにしても、一部の巡礼者が、カイクフラン砂漠において、ゼニールの新しいカリフが権力を握る過程において同盟者であった熱心な原理主義者であるベドウィンの部族によって襲撃されたことがあったが、ゼニールのカリフは、彼らが巡礼者がもたらす経済的利益を破壊していると判断し、即座に取り締まりを厳しくしたため、現在は順調に進められている。
マラジッドは、ターシム国家の「進歩的な側面」を示している。彼らは北の地の異教徒とも取引を行っており、また湾を挟んで生活する野蛮人とさえも交易をしている。彼らは全てのレジェンド世界の中で見いだされる最も優れた芸術の一部を発展させている。神秘家たちは、美しさと洞察に満ちた詩を作り出し、富に輝く都市は素晴らしい尖塔、ミナレット、アーチで溢れている。彫刻家や画家は、抽象的なイメージで神の深遠な栄光を表現した優雅な作品を制作している。数学者や天文学者は宇宙を研究し、彼らは、周りのすべてに神の模様を見出している。
『ブラッド・ソード』では、マラジッドの西にあるマラジット湾が登場し、グールの話の中にも登場する。帝国の分裂後、同じ宗教をいだきながら、以前のカリフの一族の生き残りが独立した国家であること、当時としては先進的な国家であり、文化的な発展を遂げていることなどから、マラジッドは、歴史上の「後ウマイヤ朝」（ただし、後ウマイヤ朝はカリフが元首である）との類似性が見いだされる。
オパラール
ターシムの国家では東方に位置し、ゼニールやマラジッドの東側にあたり、北にノマド・ハーン国があり、南方はキータイなどにまでつながる大海に接している。かつてのオパラールの地は、マラジッドより後にゼニールの建国時にその領土となっている。そのため、オパラールの指導者である「アミール」も、ただのゼニールの属州の長官に過ぎなかった。9世紀にゼニールが、ベドウィンの反乱により「カリフ」などの統治者が変わった時には、オパラールは、マラジッドよりは、強い反意などが有していたかもしれない。しかし、820ASに、ハロガーンの東の丘や草原斜面に住むカディック遊牧民の一団がイシス川沿いを南下し、翌年にオパラールの首都アムサイムを占拠して、オパラールのアミールが命からがらマラジッドに逃亡したため、その反乱は未遂で終わっている。
カディック遊牧民には、いくつかの軍団があったが、一連の疫病により1人に減少していたカディックの指導者は、以前のオパラールのアミールとゼニールのカリフとの悪い関係を引き継ぐことになるだけであると判断し、アミールの地位の継承を拒否し、代わりに、自らを「スルタン」と宣言した。この称号は、宗教的な権威は主張せず、彼の持つ世俗的な力のみを表すものであり、カリフに対して、「私の領域への主張を放棄せよ。そうすれば、信仰の問題ではあなたに従おう」と宣言するものであった。ゼニールのカリフは、オパラールへの直接的な支配を回復する可能性がないと判断し、オパラールの新たな「スルタン」を「ターシムの拳」と命名することで応じた。この栄誉に触発されて、スルタンは、彼の新たな臣民であるオパラール国民の間で見受けられた道徳的なゆるみに対し、厳しい処罰を与えることを始めた。
これは1世代または2世代にわたったが、現在でもオパラールでは、旧セレンチーヌ帝国やカイクフル帝国の官僚制度によって事務を処理している状態である。これら官僚は、古代のカイクフラン人の子孫であり、彼らは、新たな統治者を彼らの謎めいた古代文化に引き込むことに成功し、間もなくして、厳格なターシムは緩和され、以前のような状況が続いている。マラジッドほどではないが、オパラールもターシム国家の「進歩的な側面」を示しており、北の地や海の向こう側の人間とも積極的に交易を行っている。
『ブラッド・ソード』では、3巻の登場するササリアンがオパラールの王子であり、国から追われてはるか西の地のクレサンチウムへ逃亡している。また、ハロガーン山脈にあるが、マギ派の本拠地もオパラールに存在している。「スルタン」制度をとっていることや、他の土地から来た遊牧民によって統治された国家であることから、オパラールは「セルジューク朝」との強い類似性が見られ、「アミール」によって統治されていた頃のオパラールは、「ブワイフ朝」に類似している。

### 国家（その他）について
エレウォーン
エルエスランドの西北にある国家。コーナンブリアの北にある。コルナンブリア同様、エルエスランドの原住民が住む国家であるが、こちらは法が影響力を持たず、山賊と主君のいない騎士たちが近隣のパガン山脈のふもとを制約を受けずに徘徊している。また、トルー・フェイスが全く信仰されておらず、ドルイドが信仰する森と山の闇の存在である原始の神々が崇拝されている。この神々は、トルー・フェイスに改宗したコーナンブリアでは、悪魔と同一され、コルナンブリアでは、エレウォーンの人びとは悪魔を崇拝しているとみなしている。
約300年前にコルナンブリアとエレウォーンの間で戦われた「ブラック・ウォー」では、両軍ともに大陸からの傭兵が雇われ、その後も傭兵たちは留まり、次第に現地の人々に統合されていった。そのため、一部に、メルカリア人とアルガンディー人がまじって住んでいる。
エレウォーンにおいて信仰される古代の神々は基本的に原始的で文明化されていない存在であるが、本質的には悪の存在ではない。しかし、一部の狂信的な領主はその中でも「悪魔」と呼べる邪悪な神々を信仰しており、エレウォーンの領主たちは、狂気に取り憑かれているか、取り返しのつかないほど邪悪に浸かっている、もしくはその両方である。王位は空位のままで、後継者継承権に対する数多くの主張が続いており、彼ら同士やツーランド、コルナンブリア、アルビオンに対する戦争が年々、循環して行われている。領主たちは、暗殺をその手段とし、山中の孤立した村に住むハービンジャー一族と呼ばれる集団が、このために発展している。
悪党たちがひしめき、人々の生命が売り物と同様、簡単に失われるため、商人や冒険者たちはめったにエレウォーンの港に向かわない。町の外は荒涼としており、粗末な砦と農民の小屋が点在している。最近の数年前から流行った黒死病により、多くの村が人の気配を失っている。夜になると、農民たちは窓を閉じて炉辺で身を縮め、その間にゴブリンたちが屋根の上で踊り、悪魔が土地を徘徊するという。
『ブラッド・ソード』では、余り登場しないが、第4巻に登場する、デオルスク海に浮かぶ「アニュバン号」がエレウォーン国からやってきていると称する。
ヤマト
レジェンドの地図にはないはるか東に存在する奇妙な伝統に満ちた土地に存在する国家。その近隣には「キータイ」というこれまた奇妙な伝統のある土地の国家がある。現在は戦乱に明け暮れており、すぐれた侍たちは名誉を重んじ、それが彼らを儀式的な切腹へと導いたとしても従っている。
『ブラッド・ソード』では、イコン（エイケン）とプシュケがヤマト出身の人物であり、イコンはウタヤマ（ソングス山）国スゲンシキ家の当主とされる。また、ターシムの老水夫の話では、ヤマトの修行僧が登場しており、比較的活発な交流が行われており、レジェンドの主要な世界でも、よく知られてはいるようである。イコンの第四巻における姿やその魔法（の原文）を見ると、日本との類似性がうかがえる。

## 5人の真のマグス
何世紀も昔にレジェンドを支配していた、60人の大魔法使い「真のマグス」のうちの5人。彼らはクラースの神々と交信するために、7年毎に聖なる都スパイトに集合していた。しかし、2世紀前に、悪魔が引き起こした、もしくは真のマグスたちが互いを憎しみあい、戦いを行った結果起きた「大爆発」により、スパイトは崩壊し、集まっていたマグス達も全滅したと言われていた。
しかし、その「大爆発」は、事故ではなく、「マグス・トール」ら、真のマグスのうちの5人が古代の儀式の途絶を謀り、その儀式で召喚された邪神が殺害された時に生じたスパイトの壁が割れるほどの邪悪なエネルギーが起こした大爆発を利用した計画的なものであった。この5人の真のマグスは、決して災害から逃れるためではなく、目的そのものとして、この大爆発のエネルギーを利用して、自らの魂を宇宙に放ち星と化した。彼らの魂は「ブルームーン」、「レッドデス」、「ホワイトライト」、「プレイグスター」、「ギフトスター」という五つの星となり、人間が聞いたことがない宇宙の調べを聴き、天の秘宝を知ることで、かつての真のマグスの力をはるかに超える強大な力を蓄えている。そして来たる紀元千年に転生して地上に舞い戻り、神に近い存在として、魔法の力で世界を取り囲み人類を完全に支配し、恐怖の新時代を開こうと企んだものである。
5つの星は、地上から見るとそれぞれが月の約5分の1の大きさに見える。現在の民話にでも、この5つの天体は5人の真のマグスの魂が神となったものと伝えられ、彼ら真のマグスは、この世界に戻ってくることを企む悪意のある存在として、民話にひんぱんに登場する。彼らはまた、占星術においても、不吉な意味ではあるが強い意味のシンボルとなっている。彼らは死を経験する事なくこの世に留まった事で、骸骨男やゾンビとは違う意味で「亡者」という扱いをされ、神話の人物である、ある種の神となっている。
「真のマグス」の魂である5つの星は冬至の真夜中に地上に降りてきて、復活をしようとする。その際、5つの星からかすかな音楽が発せられ、それは次第に強まっていき、彼らが復活を果たした時に最高潮を迎え、とてつもない高音となる。「真のマグス」が「神々」として完全な形で復活した場合は、ブラッド・ソードを所有していたとしても主人公たちに勝ち目がないが、地上に降り立ち⼈間の姿に戻ったときのほんの数秒間は、感覚が混乱しており、彼らが宇宙の流れから⼒を引き出している間に、攻撃を受けやすくなる。そのため、彼らが復活の儀式に半ば成功して地上に現れた時も、現実世界に完全に入る前に倒すわずかなチャンスが存在する。地上に降り立った時、それぞれがきらめく⾊の光を放つローブをまとっているが、彼らの肉体は見通せないほど真っ黒な姿である。わずかに不協和音はあるが、彼らは同時に話す。戦闘では、毎ラウンド自動的に成功する魔法のパワーボルトをブラッド・ソードの所持者に集中して放ってくる。戦士はダメージを半減することができるが、彼らは時間とともに精神力と生命力を上昇させていく。その近接攻撃も、また強力である。
ブルームーン
第2巻から登場。青い星で、占星術では神秘、逆説、幻想を表し、また生と死の境界であり、そのために秘術の知恵を表すとされる。真のマグス・トールの魂が化身したものであり、主人公達が「ブラッド・ソード」を探して、「真のマグス」を倒すという任務を託されるきっかけを作った存在でもある。自身をあらわす色と紋章は青であり、そのマントは空の青をしており、堂々とした姿で、まばゆい光を放っている。第2巻において、狼男や幽鬼（ストーカー）を配下として操る他、幻影を作り出す事を得意としている。また、人が信じ込んだ幻影を実体に変え、モンスターと化して襲わせる事も可能である。スパイトを囲む断層である「コールドロン」では、スパイトへ瞬間移動するために、次元を飛ぶ扉を用意している。スパイトの廃墟では、青い扉の部屋で主人公たちをはばみ、幻影の魔法と、幻覚や妄想を生み出す力で主人公たちを攻撃して、青いロッドを守る。人の心を通して、幻影の魔法の力で、自分自身の分身を作り、やがて実体化することができる。戦闘では、毎ラウンド自動的に成功する魔法のミラージュボルトをブラッド・ソードの所持者に集中して放ってくる。戦士はダメージを半減することができるが、ブルームーンは時間とともに精神力と生命力を上昇させていく。その近接攻撃も、また強力である。ただし、彼の幻影は、それを意識できる人間がいなければ、実体を失うという弱点も存在する。5人の真のマグスの中でも、リーダー格な存在であると考えられ、最も数多くの危険な魔法の罠や怪物を仕掛けてくる。彼自身もたとえ、彼一人になっても問題ないと考えているようである。
ホワイトライト
第2巻から登場。白い星で、占星術では知識と良識を表し、永遠の変化をもたらす、絶対的かつ積極的行動とされる。真のマグス・ウルの魂が化身したものである。自身をあらわす色と紋章は白であり、そのマントは閃光のような白をして、堂々とした姿で、まばゆい光を放っている。第2巻では、魔術師オーガスタスを配下とし、ブラッド・ソードの鞘を奪ばせようと仕向ける。スパイトを囲む断層である「コールドロン」では、スパイトへの飛空を可能とする、輝く白い金属で装飾された大きな鳥の像を用意している。スパイトの廃墟では、白い扉の部屋で主人公たちをはばみ、白い鋼の短いロッドを守らせた「バイオフェージ」を挑ませ、砕ける石橋で主人公たちを惑わしてくる。なぜか、彼の仕掛けたものは、結果的に主人公たちを助けることになることや、危険性が低いことが多い。
レッドデス
第2巻から登場。赤い星で、占星術では一般的に悪意ある大虐殺と恐怖の象徴と見なされているが、他の見方では、個人の精神内での闘争とされ、解決すれば悟りへと通じるとされる。自身をあらわす色と紋章は赤であり、そのマントは真紅をして、堂々とした姿で、まばゆい光を放っている。第2巻では、吸血雪男を配下として、主人公たちを襲わせる。彼の配下は、ブルームーンの手下とは仲が悪いらしい。スパイトを囲む断層である「コールドロン」では、赤い宝石の山とそれを守る真紅の巨大コウモリを仕掛けている。スパイトの廃墟では、「ブラッドレッドスコーピオン」を仕向けるとともに、赤い扉の部屋を仕掛け、「レッドデスの先駆け」に赤いロッドを守らせて、さらに「サラマンダー」たちに主人公たちを攻撃させてくる。「真のマグス」の中でも、直接的でかなり危険性の高い罠や怪物を使い、特に積極的に主人公たちを危機におとしいれる。
プレイグスター
第4巻から登場。緑の星で、占星術では病気を示すものとされ、他の認識では、創造におけるあらゆる行動の後に必然的に生じる腐敗と堕落として解釈されている。真のマグス・カルーゲンの魂が化身したものである。自身をあらわす色と紋章は病的な緑であり、そのマントはエメラルドの緑をして、堂々とした姿で、まばゆい光を放っている。精神判定に失敗した場合、身体が腐敗病のように徐々に崩れ果てていき、成功しても戦闘力と生命力を永久に奪う疫病の霧を送り込む事が出来る。スパイトを囲む断層である「コールドロン」では、断層の狭い部分に橋のようにかかった古代の巨大生物「コロッサス」の遺骸を用意している。「大爆発」が起きる前の過去のスパイトでは、「黒の乗り手」を配下として使っていた。スパイトの廃墟では、緑の扉の部屋で主人公たちをはばみ、「アンクリーン」を挑ませ、「アンデッドの女王」に緑のロッドを守らせている。アンデッドを使うため、彼の妨害は、ブラッド・ソードを手に入れた主人公たちには効果性が低い傾向にある。なお、英語旧版では、彼は生前は、「マグス・カルーゲン」であったとされる。
ギフトスター
第4巻から登場。金色の星で、占星術では（幸運と不運双方の）運と奇跡の象徴とされている。自身をあらわす色と紋章は金色であり、そのマントは金色をして、堂々とした姿で、まばゆい光を放っている。「身体への悪影響」、「武器の腐敗」、「経験点の喪失」、「精神力への影響」といった邪悪な贈り物をもたらす、青白い霧を送り込む事が出来る。スパイトを囲む断層である「コールドロン」では、断層を渡るための狭い黄金の橋を用意しているスパイトの廃墟では、金色の扉の部屋で主人公たちをはばみ、罠と噴水で待ち受け、「アナーチ」を挑ませて、金のロッドを守らせる。ランダム的な要素が強いとはいえ、基本的に主人公たちに害をもたらすが、「贈り物」をつかさどっているためか、第5巻では選択次第では、主人公たちに利益を与えることもある。

## 主要な登場キャラクター
イコン
第1、3、4巻に登場。ヤマトのウタヤマ（ソングス山）国スゲンシキ家の当主である恐れ敬われる評判高い魔法戦士。「神を恐れぬイコン」の異名を持つ。本名はエイケンで、「魂の形」とほぼ同等の意味がある。第1巻で現在のマグス・ウルに雇われて迷宮の競技に参加するも、主人公達に敗れて撤退。以後、復讐のために主人公達の邪魔をする宿敵となる。サイキという妹がいる。主人公の魔術師が使用する精神魔法「盲目的服従」が通じない。クレサンチウムにいるサイキの館を訪れた後、オトレメールに主人公がいることを知り、追跡を開始する。「死の霧」、「報復の火」、「霧の呪文」、「炎の壁」、「死の復讐」の呪文を使う。ブラッド・ソードが修復された直後に、死の集約点を通って黄泉の国に送られてしまうが、その際にブラッド・ソードを持ち去ってしまう。4巻では、「ハラゲイ（コンストレーション）」、「ヒカリ（光）」、「ニンドウ（不可視）」、「シャケン（投げ菱）」の呪文を使う。魔法を使えず、打撃を受ければシャボン玉のように消えるが、イコンと同等の戦闘能力を持つ四つの分身を使ってくることもある。
ファルタイン
第1巻から登場。異次元に住む妖精の一族。主人公の魔術師が使用する「ファルタイン召集」の呪文によって呼び出される。普通の人間には姿が見えないが、その時々で様々な恰好で登場する。様々な強力な魔法を使う事ができ、魔術師と取引する事で手助けをしてくれるが、口が上手く、かなりずる賢い性格で、法外な要求をしてくることや、期待外れな結果を残す事も多い。魔術師に呼び出されるのは常に1人だが、いつも同一人物が呼び出されているわけではない。仲間を助ける時でも、余り進んではやらない。
ファルタインとの取引はリスクも多いが、その意外な展開は『ブラッド・ソード』の特色ともなっており、デイブ・モリスは「ファルタインと取引をしないプレイヤーは損をしている」と語っている。ファルタインは、ジャンク・ヴァンスの作品である『Rhialto the Marvellous』に登場し、主人公や他のキャラクターを困らせていた「sandestins」からアイデアを採っている。名称が『ドクターストレンジ』のキャラクターと同一であるのは、偶然であるとも語っている。
吟遊詩人
第2巻に登場。本名不明の年老いた吟遊詩人。白い髪と青い目をしており、竪琴を弾き、ほこりまみれの衣を着るが、その顔には強い意志と誇りが見て取れる。スパイトの「大爆発」と、その時に三つに折れた剣の伝説を歌う。何世紀も前に破壊された生命の剣ブラッド・ソードを修復するために旅を続け、鞘を手に入れて柄のありかも突き止めたが、「真のマグス」の1人・ブルームーンが送り込んだ狼男達によって殺害され、死の間際に主人公達に任務を託す。彼の正体は、第5巻のエンディングで判明する。
スクリーボ
第2巻、第4巻に登場。カノング港の「ウルリック・ボーンズの宿」にいた僧たちが飼っていた年取ったカラス。僧たちから金貨一枚で購入しないか提案される。購入すると主人を決めることができ、持ち物には含められない。いやな鳴き声や旺盛な食欲の持ち主。なぜか、「黄泉の国」にもついてくる。主人公たちの選択次第で、第4巻でその正体が明らかになることもある。
エメリタス
第3巻から登場。カドリール出身のコラード人の医師。主人公の僧侶とはカクソスの啓蒙修道院で一緒に修行した仲であり、修行を終えた後、托鉢僧となって聖都イブラヒムへ巡礼し、クレサンチウムの銀細工師街で医者を開業した。クレサンチウム一の賢人とされ、患者を富や身分で差別しない人柄から、街の人々から慕われている。患者からは金をとらない方針。血を抜く昔ながらの治療法に反対している。身分のあるコラード人は土着の者などと親しく交わるべきではない、という大方の考えに反して、ターシム人の奴隷の娘ダリを妻としている。個人のものとしては、オトレメールでも1、2を争う蔵書の図書室を持ち、主人公たちの帰還後も、その情報収集に協力し、旅に必要な食糧を提供する。第5巻でもその姿を見せる。
トビアス・ド・ヴァントリー
第3巻から登場。ショーブレット北部の都市ヴァントリー出身の魔法戦士で、クレサンチウムを守るカペラーズ騎士団の総司令官。恐ろしい顔つきであり、厳しく無神経な性格の人物。レジェンド世界の一般的な宗教トルー・フェイスの熱狂的な信者であり、東方のターシム人を始めとする異教徒を嫌い見下し、その改宗を強制しないコラード人たちをワイロで堕落したと考えている。一時期は協定を結んでいた暗殺団のマリジャー派と対立している。身勝手な思い込みで相手を悪魔崇拝者扱いして火あぶりで処刑しようとする狂信者である。生命の剣の片割れである死の剣を探している。狂信者なので「盲目的服従」が通じないが、神の使命にからめた話をするとだまされやすい。ただし、魔法の剣を使う剣の名手であるとともに、異教徒の魔法を神のために役立てようと習得しており、魔法に対する知識は持っているため、魔法を見抜くこともある。「クリソトーチ」、「ユークティア」、「カタクロニズム」、「セローニゼーション」の呪文を使う。配下の騎士の指揮官に、バリアンとクローヴィスがいる。贅沢すぎるカペラーズ騎士団の指揮官用の部屋を拒絶し、馬毛の毛布で寝るという側面もある。
元々はデイブ・モリスのTRPGキャンペーンにおいて演じられたキャラクターの一人であり、スティーブ・フォスター（Steve Foster）が演じたキャラクターである。元来のトビアスは「さらに恐ろしく、狂信的な」キャラクターであった、とデイブ・モリスは語っている。
バリアン
第3巻、第4巻に登場。カペラーズ騎士団所属の若い指揮官。トビアス・ド・ヴァントリーの部下で、「サー・バリアン」と呼ばれる。物事をあまり急がない主義の人物で、クレサンチウムのパトロールを行う時は、召使い一人と兵士三人と編成して行う。部下から敬愛されている。パトロール隊は町をだぶついているだけに見えるが、じつは彼を中心にそれなりに隊列を組んで、パトロールを行っている。トビアスに反発は感じているが、熱心すぎるだけと思っており、だからこそ、クレサンチウムの騎士団の総督にふさわしいと感じている。戦闘では、8ランクのウォーリア（戦士）と同等の力量を有する。
元々はデイブ・モリスのTRPGキャンペーンにおいて演じられたキャラクターの一人であり、、ジャック・ブラマー（Jack Bramah）の『The Empire of the Petal Throne』(en: Empire of the Petal Throne)のキャラクターであるチャイデシュ（Chaideshu）に基づいている。
ファティマ
第3巻から登場。ヴェールをかぶった東方のターシム人の女魔術師。複数の人間を灰色のネズミに変え、神々の影すらも野良ネコに変える魔法を使う強力な魔術師である。普段は魔法の庭園に住んでおり、庭園につながる道がターシムのいたるところにあり、その秘密の扉は彼女の「大きな銀の鍵」で開けることができる。ハサン・イーサバーとは友人関係にあり、庭園を時々、使わせている。主人公たちに黄泉の国に行くことができること、その方法を知るエンタシウスの存在を伝えてくれ、第４巻の冒頭では、主人公たちに装備や戦いの傷を癒す魔法のぬり薬を与えてくれる。「英雄はこの世にどっぷりつかって人生を味わい尽くさなければならない」、「すべては可能」という考え方の持ち主。
ハサン・イーサバー
第3巻に登場。ファティマの友人で、ハロガーン山脈東の荒野に秘密の要塞を構えるターシムの異端派に属し、コラード人から暗殺結社と呼ばれるマリジャー派のリーダー（団長）である。「山の老人」の異名を持つ。文献をさかのぼると、少なくとも100年前に彼のことが記されている。この記録が全て、同一人物について述べているものだとすると、彼はターシムの神秘である長寿の達人の一人であることは間違いない。常人の三倍ほどの人間離れした力と音もなく立ち去る機敏さを持ち、その武勇談は世界中で知られている。彼もまた、死の剣を探している。「この世には良いことも悪いこともない。全て妄想である」という思想を持つ。行動しようと努力せずに、行動する人物であり、「たった一つの真実などというものはない。なんだって、起こりうる」というのは彼の言葉である。主人公たちがクエストを始める以前から、マリジャー派により「真のマグス」に対抗する計画を立てており、主人公たちと会った時には、再会するかもしれないことをほのめかしていた。しかし、後に、彼の末息子であるカルナズの口から、「ハサンは、主人公たちと会った後、パンシガール暗殺団の指導者ジョモ・マハダールとの戦いで重傷を負った。その傷は癒えず、彼の健康に影響を与え、数世紀を生きていたその高齢が一気に現れてしまい、主人公たちのクエストに加わることができなくなり、後をカルナズに託した」ことが語られる。

## 第1巻に登場するキャラクター
現在のマグス達
現在のクラースを支配している魔術師達。約30人存在し、それぞれが自分の領土の絶対統治権を持つ、実質上唯一の専制君主である。彼らの殆どは、何世紀も前にスパイトの崩壊で「真のマグス」達が滅びた後の混乱の中で力を手に入れた、執事や見習いの子孫である。クラースの各地域は常備軍を持つ事ができず、マグス同士の抗争は地下迷宮の競技（砦のダンジョン）か、時には暗殺によって決着がつけられる。彼らのうち、地下迷宮の競技を取り仕切るのはマグス・トール、参加者募集が行われる砦の持ち主はマグス・カルーゲンである。
マグス・カルーゲン
地下迷宮の競技（砦のダンジョン）が行われる砦の君主。無慈悲なことで知られ、他のマグスたちから多くの土地を奪い取っている。そのため、地下迷宮の競技に勝つ気が余りなく、自分の闘士を支援するどころか、もてあそぶような行為を行う。年に半年は、カルーゲンの砦に通じる土手は、沼地の水位の上昇により没し、難攻不落となる。水位があがった期間は、空飛ぶじゅうたんを操るマグスたち以外は、砦に行き来することはできない。「苦しみの館」という宮殿に住み、ゲームを好み、主人公たちに「山の老人」と「フレイの雄鶏」というゲームを持ちかける。
マグス・バラザール
マグスたちの中では、最も公正な人物。地下迷宮の競技（砦のダンジョン）に負けており、今回の競技で敗れると多くの領土を失う立場であるため、強く勝利を望んでいる。闘士を選ぶために試験を行い、選ぼうとする。幻影の魔法と「ネメシスの電光」を使う優秀な魔術師であるが、マグス・ヴァイルの宿敵であり、その刺客から命を狙われている。「ロジ・スカイランナーの剣」と「ブルートゲトランカー（血を吸う剣）」を所有している。
マグス・ヴァイル
日の光を嫌い、夜ごとに血を求めるヴァンパイア（吸血鬼）の一人。「青の塔（ブルータワー）」に住んでいる。吸血鬼の秘密結社に入り、たくさんの人間をいけにえにしている。手裏剣を使う多くの刺客を配下に持つ。打撃によって相手を麻痺させる能力や、オオカミに変身して敵を追う能力、倒されても再生する能力を持つ。
ラリーシャ
砦のダンジョンにいる。運命の女神の命令により務めを果たす、贈り物の精。ゆったりとした緑のシルクのトーガを着て、たくさんの指輪をつけた妖精のような少女の姿をしており、テレパシーで音楽のような美しい声で話す。友好的に接すれば「ビスレットの短剣」、「金の嗅ぎタバコ入れ」、「大きな緑の宝石」のいずれかを贈ってくれる。おだてに弱いが、魂がないため、本当は冷たい声の持ち主である。強力な風の魔法も使う。
ネビュラロン
砦のダンジョンにいる。クラースの身分の低い悪魔の一人。青く光る目以外は、全身が真っ黒で影のような姿で、四本の腕に黒い新月刀を持つ。魔法をはじき飛ばすバリアを持ち、魔法が通用せず、強力なパワーで扉を閉ざしてしまう。非常に強力な戦闘能力を有し、この巻の主人公たちでは通常の戦法では勝利することは困難である。倒した場合、経験点が特別にもらえる。英語新版のペーパーバックの表紙を飾る。
墓守
砦のダンジョンにいるマグス・カルーゲンの恐怖の拷問部隊の兵士。何年も地底世界をうろつき、さびついた真っ黒の鎖かたびらと死臭がする黄褐色の衣を着ている。無精ひげを生やし、頭髪は乱暴に刈り込まれ、狂気じみた目つきをした地底の狂った墓守の一人であるが、実はかなりの手練れの戦士である。強力なマジックアイテムである「鋼鉄の笏」を所有する。
嘆きのスタッグ
クラースの地下迷宮（砦のダンジョン）の湖で、ゴンドラを使う船頭。疲れをしらぬかのように櫂を操る。顔には古代エンフィドールの悲劇に使われたような悲しいマスクをして、やせて骨ばった身体に奇妙な布が巻き付けられている。クラースの農民からは昔ばなしで、「嘆きのスタッグ」と呼ばれるが、古代エンフィドール神話では、「ケロン」と呼ばれた腹黒い渡し守である。湖の渡し賃として高額な報酬を要求する。精神を操られようとした場合に、その相手を攻撃する防御の魔法を有している。
バーバリアン
現在のマグスの一人に雇われた砦のダンジョンの挑戦者の一組。四人いて、ラース、エリック、スノッリ、トル―バスという名がある。クラースの北にあるメルカリア出身の人物たちであり、銅の胸当てをつけ、巨大な戦斧を振るい、主人公たちを含む他の挑戦者を見つけるとすぐに襲ってくる。単独で、２ランクのウォーリアに匹敵する強さを有する強敵である。彼らの中には文字が読めないものもいる。
クレフ
クラースの地下迷宮（砦のダンジョン）で競技の参加者を待ち受ける、競技進行役の魔術師。着ているローブは純金のように輝き、肌が黒壇のように黒光りしたやせた男。「金のスパイラル」というゲームのチャンピオンであり、参加者にそのゲームのルールを説明してから勝負を挑み、決着が付くと勝敗を問わず、参加者を魔法で更なる地下深くの迷宮に送り込む。参加者が勝った場合や引き分けた場合、参加者に贈り物を与える。だが自分の説明で相手がルールを理解しなかった場合、怒って相手に魔法でダメージを与えてから地下に転送する。
イムラガーン
クラースの地下迷宮（砦のダンジョン）において、ほぼ十年も氷漬けになっていた。かつては、マグス・ラグロールに雇われた戦士。ずんぐりとした体格で体重は重い。古い相棒のファシュマーが魔法使いのフロストに殺されたところまでは記憶している。ある条件を満たすと、生き返り仲間になるが、おぞましい女神、死の女王・ヘラと対すると、その美しさに魅了され、抵抗をあきらめてしまう。
ベオルン・スミスハンマー
かつて、戦士（ウォーリア）が３年前に殺した大男のバーサーカー。砦のダンジョンにおいて「勝者は生をうける」として、生き返り、戦士に一対一の挑戦をしてくる。さびた鎖かたびらを身に着け、血の気のない両手にウォーハンマーを持ち、顔にボロボロとしたクモの巣のような皮膚を貼りつけ、戦士に「旧敵よ。ここが我らの入れ替わる場所」と語る。戦士に匹敵する力量を有する。
ヒュロンダス
かつて、盗賊（トリックスター）が数年前に決闘で倒した狂った魔法使い。砦のダンジョンにおいて、生き返り、盗賊に一対一の挑戦をしてくる。錦織りのガウンを着て、片目に宝石をつけた眼帯をつけ、もう片方の目は白濁している。盲目ではあるが、耳と鼻でそれを補って余りある感覚を持つ。勝利よりも盗賊への復讐を熱望している。ソードスラストの魔法を使い、その後は剣で戦う。剣を槍のように使い、突進することもある。盗賊に匹敵する力量を有する。
ネメシス
かつて、僧侶（セージ）が６年前に殺したやせた青ざめた女性。砦のダンジョンにおいて、生き返り、僧侶に一対一の挑戦をしてくる。悪魔を母に、人間を父に持つ、僧侶の最も苦手とした敵である。破れた黒いドレスを着て、その下から鋭い鉄の剣を抜いて、無言で襲い掛かってくる。僧侶に匹敵する力量を有する。
サー・ギラルメ・ル・コシュマール（Sir Guillarme le Cauchemar）
かつて、魔術師（エンチャーンター）がかなり過去に倒した邪悪な騎士。砦のダンジョンにおいて、魔術師に一対一の挑戦をしてくる。黒い兜をつけ、青地に金の三本角のドラゴンの紋章が描かれた盾を持つ。魔術師を「呪文を使う田舎者」と呼び、「死の女王の氷の抱擁への送り込んでやる」と語り、そっけない軽蔑をこめた会釈をして攻撃してくる。物理的戦闘に限れば、魔術師を上回る力量を有する。
エキドナ
クラースの地下迷宮（砦のダンジョン）の奥にある神殿に住む半人半蛇の魔女。美しい女性の顔をしているが、その顔は青白く光り、肌は緑がかっており、顔の周りにはヘビがとぐろをまいている。人の生き血を吸う恐ろしい悪魔の一人。九頭の蛇・ヒドラの母にあたり、神殿の周りにいるハッグ（老魔女のモンスター）たちの女主人でもある。「蛇のレディ（Ophidian Lady）」、「逃れられない巻き付きの女王（Mistress of Inescapable Coils）」、「魅惑な口づけのラミア（Lamia of the Venefical Kiss）」とも呼ばれる。目をあわせると、血をささげるように命じてくる。その牙に強い毒を持ち、高い戦闘能力を有する。カリウムの破片を所有する。日本語翻訳版の表紙を飾る。
冒険者
現在のマグスの一人に雇われた砦のダンジョンの挑戦者の一組。二人いて、剣をふりかざし、ボロボロの歯で、みすぼらしい姿をしている。砦のダンジョンのクレーターの縁にいたが、スキアピールに阻まれ、やぶれかぶれになって主人公たちを襲ってくる。その山賊のような姿に似合わず、４ランクのウォーリアに近い力量を持つ高い鎧強度を有する強敵である。金色のくつわと、回復薬、青い試金石、鉛の指輪を持つ。
スキアピール
砦のダンジョンのクレーターにある溶岩の中に住む、炎の化け物。ハロウィンのお化けちょうちんのような頭を持ち、その爪は鉄や岩も溶かし、強力な熱で人間の血を煮たせてしまおうとして攻撃してくる。戦闘では溶岩や崖を自由に動き回り、爪は固い鋼鉄を溶かすため、その攻撃に鎧は効果を持たない。溶岩が急激に冷却されると、その力は弱まる。６匹登場する。
ダージマン
砦のダンジョンにある深いクレーターの上空を飛んでいる。大きな皮の羽根を持つが、通常のダージと違い、人間のような顔と手を有し、鋭い爪がない。オカルト種のダージであり、元は人間であるが、クラースのマグスに逆らうなどの理由で、極悪人への永遠に続く罰として化け物の姿に変えられている。四人を乗せて飛空できるが、欲深く見返りなしでは、乗せてはくれない。
マグス・ジン
真のマグスの一人。大爆発が起きる以前に他の真のマグスたちを裏切るが、下男であった巨人のスクリミールを殺され、捕らえられる。しかし、マグス・ジン自身は真のマグスたちも殺害することはできないため、クラースの地下迷宮（砦のダンジョン）の出口付近にある地上から空中に浮く玄武岩の島に監禁され、千年の間、眠っていた。現在でも、半透明の悪霊となっても、地獄から悪鬼を召喚することができる魔力を有し、スクリミールを復活させることで現在のマグスへの復讐をたくらんでいる。彼への協力を承諾すると、スクリミールの化石の心臓を与えられるが、主人公たちの逆らう力は奪われてしまう。
スクリミール
第1巻のラスボス。4メートル近い巨人。「誇り高いヨタンハイムの巨人」を名乗る。マグス・ジンの下男として、真のマグスたちに戦いを挑むが、真のマグスたちの魔法によって、心臓を石にされ、肉をちりに変えられ、骨を砕かれる。骨だけになっても、現在のマグスたちに対する復讐をはかり、頭蓋骨から、自分の骨を集めて、協力するように依頼してくる。肉体の部位は、化石の心臓、頭蓋骨、あばら骨、両腕、両足の7つあり、勝利の紋章近くの鉄の骨組みで復活させることができる。復活した場合、現在のマグスたちの待つ大聖堂に転送していき、カルーゲンの砦を落として、虐殺を行い、大勢の現在のマグスを殺害する。ただし、データとしては、主人公たちに強力なアイテムの存在や魔術師がいた場合、勝利することが不可能な数値ではない。
作者であるデイブ・モリスは、「スクリミールは間違いなくオリバー・ジョンソンのアイデアによるもので、その結末は、本来の「ドラゴン・ウォーリアーズ」らしい「打ちのめされた勝利」の要素がある。壮麗で陰鬱、運命的な巨人とのあるべき遭遇である」と語っている。

## 第2巻に登場するキャラクター
狼男（ライカンスロープ）
二体登場する。普段は人間の姿をしているが、ブルームーンの青白く冷たい光を受けると、赤い眼となり、かたい毛が生えはじめ、鼻がとがり、黄色い牙をむき出しにして、うなり声をあげる。人間を催眠術で操り、ナイフで他の人間を襲わせる。魔法の武器や魔法以外では、傷つけることは難しく、受ける打撃力を半減してしまう。すばやいため、彼らから逃亡することはできない。真のマグスであるブルームーン（マグス・トール）に仕える。
幽鬼（ストーカー）
黒いマントをはおり、小さな青い目をしたドクロの怪物。空中に浮かぶブルームーンから放たれた青い閃光が地上に落下した後、地面から蒸気が立ち昇り、その中心にある闇が広がって、地面からその姿をあらわす。真のマグスであるブルームーン（マグス・トール）の忠実な家臣であり、大爆発以前は、その執事をしていた。ブラッド・ソードの鞘を手にいれるために地上に遣わされる。ブルームーンの魔力や幻術の助けを得て、主人公たちを追い詰めてくる。
ヴァラダクソール
ミストラル海に通じるカノング港の近くにあるミスドラックス村の宿屋にいる老騎士。「ルションの騎士」を名乗る。灰色のレディによって、三人の兄弟を殺されており、復讐を考えている。主人公たちが手助けに同意すると、危ない足取りで、鎧をつけ、乗馬を行い、はりきって戦いに赴く。戦闘では勇敢に戦う。聖アシャナスの指の骨が入った「銀の十字架」を所持している。
灰色のレディ
ミスドラックス村の近くにある城に住む。若い女性の姿をしているが、髪は真っ白で、肌は石のような灰色をして、鋭い目つきをしており、城の王座に座っている。美貌と教養がありながら心に悪魔が住んでいると言われている。太陽の光を浴びると石化するが、その状態でも魔法の力を持ち、テレパシーで会話をしてくる。金縛りの魔法、魔法から守る超能力の壁（バリア）を使い、二体の「鎧の化け物」を操り、ひきがえるのような小さなデーモンを従えている。血管には灰が流れ、死ぬ時には石膏像のように砕け散る。「虐殺の球」、「神秘の球」、「疫病の球」、「贈り物の球」、「火の球」を所有している。
デイブ・モリスによると、「第2巻は、女性が助けてくれることをテーマとしているが、ヴァラダクソールと灰色のレディの話はこのテーマとあわない。これは、オリバー・ジョンソンのアイデアによるものだからであろう」と語っている。
オーガスタス
「ヴァントリーのオーガスタス」を名乗る魔法使い。紫色のマントをはおり、やせている。首からぶらさげた白い石のお守りで、空飛ぶじゅうたんを操る。ミストラルの断崖にある白い塔に住み、白い塔では、大きなデーモンと、四人のデーモンの従者が仕えており、いくつかのマジックアイテムを置いている。真のマグスの一人、「ホワイトライト」に仕えており、主人公たちの「ブラッド・ソードの鞘」を奪おうとする。戦闘では、「幻の蛇」、「幻惑」、「粉砕」の魔法と短剣を使う。また、船を飲み込むウォーター・エレメンタルを使うこともある。空飛ぶじゅうたんは、シャーカンという人物をだまして普通のじゅうたんとすりかえて、奪い取ったものである。
ラザルス
「クエスティング・ビースト号」という捕鯨船の船長。副船長にビルダット、船員に「切られのジャダック」、雑用係の少年にキーノイがいる。実は、ミストラル海に住むミッドガルドの大蛇、ジョルマンガルドをつかまえるという妄想にかられている。彼の水夫は手練れぞろいである。彼自身も偃月刀を使う。
ジョルマンガルド
ミストラル海の深みに住むミッドガルドの大海蛇（the World Serpent）。メルカリア神話に登場する盗賊（トリックスター）の神であるロージの子の一人。夜になると、レッド・デスの星の軌道の真下に現れて鯨を食べる。その目は小舟ほどもあり、そのとぐろは、クエスティング・ビースト号のメインマストの上で谷にかかる橋のように弧を描き、牙はその間を帆船が楽々とくぐりぬけられるほど長い。息をするだけで捕鯨船が引き寄せられ、そのとぐろの一撃で粉々に吹き飛ばすが、人間などは眼中にない。
デイブ・モリスによると、ラザルスのジョルマンガルドに対する執着は、デイブ・モリスのアイデアで、彼がサミュエル・ジョンソン愛好家であるところから来たアイデアである、という。
吸血雪男（スノーヴァンパイア）
ダーヘブンの北にある岩山のはるか東にあらわれる。二人登場し、眼を疑うほど美しい優雅な若者と少女の姿をしている。夜明け前に甘い歌声で歌い、氷河にありながら、毛皮をつけずにはだしで踊る。当初は赤いマントをした背の高い男と一緒であったが、その男が真紅の靄となって消えてしまうと、物悲し気な歌を歌い、踊りながら氷河の向こうに去る。主人公たちに微笑みかけるとともに、真紅の唇から牙をのぞかせて襲ってくる。逃亡しても閃光と化して真紅の靄となり、追いついてくる。倒されると一山の骨を残すだけとなる。彼らから傷を受けた場合、吸血鬼を化してしまうことがある。
デイブ・モリスによると、オーガスト・ダーレスの作品『吹雪の夜』からアイデアを得たキャラクターである。デイブ・モリスが、風邪を引いていたとき『吹雪の夜』を読み、その内容が心にとどまっていたため、レッドデスの輝きの下で凍えるプレイヤーキャラクターについて書く時に、その内容を思い出し、生まれたとのことである。
アイスラーケン
ワイアード王国の南西にある流氷の下の海に住む。八本の長い触手と赤く光る一つの目を有する巨大な化け物。ワイアード王国から逃亡しようとするものを襲って殺す。流氷をつきやぶり、その八本の触手で主人公たちを襲ってきて、逃走をしてもその触手で攻撃し、逃走を許さない。その八本の触手はどこまでも伸び、精神魔法は通用せず、攻撃するためにはその触手の出た流氷の穴まで移動しなければならない。
シャンハンス
北の国ワイアード王国のとある村の村長。とりがらのようにやせ細ったやぶにらみの男。年寄りのように見えるが、ワイアード王国の人びとの寿命はみじかいため、25歳程度と推測される。赤ん坊を助けると、ウルバを紹介してくれる。強い精神の持ち主と思えるが、ワーロック王を恐れ、その話題を避けようとする。主人公たちを歓迎し、朝食をふるまってくれる。妻がいる。
ウルバ
北の国ワイアード王国のとある村に住む、十代の予言者の少女。頭髪は金髪の一本のポニーテールを残して剃り上げ、両目の上には白い色が塗られ、額の中央には円形のいれずみをしており、落ち着き、自信に満ちた表情をしている。ワイアード王国の予言者は階級の1つとされており、預言者は、好きなところをめぐり、森や農家で寝て、法律を無視する生活をしており、吟遊詩人を兼ねて、農民たちに権威を恐れないように説いて回っているが、何故かワーロック王からは黙認されている。ウルバもその予言者の一人として、ワーロック王を「老いぼれ」や「夢を奪う奴」と呼び、少しも恐れず、むしろ、軽蔑や哀れみの感情をいだている。ワイアードやワーロック王の過去を主人公たちに伝え、漠然とではあるが、主人公たちの未来を指し示すとともに、助言を与え、強力なアイテムである「鉄の鈴」を主人公たちに渡す。
デイブ・モリスのお気に入りのキャラクターであり、ワーロック王は究極の「悪い父親」ですべてを支配しようとするのに対し、ウルバーや森の老婦人などのキャラクターは母親の側面を持ち、良い女性として、それに対抗する存在であるとしている。
エルフのリーダー
ワイアード王国のソーンズの森に住むエルフの七人の射手たちのリーダー。彼らは一様に灰色と緑の衣装をつけ、背が高く、大弓と細い銀の剣を持つ。リーダーは、冷たい緑色の目をしている。ワーロック王については関心がなく、ソーンズの森の通行税を「血でいただく」ことにしており、主人公たちの通行を阻む。ただし、ゲームや謎かけに目がなく、主人公たちのチェッカーの挑戦には簡単に応じる。幻覚の魔法を使ってまで勝とうとしてくるが、名誉を重んじる面もある。チェッカーのコマにかける魔法を知っている。戦闘では、弓と剣を使い、通常より強い威力の矢を放ってくる。森を知り尽くしており、逃走しても、すぐに追いつき、矢を放ってくるため、逃げることはできない。
グリスタン
ワーロック王の住む「永遠のたそがれ城」のある小島が浮かぶ湖の上を渡る屋根付きの三本の橋の入り口近くで、周囲を見張っている巨大な悪鬼。二本足でよたよたと歩き、騎士の盾のように大きなうろこでおおわれており、槍の柄のように太い角を生やしている。グリスタンが歩くと、雪が解け、草もしなびて枯れてしまう。倒してもワーロック王の魔力で復活する。三本の橋は、「永遠のたそがれ城」の「混乱の門」、「虐殺の門」、「恐怖の門」のどれかに続いている。
デイブ・モリスによると、「グリスタンに固有名詞をつけたのは、オリバー・ジョンソンが初期のゴシック小説に通じている精通している背景が来ている」と語っている。
死刑執行人
「永遠のたそがれ城」にいる。死刑執行人の服をした腐った死骸の姿をしており、骸骨の目からミミズが床に落ち、大鎌を持っている。扉の中からあらわれ、主人公の仲間の一人をいきなり大鎌で襲い、薄い霧の中に消してしまう。その死体を運ぶ僧衣の男たちをある方法で襲うと、風やすさまじい音とともにあらわれ、主人公たちを襲ってくる。能力値全てが高く、特定の弱点も存在せず、仲間が一人欠けた2巻の主人公では勝利することがかなり困難な強敵である。
僧衣の男たち
「永遠のたそがれ城」の通路において、青い大きなロウソクをかかげ、かたびらに包んだ死体を棺台にのせて運びながら黙って進む五人の集団。そのまま、人骨でできた教会のような建物に連れていき、悲しげな歌をうたって、死体の首に頭蓋骨（スカル）のお守りをかけ、胸に銀の偃月剣（シャドークリーバー）を刺して、死体をゾンビに変えてしまう。襲い掛かられると、少しもあわてずにロウソクを持ち上げて、頭巾の中の血も凍るような恐怖を与える顔を照らす。生命点は1しか持たないが、彼らを倒したキャラクターは6ランク以下の場合、死ぬ可能性がある。英語新装版2巻の表紙を飾る。
デイブ・モリスによると、「葬儀の台にいるドッペルゲンガーは、文学的な知識からアイデアを得るオリバー・ジョンソンが考えた」と語っている。
タナトス
「永遠のたそがれ城」の奥にある教会の翼廊のさらに奥にいる巨人の一人。翼廊は「腐敗の風」、「運命のうめき声」、「忘却の侍女」、「思い出の枯葉」に守られ、その最後の障害となっている。巨人の戦士であり、紫色の宝石と黒檀でできた奇妙な鎧と黒い金属製の篭手を身に着け、ギザギザの刃の剣を持ち、足元には数世紀を経たほこりが積もっている。主人公たちに決闘をいどんでくる。頭蓋骨（スカル）のお守りがあれば、有利に戦うことができる。旧セレンチーヌ帝国の第一軍団の軍旗を守っている。
デイブ・モリスによると、「翼廊における神話的試練は、文学的な知識からアイデアを得るオリバー・ジョンソンが考えた」と語っている。
アンボラス
「誰もが恐れる闇の守り神」を名乗る、はかり知れない力を持つ闇の悪魔。「闇のアンボラス（Umborus the Dark）」とも呼ばれる。「永遠のたそがれ城」の最奥部の部屋にある黒い大理石の台から儀式により呼び出される。その儀式によるかん高い口笛のような音は大きくなり、恐ろしいうめき声に変わると、影が動きはじめ、大コウモリのように舞い降りてきて、気味の悪い声をあげる。復活して、かつ、倒すことができるアイテムがない場合、戦うこともできず、精神判定に失敗した場合、殺害され、成功しても後遺症を与えられる強敵である。死んだ場合、「アンボラスの心臓」を残す。
ワーロック王
第2巻のラスボス。六世紀も前から北の国ワイアード王国を支配している魔術師。「永遠のたそがれ」城に住む。水晶の冠をかぶり、燃える杖を持つ邪悪な目つきをした老人。王国内における現実を具現化する力があり、ワイアード国民の夢の中に入り込んで尋問することや、罰する事が出来るため、反逆を企てるものがいると、それをすぐに悟って、反逆者を眠っている間に殺害することができる。また、城の周辺を多くの「氷の猟犬（フロストハウンド）」に守らせている。他の国出身の人物は、夢の中では殺すことはできないが、「永遠のたそがれ」城において、現実に具現化する強力な魔法で侵入者を迎え撃つ。「真のマグス」たちも、ワーロック王のワイアード内の夢には入ってくることができない。「真のマグス」たちが地上を支配していた頃、大爆発が起こるまでその家来だった過去を持つ。ブラッド・ソードの柄を所有している。かつて、ワイアードを住みよい国にしようとして、季節がめぐらず、死も訪れない豊かで変化のない本当のパラダイスに変えた。しかし、パラダイスに耐えられず、冷たく残酷な王になっている。日本語翻訳版2巻の表紙を飾る。。

## 第3巻に登場するキャラクター
ジャブロ・ザ・ナイフ
盗賊（トリックスター）の古い知り合い。クレサンチウムの宝石市場の近くに住んでいる。盗賊（トリックスター）と同様、破廉恥な悪党であり、ターシム人の老人に変装している。変装の名人でもあり、オトレメールで有名な殺し屋であり、現在でも総督府などで誰かを暗殺している。「紫の塔の玉座」という宿屋を勧めることもある。
ラグレスタン
盗賊（トリックスター）の古い知り合い。ポーメルシームの居酒屋で酒を飲んだ仲。クレサンチウムで香料の貿易商をしており、大金持ちとなっている。現在はカペラーズ騎士団の船の手配をしている。商人に扮した三日月形のナイフを持った4人のターシム人の殺し屋を護衛にしている。クレサンチウムの港でキータンの絹の密輸も行っており、ボルカスら8人の密輸犯を配下にしている。ロック寺院のトビアス・ド・ヴァントリーへの紹介状を書いてくれることや、「魔法のココナッツ」という宿屋を勧めることもある。報復のために、六人のならず者たちをさしむけることもある。
プシュケ
クレサンチウムの町はずれの館に住む魔女。ヤマト出身のほっそりとした若い女性。優れた魔法戦士であり、相手を猿に変える魔法を使い、魔法で真紅に輝く剣をつくりあげて戦い、血を吸うコウモリの一団を操る。星占いを研究している。配下に2人の大男の奴隷、下半身が石の半人間がいる。強力なデーモンを召喚することもある。地元の人々からは、人間を食う悪鬼と呼ばれ、奴隷の舌を切っていることもある。実名は別に存在し、ある人物の妹にあたる。「イブリスのルビーのブローチ」を所有する。ペスト王エクフェリナーと魂を契約しているため、死後、彼女の魂はその奴隷とされ、さらに海賊王ハンガックの所有物となっており、永遠に魂を鎖でつながれてしまっている。
デイブ・モリスによると、日本語版第3巻の表紙の人物はプシュケではないか、と考えているそうである。
アンヴィル
クレサンチウムのパトロール隊長。ずんぐりした男。証拠が見つかれば、犯罪の取り締まりはするが、賄賂は受け取り、それはある程度は効果はある。号令で兵士たちに石つぶてを投げさせる。高圧的な命令をするが、ロック寺院のトビアス・ド・ヴァントリーへの紹介状を書いてくれることや、「紫の玉座の塔」という宿屋を勧めることもある。
デイブ・モリスが行った「The Empire of the Petal Throne」キャンペーンにおいてマーク・スミス（Mark Smith）が演じたキャラクターの一人である。
アレクシス・フェロメイン
クレサンチウムにある「紫の玉座の塔」という宿屋の主人。灰色の外套を着て、客にワインをついでいる。客を見ると、わざとらしいおおげさなおじぎをしてくる。料金をイエザン書体で書いている。宿屋では大勢の波止場人足がサイコロ賭博を行っており、最上階の特別室と社会の最下層のものが泊まる相部屋が存在する。催眠魔法を使うウルリックとは知り合いの関係にあたる。言葉遣いは丁寧だが、ズルい性格の人物。
ターシム人の老水夫
クレサンチウムの宿屋「紫の玉座の塔」の相部屋にいて、毒性のあるタバコを詰めたパイプをふかしている。かつて、ヤマトの地から来た修行僧から、象牙と黒檀で作られた空飛ぶ馬の像を奪い、難破を逃れ、数々の冒険をしてクレサンチウムにたどりついた。プロの語り部を疑われるほど話がうまい。「空飛ぶ馬を操縦するハンドル」を所有する。
ササリアン
ターシム人の国オパラールの王子。生まれつき人を裏切る性質があり、油断のならない人間として忌み嫌われ、国を追放されて現在ではクレサンチウムの肉屋に住んでいる。多くの敵をつくっており、今でもうらまれている。整った黒い顔をしているが、厳しい視線をしており、その表情から激情と冷酷さがうかがえる。彼も死の剣を探しており、ブラッド・ソードと死の剣がハクバッドの都にあることをつきとめ、それを探しだすためのハチュリ（木の人形）の両目となるエメラルドを求めている。強力な魔法戦士でもあり、壁画に描かれた古い神話上の神々（悪魔）の影たちを実体化させる魔法を使える。金色のターバンをしており、その中央にあるサファイアからエネルギーを放出する。戦闘では、剣と「盲目的服従」、「死の霧」と、サファイアのエネルギー弾を使う。
デイブ・モリスは、ササリアンは役者が演じるなら、オマール・シャリフやブライアン・ブレスドが演じるイメージであると語っている。
大怪鳥
クレサンチウムからマラジッド湾の途上にある険しい丘のほら穴に巣を構える巨大な鳥。船の帆ほどの大きな羽根を持ち、モミの木のような足を有する。かつて水夫シンバーがその足に自分の身体を結び付け、魔法使いシャジレーの難攻不落の砦に入った伝説がある。魔法のことばで降下させることができる。墓泥棒のガロールにその巣を発見されている。
ターシム人の老婆
クレサンチウムからマラジッド湾の途上にある小屋に住む。かぶのような顔つきをし、リダックという名の孫がいて、小屋にいくとコーヒーをふるまってくれる。彼女の祖父のリダック（孫と同名）が彫ったと称する。黒檀と象牙で作られた等身大の馬を所有する。ターシムを熱心に信仰している。
シャーカン
マラジッド湾の近くにいた。美しい絹のガウンをはおった小肥りのターシムの男。ターシムを信仰している。空飛ぶじゅうたんを数年がかりで織っていた一人で「生涯最高の傑作」とみなしていた。しかし、市場に売りに行ったときに、オーガスタスにだまされて普通のじゅうたんとすり替えられている。言葉も発さずに、空飛ぶじゅうたんを操ることができる。
デンダン
マラジッド湾にいる巨大な化け物魚。うろこ一枚が盾十数枚の大きさをして、そのヒレだけでも全体を見ることが難しいほどの巨大さを有する。季節によってあらわれ、その季節ではデンダンが起こす高波を恐れて漁師が岸から離れようとしない。海上があがる時には、海は無数の魚の死骸で埋まり、ほら穴のような口を開いて、海に大きな渦を巻き起こす。水面にしずむ時に海が二つに割れて、小舟などを砕いてしまう。魔法のことばでしずめることができる。
ハンガック
大昔、偉大な魔法使いサークナサール殺害を始めとして、数々の流血の略奪を行っていた海賊王。ハチュリの目となる二つのエメラルドを奪いとったのも彼である。500年前に死亡したとされていたが、実は亡者のような存在となっており、幽霊船と化した船デビルス・ランナー号で異世界の海をさまよっており、時折、マラジッド湾付近の海に現れる。現在でも、ペスト王エクフェリナーと賭けを行い、魔王フェシティスと争っている。鉄の鎧をつけ、海藻におおわれているが、驚異的な戦闘力を持ち、二本の魔法の戦斧により二度攻撃が可能。「盲目的服従」が通じない。勝利した場合、主人公たちを称えてくれる。
ジニー
炎から作られた巨人。悪魔王ジンの息子イブリスに使える一族であり、「ターシムのデーモン」を自称する。頭が空につっかえるほどの巨体に凄まじい力と強大な魔力を持つ。700年前、人間の魔術師によって真鍮の瓶に封印され、その間、自分を助け出した者に3つの願いを叶える報酬を与える誓いを立てたが、長い年月のうちに性格が歪み、自分を解放した者に与える報酬は死と決めてしまっている。口に出してはならぬ名を挙げ、サラマンの巻物とバカラの息子イザフの七つの指輪に書かれた儀式の言葉を唱える事によって拘束される。負けを認めると、主人公たちに「富の力」、「元気の力」、「修復の力」、「増強の力」、「輸送の力」のうち、3つの願いをかなえてくれる。大昔のマギ派と対立したことがあり、マギ派に憎しみを燃やしている。かなりの話好きである。
サークナサール
故人。強力な魔法使いであり、グレイ・ロックの頂上に、難攻不落の砦を構えていた。探し物を探すためのマジックアイテムであるハチュリ（木の人形）を作ったが、4世紀前に海賊王ハンガックに殺され、その両目のエメラルドを奪われている。サークナサールの死後、砦は廃墟と化している。ジニーの話によると、700年以上前から、かなり知られた魔法使いであったようである。
レジェンドの南方にある国家である「バトゥバタン」の出身。
『ドラゴンウォーリアーズ』の第6巻である『The Lands of Legend』には細かくその伝説が記されている。サークナサールは、古代カイクフル人の文書に『西のミレニアムソーサラー（千年魔術師）』と記される存在である。彼は、風を操り船を呼び寄せ、船を切断してその豊かな積荷を奪うことができると言われている。九人のファラオに仕えたカイクフル帝国の宮廷魔術師、チェフル（Chefru）でさえも、彼の力を尊敬し、三つの悪魔の名前の使用料を彼に払うほどであった。サークナサールはラメント海にある島、グレイ・ロックに住み、海峡周辺の海面を下げて鋭い岩礁を露出させ、それによって近隣の港への海上交通を制御していた。後の時代には、もう彼はこの力を操ることはなくなっていたが、それでも海賊王ハンガックによってAS 450年頃に殺されるまで、船舶にとって厄介な存在であった。彼の荒廃した要塞は今もなお立ち続けており、探索し尽くされたことはない。また、彼はその世界であるレジェンドの七人の「永遠の魔導士たち（Eternal Wizards）」の1人とされる。
『ドラゴンウォーリアーズ』の第6巻である『The Lands of Legend』ではさらに、サークナサールが製造したとされる「魔法のキャビネット」のことが記されている。この東部ステップ地帯のマホガニー材で作られ、多数の銅の装飾が施された2つの大きなキャビネットは転送システムとして使用でき、そのたびに魔法の「チャージ」が一つ消費され、片方のキャビネットの中に入った人物は瞬時にもう一つのキャビネットに転送される。これには距離の制限はないが、転送されるのはその人物自身だけであり、服装や武器を含むすべての所有物は最初のキャビネットに残される。一つのキャビネットは、サンドラウスト島（Sandraust Island）にあるカペラーズ騎士団の本部の貯蔵庫にあると噂されており、もう一つのキャビネットは、サークナサールの廃墟となった要塞の地下にある迷宮のどこかに存在する可能性が高いとされる。
大女
グレイ・ロックの廃墟の大広間に住む。大きな身体とシュロの木のような黒い肌をしている。目は一つしかなく、額の中央に黄緑色の大きな眼球をはめこまれている。シウートで最も美しかったオパラール国の姫・ヤムリカを名乗り、サークナサールの魔法実験で化け物の姿になったと称する。サークナサールも手に負えないほど、大きな力を有する。戦闘では重い船のいかりを振りかざして戦い、ある魔法に対する防御装置も持つ、かなりの強敵である。
修道院長
カールランドの北のドラッケン山のふもとにある復活派の修道院の修道院長。オパラールのマギ派のため、生命の若木が奪われたため、ペレウス・エピキュラスら23人の長く修行した修行僧とともに、アストラルの門を通ってきたが、ペレウスが呪文を唱え間違ったため、グレイ・ロックに到着し、仲間は全て殺害され、自身も囚われている。冒険に向いてはいないが、コーナンブリアの吟遊詩人から教わった強力な催眠の歌を竪琴で奏でることができ、占いの術も学び、ペレウスの魔法を再現できる。新しい神の王国、千年王国の実現のために、悪を倒すのは人間の任務だと考えている。
マギ派の司祭長
オパラールのハロガーンにあるマギ派の砦をおさめる。復活派の修道院から生命の若木を盗み出した。敵が来ると、司祭たちに自身を取り巻いて円陣をつくるように命じ、金と宝石で飾られた杖を投げつけてきて、攻撃を行う。その呪文は強力であり、ジニーをも上回る魔法のパワーを持つ。八人の司祭を従え、司祭の歌によりパワーをもらっており、司祭が歌をまちがえると、司祭長を取り巻く光の輪が一瞬暗くなる。さらに、五人の衛兵を従えて、自身たちを守らせており、生命の若木は四人の侍祭に守らせている。その杖は、魔法によっても破壊されない。
アジダハカ
古代の神々の影の一人。かつて、ターシム教以前、500年以上前に現在の西ゼニールとオレメールの地域でナスーやヤジールとともに、信じられていた神であり、火山灰の下に埋もれた神殿から発見された壁画に描かれていた。神とされるが、崇拝されたのではなく、嫌悪の対象であり、古代の神話の悪魔ともいえる存在である。三つの人間の頭を持つヘビの化け物であり、破壊のデーモンと言われる。魔法によって壁画から、神話の世界の影のように生み出された。ナスーとヤジールの影とともに登場する。圧倒的な戦闘能力を有し、（かかる可能性は低いが）「盲目的服従」の魔法が効かない限り、勝利するのはほぼ不可能である。逃走は可能であるが、どこまでも追い詰めてくる。
ナスー
古代の神々の影の一人。アジダハカやヤジールとともに壁画から生み出される。巨大なハエの頭を持つでっぷりした女性の姿をしており、腐敗のデーモンと言われる。腐ったものを食べて人が死んだら、ナスーのしわざと考えられていた。アジダハカには及ばないものの非常に高い戦闘能力を有し、精神力が非常に高いため、「盲目的服従」の魔法も成功がほぼ望めない。腐敗の手を有しており、傷を負わされたキャラクターは、精神判定に失敗した場合、腐り果てて死ぬ。アジダハカやヤジールとともに、どこまでも追い詰めてくる。
ヤジール
古代の神々の影の一人。ナスーやヤジールとともに壁画から生み出される。頭の上に木の根が生えた、ひからびたような男の姿をしており、ごまかしとペテンのデーモンと言われる。伝説によると魔法を使う。影として生まれた時も、非常に高い精神力を有し、魔法を使う。絶対に失敗することはなく、１ラウンドごとに「ネメシスの電光」、「雷撃」、「バンパイア」、「死の霧」、「ソードスラスト」、「ナイトハウル」のどれかを使う。彼のために、日本語翻訳版ルールでは逃走も困難である。単独では必ずしも勝てない相手ではない。
セブン・イン・ワン
貝殻の目を持ち、木で彫って作られたようなずんぐりとした凶暴な原始の神。ハクバッドのブラッド・ソードの刀身があるダンジョンの奥を守っている。厳密な意味では魂を持っていないため、「盲目的服従」の呪文は通用しない。倒すと、クルミのように二つに割れて、殻の中から一回り小さいが形のまったく同じ木像がでてきて、戦いを挑んでくる。これが、その名の由来となっている。
デイブ・モリスは、「セブン・イン・ワンや（ササリアンが使う）ハチュリのような、ストップモーションで動く怪物や魔法の存在が気に入っている。ヤン・シュヴァンクマイエルのやレイ・ハリーハウゼンからの影響もある。これらの存在は、どれもカクカクとした、少し熱狂的で悪夢のようなものと想像できる」と語っている。

## 第4巻に登場するキャラクター
パルドロ
クレサンチウムに停泊しているエルスランドへ向かう巡礼船「プロヴィデンス号」の船長。ひどくやせており、言葉にはコーナンブリアのなまりが少し残っている。操舵手にガスリック、船員にライアム、犬にガスがいる。エメリタスにおこりを治してもらったことがあるが、強い恩は感じていない。海賊たちを船上で残酷な刑罰にかけたことがある。船員にかなり厳しい人物であり、主人公たちにも狭い船室しか与えてくれない。しかし、勇敢で責任感の強い人物でもあり、筋を通してくる。主人公たちの戦闘に加わってくれることもある。
シルソール
クレサンチウムに停泊しているフェロメーヌへ向かう商船「ゴールデン・ランス号」の船長。大男であり、利益や金に厳しく、ずるいところのある人物であるため、主人公たちをできるだけ船で早く降ろしてフェロメーヌに向かおうとする。操舵手にロックベンとヴェロッキオがおり、屈強な水夫たちを配下にしている。トビアス・ド・ヴァントリーから乗船の紹介状をもらうこともある。
アケラス
クレサンチウムの西にあるデオルスク海に浮かぶ真紅の帆を張った船「アニュバン号」の一等航海士。以前は船長であったと称する。大きな銀の指輪をはめている。エレウォーン国からやってきて、ミスト海をめざしていると称し、なぜか、主人公たちがミスト海にあるエンタシウスの島をめざしていることを知っている。主人公たちを酒盛りに誘ってくる。仲間に鉄のかぎ爪の義手をつけた右手がない男ら、数十人の水夫がいる。
デイブ・モリスは、「アニュバン号」における描写の影響として、幼少時代に読んだ「呪われた船をテーマとした絵本」から受けた恐怖の記憶であると、語っている。
トランシエール
クレサンチウムの西にあるデオルスク海で航海している捕鯨船「ペルセポネ号」の船長。流暢なアンゲート語を話すが、ショーブレットのなまりがある。「カドリルのトランシエール」を名乗る。親切な人物で、難破した主人公たちを助けてくれて金がない場合でもショーブレットの南岸のソーベスまで運んでくる。エンタシウスの島の正確な位置を知っている。タンクブランドという名の大男のメルカリア人を部下にしており、配下は彼に忠実である。
キルケー
クレサンチウムの西にあるデオルスク海に浮かぶある島を二千年前から支配している魔女。背の高いやせた優雅な女性であり、金髪の髪をむき出しの肩にさらし、真っ赤な唇、くすんだ灰色の瞳を持ち、長いスリットのある古風な衣装をつけ、銀製のサンダルをしている。魔法を島じゅうのあらゆる場所にかけており、精神が弱いものを操り、幻覚を見せ、島を楽園のように思わせることができる。島に大理石でつくったエンフィドール様式の宮殿に住んでおり、島の女王を名乗る。戦闘では、「死の防御壁」と「死の凝視」の呪文を使ってくる。魔法でつくりあげた青銅の戦士たちやヒキガエルの化け物を使ってくることもある。銀色の小鳥たちを使い、移動させる魔法も使える。
エンタシウス
北西のミスト海のはるか西にある、とある島で召使いの女性とともに住んでいる老魔術師。島にある洞窟につくられた地下室に住んでいる。古代セレンチーヌの貴族であり、魔法によって千年以上も生き続けている。生きたまま「黄泉の国」へと旅立ち、現世に戻ってくる方法を知っている世界で唯一の人間である。今は亡き恋人コーデリアをいつまでも夢見つづけており、「黄泉の国」から彼女を現世に連れ戻す事を望んでいる。ザクロとロータス、ベルドンナの樹液を蒸留させてつくった薬で「黄泉の国」へと主人公たちを送る。船を追い払うために、五日間、ひどい嵐を起こすほどの魔力を有する。主人公たちに迎えの使者を送ってくることもある。実は死を恐れている。
エンタシウスの嘆きの言葉の一部は、6世紀のイギリスの詩人であるサー・トーマス・ワイアットの詩から採用されている。
テュフォン
黄泉の国にいる。光の中からあらわれる巨大な化け物。頭と下半身が馬で、胴体と腕は人間の姿をしており、身体は黒大理石でできており、金色の一つ目を見開いて相手をにらむ。手には透明な戦棍（メイス）を持っている。どんなつわものもメイスの一撃には敵わず、負けを知らないと称する。突然、身体がひび割れ粉々に砕けるが、その後いきなり地中からあらわれる奇襲をかけてくる。雷がとどろくような声で笑い、逃走しても追いかけてくる。戦闘では、メイスを振るい、かなりの強敵となる。倒されると、目であった金色の球が残る。
旅人（トラベラー）
「黄泉の国」にあらわれる、つば広の帽子に、古ぼけたマントを羽織っており、ランプをぶらさげた長い杖をかついだ男性。目はギラギラと光っている、かつて、アガルモン、ジステオスなどたくさんの名前があったと名乗る。生前につくった借りを返すため、主人公たちの「黄泉の国」の案内役を名乗り出て、主人公たちと同行して、様々なことを助言してくる。かつて生きていた人間の魂であり、幽霊、死人の影ともされる。
モドガッド
「黄泉の国」にある橋のそばにいる灰色のマントを羽織った女性。顔は整っているが、マントと同じ灰色をしている。主人公たちに話しかけてきて、忘却の川の水を飲むようにすすめられるが、旅人（トラベラー）に制止される。神々によって送り込まれその場を動くことができないが、これといった任務もなく、目的を失って生きているとされる。
本来は、「Móðguðr」という名であり、北欧神話のギャッラルブルーの橋を守るモーズグズをモデルにした人物であるが、この橋の登場は、『デアデビル』においてカレン・ペイジが橋を渡ったことへのオマージュである。
アングバーグ王
「黄泉の国」にあるアングバーグ王の館に住んでいる。目に荒々しさをみなぎらせ、真っ赤なあごひげをはやし、人間ばなれしたたくましい体つきをしている。圧倒的な戦闘力と生命力、山すら持ち上げる力を有する。電撃の呪文と「盲目的服従」が通用せず、王に勝つのは不可能とされ、王に勝った場合の選択肢が存在しない。度胸のある勇者を好み、その勇敢な戦いぶりや話術をたたえてくれる。スラッド姫という娘がいる。百人近い鍛錬を重ねた家臣の戦士たちと執事が仕えている。そのハチミツ酒は魔法の酒で、生命力を回復し、プレイグスターの呪いも解く。「蜜ろう」と稲妻から身を守る「銀の腕輪」を所持している。その正体は、ビンスキルニールの王である雷神トールである。
巨人ガーム
「黄泉の国」の燐光を放つ霧の壁の裂け目で見張りをしている狼の頭を持つ巨人。鋭い爪の生えた手を持つが、尻尾はない。主人公たちを見ると突進してくる。蜜ろうが大好物で、頭のめぐりは余りよくない。厳密にいえば巨人ではないが、ロージ神を父に、巨人族のアングルボーンを母に持つ。戦闘では、高い精神力、生命力、打撃力を有し、かなりの強敵となる。
つののあるコウモリ／あごひげの犬
「黄泉の国」にいる。大きな箱を守っている。片方は、頭に真紅のつのを生やした大コウモリの姿をし、もう片方は、馬ほどの大きさのあごひげを生やした真っ白い毛の犬の姿をしているが、二匹とも人間の言葉を語る。生者の世界から旅人がやってきた英雄の時代から存在し、互いを相棒と考えて親しくしているが、それ以上に箱の中身に執着している。戦闘では、かなりの戦闘能力を有し、つののあるコウモリは、相手が三人以上の場合、自由に飛び回り移動して攻撃する。この時は、頭上からおそいかかられたキャラクターのみが反撃できる。
彼らを描いた挿絵は存在しないが、その理由について、デイブ・モリスは、「このキャラクターは完全なオリジナルであり、捉えどころのない不確定な面白さ、不気味さ、奇妙さが同時に組み合わさったような、夢の中で得るような出会いを求めていたからである」と語っている。
ゴルゴン
「黄泉の国」にいる。背の高いたくましい身体つきをした金切り声で話す黒い衣装の女性の姿をしているが、両手には青銅の爪を生やし、髪の毛の代わりに長い舌を出してのたうつ蛇の群れが生えている。普段は顔をベールで隠しており、目を見た者を灰にしてしまう。メデューサ―の姉にあたる。通常の戦闘では、かなりの確率で目を見る誘惑に負けるか、目をつぶって戦わなくてはいけないため、ほぼ勝利することが不可能な難敵である。エメラルド色のランプ、魔法がこめられた骨でつくった槍、T字型の十字架のお守りを所有する。
レイ・クン
「黄泉の国」にいる雷をつかさどる雷の神。雷が形をとった神であり、主人公たちを理由なく攻撃してくる。飛行しながら、口から稲妻を吐いて攻撃してため、弓か魔法でしか攻撃できない。銅の杖に反応して、まずはそこを攻撃する。東洋にあるキータイの国の神であり、メンツを失うことは耐えがたく、人間の罵詈雑言に弱い。伝説によれば、月の向こう側の宮殿に住んでいる、という。
コーデリア
古代セレンチーヌの平民の娘であり、エンタシウスの恋人。約7世紀前に生きていたが、当時の古代セレンチーヌの法律により、貴族であるエンタシウスと結ばれる事が出来ず、二人はセレンチーヌを脱出しようとして、エンピールから西の海にある島に脱出を計ったその夜に、コーデリアはエンタシウスを憎んでいた者達にさらわれて殺されてしまい、待っていたエンタシウスだけが夜が明けると魔法で脱出する事になった。彼女の魂は現在も「黄泉の国」に存在し、現在ではレテ川の水を飲み、生前の記憶を失っている。ほっそりとした姿をした少女である。エンタシウスは主人公たちを「黄泉の国」に送るために彼女を「黄泉の国」から連れ帰ることを条件としてだす。英語旧版・新装版では、主人公の選択次第では、魂として「黄泉の国」において、主人公たちに同行する。
アザレル
死者の魂が住む王国、黄泉の国を統治している死の化身である大天使。山のように大きな裸の巨人で、肌は黒く、顔には白い目隠しをしており、地面に巨大な剣をつきたて、その象牙の柄に手を置いている。広大な荒野の真ん中に立って、霊たちを見守る。他の時代や文化では、プルート、ヘデス、アラウン、オシリス、ヤーマ等の様々な名で呼ばれている。羽根の生えた黒い肌の巨人の姿をしており、羽には無数の目を持っており、一目で「黄泉の国」の隅々を見渡せる。人間が一人死ぬ毎に、羽根の目の一つが閉じられる。全ての目が閉じられる時に最後の審判が行われる。

## 第5巻に登場するキャラクター
アイスベア（Ice Bear）
スパイトの周辺を囲む巨大な断層・コールドロンの近くにすむ、極寒の地において生息する巨大な熊。金属の鎧を貫くヤマアラシのような棘を持つ。後ろ脚で立ち上がり、歩くことも可能。直接、攻撃しようとすると、棘によってダメージを受ける（2回攻撃できる場合は、2回ダメージを受ける）。ブルームーンの幻影で、実体をもって再現されることもある。第5巻開始時点では単体なら、さほどの強敵ではないが、バジリスクとレイザーバードも一緒に戦うため、勝利することが困難な相手である。英語旧版・英語新装版の表紙を飾る。
バジリスク（Basilisk）
スパイトの周辺を囲む巨大な断層・コールドロンの近くにすむ、極寒の地において生息するトカゲのようなモンスター。その視線は、犠牲者を死にいたらしめる。通常は目をつぶっているが、攻撃の時に目を開く。どんな人物も、その視線を見たら、すぐに死に至るまで凍り付く。戦闘中は、隣接している場合は3分の1、離れていても6分の1の確率でその視線を見てしまう。目をつぶって戦った場合は、（的中率はさがるが）直接攻撃は可能であるが、飛び道具や魔法は使えなくなる。ブルームーンの幻影で、実体をもって再現されることもある。
レイザーバード（Razor bird）
スパイトの周辺を囲む巨大な断層・コールドロンの近くにすむ、極寒の地において生息する鳥。その翼とかぎ爪は完璧なまでにするどく、クレサンチウムでつくられた鋼よりもはるかに硬い。羽ばたき、金切り声をあげる。6体登場する。小さく、素早いため、攻撃はかなり当たりにくく、ダメージを鎧強度で軽減することができない。ブルームーンの幻影で、実体をもって再現されることもある。
巨大コウモリ（Giant Bat／crimson bat）
翼を広げると20メートルもある鎌の刃のような大きな牙を持つ真紅のコウモリ。スパイト内の端にある高い塔に巣を作っている。コールドロンの縁に出た高台の上にある卵サイズの赤い宝石を大切なコレクションとしており、奪おうとするものが現れると、コールドロンを飛び越えてきて、襲ってくる。相手をつかんで飛び上がって襲うこともあるが、この時、大きく傷つけられると、主人公たちに服従する。数人の人間を乗せて、コールドロンを越えて、自分の巣へ運んでいくこともできる。戦闘力と生命力が高く、高い足場が悪い場所で戦うと恐るべき敵となる。真のマグスの一人、レッドデスと関係があるようである。
デイブ・モリスは、巨大コウモリについては、オリバー・ジョンソンは、ルーンクエストのクリムゾンバットから得たであろうと語っている。
コロッサス（collossus）
巨大断層・コールドロンの狭い部分にさしかかった、全長数百メートルもある二足歩行の甲殻類のような巨大生物。背に甲羅を持ち、両腕に巨大なハサミを有する。現在は腐りかけて死骸のようになっている。口は洞窟のような大きさで、尻尾がスパイトの廃墟の壁にはさまっているため、その口の中に入り、体内を通り抜けることで、スパイトに入ることが可能であり、体内もさほどは臭くない。実は、冬眠状態に入っており、ある条件のもとに目覚めることがある。目覚めた場合、逃亡することも困難である。真のマグスの一人、プレイグスターと関係があるようである。
巨大シラミ（giant lice／Lice）
巨大生物・コロッサスの甲羅の上を這う、シラミに似た、盾ほどの大きさの甲殻生物。コロッサスの甲羅の有機物を掃除する役割を果たす共生生物であり、主人公たちを有機物と判断し、襲ってくる。全部で12体いる。主人公たちには有害なコールドロンの熱い酸性の煙の影響を受けない。
レシャーア（Lesha’a／Demon-Load）
「魔王」と表記される強力な悪魔。黄金の橋の中央の五角形の印から黄金の輝きとともにあらわれる。目と口からは緑の光がもれる冷たい笑みの黄金のマスクと、その背後に翡翠のリングをつけた5つの触手を生やした姿を有し、それぞれの触手は、黄金の炎が音をたてて燃える翡翠の杖を持ち、主人公たちを攻撃してくる。異世界の強力な存在の一つであり、真のマグスでも命令まではできず、請願できるだけの存在である。幻覚と魔法の化身ともいえる存在であるため、魔法の力を完全におさえこんでしまう。また、1ラウンドに5回攻撃を行い、さらにその攻撃は、魔法エネルギーの攻撃のため、鎧強度では防げない。ただし、秘められた退散の言葉を認めると、異世界に帰る。また、逃走も可能である。地上の肉体が破壊されると、数百年は現世に実体化することはできない。
悪魔（Devil）
黄金の橋を渡り切ったスパイトのバルコニーに、悪魔が忌み嫌う灰色の岩塩でできた棒を格子とする牢獄に囚われている悪魔。4体いて、それぞれ個別に数十年もしくは数世紀のあいだ、閉じ込められている。金色の目をして、口に牙をズラリと生やしている。それぞれ、解放を要求する代わりに代償として与えるものを主人公たちに提案してくる。解放された場合は、「悪魔」的な代償を与えてくる。戦闘では、爪で攻撃を加えてきて、高い生命力と打撃力を有する強敵である。
アルゴス（Argus）
次元扉を抜けたスパイト外縁の迷宮にいる。頭部全体と脊柱にそって真っすぐに並んで無数の目を持つ怪物。無数の目を持つため、隣接する4人同時へのかぎ爪による攻撃ができる。迷宮を知り尽くしているため、逃亡はできない。
ニンフ（Nymph）
スパイト外縁の迷宮にある、噴水・花・彫像・生垣すべてが軽く色づいたガラスでできた庭にいる妖精の乙女。ガラスのひまわりの上にあるガラス製のベルの中に20センチメートルの大きさで入っており、主人公たちに笑いかけて話しかけてくる。ガラスのベルにとじこめられ、彼女が小さすぎて、持ち上げられないように見える。ガラスのベルから出ると、通常の大きさになる。戦闘では、「千年の眠り」の魔法で攻撃する。また、庭のガラスの木を操り、移動する敵を攻撃することもある。
ファフニール（ドラゴン）（Dragon／Fafnir）
スパイト外縁の迷宮にある宝の山の上に住んでいるドラゴン。赤金色の鱗を持つ。元々は人間であったが、強欲の罰を受け、数世紀も頑丈な鉄鎖で後ろ足が洞窟の壁につながれており、解放を求めてくる。現在も強欲な性格は変わらず、逃走するものも許さず、解放されても宝の山を守りつづけることを選び、主人公たちへの返礼を惜しむ。桁外れの戦闘能力を有し、1ラウンドごとに、主人公全体を攻撃するブレスの炎を放ち、近づくことが難しい財宝の山の上にいるため、勝利することはほぼ不可能である。もう、1ラウンドは息を吸い込みながら、かぎ爪で攻撃している。彼のブレスは逃走する相手にも有効であり、外した時も爆発の熱波でダメージを与える。財宝の他に武器として魔法の剣、ミスリル鎧、太古の鋼鉄の剣、盾を所有している。「ファルニール」は人間の時の名であり、表記上はあくまで「ドラゴン」である。
ナイトシュリーカー（Nightshrieker）
スパイト外縁の迷宮にいる強力な肉食獣。飛べないが、コウモリの仲間に入る。高音の鳴き声を放って、その反響による音波で、相手の姿と位置と動きを感じ取る特性を有する。絶叫しながら、長く薄い爪で攻撃をしてくる。
ブラッドレッドスコーピオン（blood-red scorpions）
スパイト外縁の迷宮にある武器庫において、あるアイテムを持っている場合、そのアイテムから突然、一匹ずつ生まれてくるサソリ。各ラウンドのはじめに、3分の1の確率で、毒を注入してきて、ダメージを与えてくる。攻撃が当たれば死ぬが、体に密着しているため、攻撃が自分が味方にもあたる可能性がある（魔法を使って攻撃すれば、自分や味方にダメージを与えずに倒すことが可能）。死ぬと、空のサナギのような姿となる。だが、その毒を受けていた場合、毒が血流に入り、時間とともに生命力を奪い、緩慢な死を迎えることになる。この毒は通常の魔法では消し去ることはできない。相手が毒を受けて死んだ場合も、ブラッドレッドスコーピオンはサナギのようになって死ぬが、その前に殺した相手の死骸に卵を植え付ける。卵を植え付けられた死骸は次第に赤みを帯びるようになり、誰かが死骸に近づくと、さらに数匹が生まれて襲ってくる。真のマグスであるレッドデスと関係があるようである。
ブロントフォン（Brontphon）
スパイト外縁の迷宮にある武器庫の中に住んでいる。巨大なドングリのような肉体に、キチン質の蜘蛛のような四本の脚を生やし、甲羅の背に無数の眼を持つ怪物。角質のクチバシで噛みついてくる。戦闘中に雷のような轟音を発して、次第に、その音によって石壁を砕き、人間の骨をゼリーのようにしてしまう恐るべき能力を持つ。各ラウンドの終了後に、隣接する相手にダメージを与え、ラウンドが進むごとにその与えるダメージは倍化してくる。
巨大な石の顔（gargantuan stone face）
スパイトの基礎岩盤の通風孔から降りたところにある、巨大なホールに設置されている石の顔。ホールの壁一面を占め、その口は暖炉となっている。正面には長いテーブルが置かれ、近づくと、主人公たちをかつての自分の主人であった「真のマグス」たちのことだと思い、虚ろな声で言葉を発する。約200年前に起きた「大爆発」により、真のマグスのほとんどが死に、スパイトが廃墟と化したことを知らず、晩餐会が突如中止になったものと認識しており、主人公たちにテーブルについた椅子について、世界に影響を与える力や死霊術の魔力を得る「晩餐」をするように勧めてくる。テーブルにはいまだ「真のマグス」のシンボルが示された50ほどの椅子とその席の前に水晶玉が残るが、水晶玉の光が完全に残っているのは5つだけである。主人公たちが椅子に座ると様々な効果があらわれる。石の顔の口の内部は原始的な発声器となっており、内部に小さい赤い宝石が設置されて、色々な機能を維持している。
透明な生物たち（Invisible Creatures）
スパイトの廃墟の庭園にいる狼ぐらいの大きさのザトウムシ（あるいはガガンボ）に似た、ひょろ長い透明な巨大な昆虫。ひそかに獲物に近づいては、胞子を放ち、相手の体内を食い荒らさせる。やられた相手は少しずつ弱っていき、魔法の回復薬でもこの病気を治すことはできない。戦闘では、鋭く伸びた口先で、相手の生き血をすすってくる。透明なため、攻撃が当たりにくいが、「透視術」を持っている僧侶は通常に戦うことができる。6匹で襲ってくる。
ホードレッド（Hordred）
故人。約1世紀前の人物であり、ライラ修道院の修道院長であった。「大爆発」の後のスパイトの廃墟に入り込んだ数少ない人物の一人。「大爆発後のスパイトの歴史」の書物をまとめていてスパイトの廃墟に入り込んでいた。色々なスパイトを守護する悪魔との交渉方法を調べていたが、スパイト廃墟の庭園の南方にある「クリスタルゲージ（Crystal Gaze）の塔」にいる「デスエンジェル」のことを調べていた時に、デスエンジェルに襲われて殺害された。彼の死体の顔は恐怖の表情を浮かべたまま結晶化し、1世紀経っても残っていた。
デスエンジェル（Angels of Death）
スパイト廃墟の庭園の南方にある「クリスタルゲージ（Crystal Gaze）の塔」にすむ奇妙な飛行生物。全部で6匹いて、真のマグスには、ハトのように従順であるが、スパイトの侵入者には躊躇なく攻撃を加えてくる。その姿は、巨大なコウモリや、やせこけたカラスのような印象を与え、その眼は、闇の中に薄い黄色の光を放って輝き、コウモリや巨大な蛾に似た翼で飛行し、金切声をあげて、侵入者をおそう。その眼が彼らの最大の武器であり、戦闘中に目を開けて彼ら相手に戦った場合、各ラウンドの最初に6分の1の確率で、その視線をのぞみこんでしまい、ブラッド・ソードを装備していない限り、すぐに死亡した上で、死体は冷たい結晶へと変わってしまう。6体登場する。
アイスクラッドナイト（カタフラクト）（ice-clad knight／Cataphract）
スパイト廃墟の庭園の北方にある青銅の扉に、霜で描かれた戦士。近づくまでは、真に迫った氷の模様に過ぎないが、突如、実体化して一撃を与えてくる。身長は少なくとも6メートルはあり、青白い肌であるが、活力とエネルギーに満ちている。霜の鎧の上に、さらに氷でできた具足で身を守っており、4メートルを超える鉄のような硬さを持つ黒い氷の槍で攻撃してくる。戦闘中は血を凍らせるような叫び声をあげ、その槍は一撃のたびに破片を飛ばすが、すぐにまた凍結しなおす。生命力、鎧強度、打撃力全てが高いため、通常の戦闘を行った場合、恐るべき強敵となる。戦って敗北すると、その死骸は、光のちりに包まれて輝きだし、氷のもやが起きて冷気がただよった後、ブリザードのような吹雪を放って四散する。
プラネトル・ムタビリス（planetor mutabilis／Dissembler／Mirage Monster）
スパイトの廃墟にいる。「ディセンブラー」とも「ミラージュ・モンスター」とも表記される。ぶくぶくした紫色の肉体と、太くゆれる足、紫色の縞が入った巨大なタコのような頭部を持つ、セレンチーヌ帝国の建国以前にアスムリアの丘の周りでうろついていた珍しい生物とも、古代神話の生き物ともされる。人の心を読み取って信頼する人物の幻影をまとい、その姿だけでなく、記憶や声や匂いまで再現する。その正体を見抜くような超能力や魔法を使おうとすると、理由をつけて妨害を行い、近づかせた時に魔法で攻撃してくる。戦闘中はその正体をあらわすが、その時も相手の記憶からよく知っている人間の映像や声、匂いを再現して、気をそらして攻撃してくるため、戦士以外は戦闘中は戦闘力と機敏度にマイナスの修正を受けてしまう。戦闘では、尖った口先での攻撃の他に、「盲目的服従」、「死の接触」、「電撃」、「ヴァンパイア」の呪文を使う。戦ってくれる戦士を作り出す「ヒドラの牙」を所有している。
黒の乗り手（Black riders）
数世紀前のスパイトやブラックリッデン城付近にいる騎兵の一団。馬に騎乗して、真のマグスの一人であるプレイグスターの色の衣をまとい、絞首刑執行人の黒いマスクをかぶり、魔力がこめられた両手斧で攻撃してくる。冷酷非情な性質で、人々を捕らえて逃亡するものは木に吊るした縄で絞首刑にして、近隣を支配している。戦闘では斧で打撃を与え、相手が精神力の判定に失敗した場合、その敵を魔力で操り、仲間を攻撃させる。彼らが全ての敵を操った場合は、その敵を木に吊るして絞首刑にする。なお、馬が先に倒された場合、落馬によりダメージを受ける。4人と（馬が4頭）登場するが、スパイトには別に彼らの仲間が存在する。彼らは人間ではなく、ワドウォス（wadwos）という種族の生物のようである。
巨人スノリッド（原文：Snorrid the Giant）
数世紀前のスパイトの近くにある村からブラックリッデン城にいく丘までに道のりの途中で、さえぎるように寝ている巨人。家2軒以上の身長を有する。100年も眠っていたため、体全体が草でおおわれて、顔の一部にまで生い茂り、髪には草の塊がもつれている。普段は背を向けて寝て、道の一部となっているが、旅人のブーツの靴音や、そのスパイクが背中に当たることで、起きることがあり、その場合は激怒して人間に襲いかかり、卵のように握りつぶす。圧倒的な桁違いの戦闘能力を誇り、主人公たちが勝利することはほぼ不可能であるが、勝利した場合の選択肢が存在する。
ヴォルトー侯（原文：Baron Volto）
数世紀前のブラックリッデン城にいる。ブラックリッデン城内の地下において、50人ほどで豪勢な宴会している中で、黄金の冠をかぶり、華やかに着飾って、テーブルの上座に座っている。主人公たちが来ると、歓迎の笑顔を浮かべて、名乗りあげ、ブラックリッデン城の領主と称し、自身たちが名付けた「永遠の夢の宴」に主人公たちの参加を誘い、食事をすすめてくる。「永遠の夢の宴」では時折、宴の人々は骸骨に、テーブルや衣は古ぼけてボロボロに見える。魔力のある金の指輪を所有している。
漆黒のオートマトン（原文：Ebon Automaton）
オナカに仕え、数世紀前のブラックリッデン城を任されている魔法を動力とする機械人形。背が高く、歩くと重い足音がする。光を反射する金属製の漆黒の体に、薄い黄金の装飾をほどこされている。二つの目は、かすかに光る黄金の宝珠でできており、その顔には神秘的な美しさがある。会話は可能ではあるが、主人公たちを敵と判断すると、攻撃してくる。戦闘では、異常な速度で動き、両腕をメイスのように振るい、1ラウンドおきに、宝珠の目に集めた電撃のエネルギーを放射して最も離れた敵を攻撃する。鎧強度と生命力が高く、逃亡することも許さない速度で動く、強力な主人のオナカを超えるかなりの強敵である。ブラックリッデン城は他に、棍棒と盾を持った邪悪な6体のオーガが守っている。
オナカ（原文：Onaka）
「真のマグス」に使役されていたことで知られる悪魔。「永遠の荒廃王（原文：Lord of the Timeless Wastes）」「吐き出すもの（原文：the one whe Spits）」と呼ばれる。真のマグスによって命じられ、数世紀前のブラックリッデン城の玉座に座り、「時の貴婦人」像を守っている。黒いローブをまとい、見るもおそろしい地獄の悪魔めいたねじれた顔つきと剛毛、ギラギラと光る目、むき出しの牙をしており、チキン質の4本の腕を持ち、足には蹄（ひずめ）が生やしている。風が鳴るような音で話し、目前の人間の心を読むことができる。戦闘では、4本の腕による2回攻撃、遠距離に届く酸の唾、、魔法の準備状態を要さずに、「ナイトハウル」、「ソードスラスト」、「死の霧」、「雷撃」、「ネメシスの電光」、「盲目的服従」の呪文を使う。ある条件を満たすと、魔法を使えなくなる。彼に仕える漆黒のオートマトンとともに戦うこともある。死ぬと、その存在の形跡は全て消え失せる。魔法のこもった長弓と矢を所持している。
マイオーグ（原文：Myorg）
スパイトの廃墟の廊下に存在する、テーブルのある椅子に座っている古風な白いマントと、白銀の頭かざりをつけた老人。「ファランターのマイオーグ」を名乗る。はるか昔、200年前にあったスパイトの「大爆発」前に、妻や家臣もいるファランターという街の領主であり、魔術師として魔導の道を極めていたが、真のマグスたちと魔力を競った末に、スパイトに囚われてしまっている。その時に、真のマグスたちに課された5つの試練を果たせば、解放されることが定められている。時の流れを知らず、過ぎる時間も止められたまま、現在も真のマグスによるレジェンド世界の支配が続いていると信じており、自分の力で真のマグスたちの支配を終わらせることを望んでいる。すでに、4つの試練は果たしており、主人公たちに最後の試練である「時の貴婦人の小像を持ち帰り、五芒星に置くこと」の達成を命じて、数世紀前のスパイトの外にあるブラックリッデン城に転送の呪文で送り出す。空間に底なしの穴を作りあげる魔法や、相手を自由に転移させる魔法、電撃の魔法、複数の相手に力を授ける魔法も使う。かなり、わがままな性格の人物。
ホムンクルス（homunculus）
数世紀前のブラックリッデン城にある秘密の実験室にある瓶に閉じ込められていた小さいコウモリのような翼をもつ人造人間。未熟な両手で、液体に満ちた瓶を叩いて、か細く泡立たせながら、瓶の中から、主人公に解放を求めてくる。実現不可能な返礼を並べ立て、さらには、スパイトの砦の知識を持っていると主張して話す。解放を約束し、連れて行くと、追従を述べながら、5人の「真のマグス」が仕掛けた5つの扉のある部屋の全てを突破しなければいけないことを伝え、その1つに関する情報を与えてくれる。解放した場合、空が飛びさりながら、態度を一変させて、主人公の失敗と地獄に落ちることを願う言葉を放つ不誠実な性格をしている。
レッドデスの先駆け（Harbingers of Red Death）
レッドデスの赤い扉から入った広いホールの向こう側に存在する3つの大きな扉の中にある棺のような石の庫にそれぞれ入っており、3体登場する。全身にスパイクや棘がある鋼鉄の鎧の身体を持ち、その中身は空洞である。それぞれが、赤い大きなハルバード、黒い巨大なバトルアックス、鋼鉄の大きな鋸刃のついた刀を武器としている。主人公たちに従う100人以上の武装した戦士たちを無傷で全員、斬殺し、主人公たちを恐怖におとしいれる。戦闘ではラウンドの始めに3分の1の確率で主人公たちを恐慌におちいらせ、そのラウンドに何も行動しないようにさせるが、ある条件を満たすと6分の1の確率に減少する。高い打撃力と鎧強度を有する。その武器も鎧も人間が使うには大きすぎる代物である。赤いルビーでできたロッドを守っている。
サラマンダー（saramander／Fiery Serpents／winged serpent）
「ファイアリーサーペント」とも「ウイングドサーペント」とも表記される。翼で飛行し、溶岩のような目と、オレンジ色の皮膚をしており、自身も炎で燃え盛り輝いている。レッドデスの赤い扉から入った地獄の炎が燃え盛る穴にいる。悪魔とともに、穴に落ちた犠牲者を炎で責め苦しめることに喜びを感じる。帰路において穴の上にかかった石の歩道を渡る主人公たちを、穴から上昇して4体が襲ってくる。彼らに強い打撃を与えられると、主人公たちは歩道から炎の燃え盛る穴に落ちてしまう。高速で飛空するため、逃亡はできない。
アンクリーン（The Unclean）
プレイグスターの緑の扉から入った人間の死体で満ちた巨大洞窟にいるアンデッド。顔面はねじれた肉が残っているだけで、無数の潰瘍のような傷から緑色の膿が生じ、さらにウジが這いまわるその肉体からはむかむかする悪臭が放たれる。3体登場し、腐敗した肉を滴り落としながら、病のかかった腕を伸ばし、よろよろと歩きながら襲ってくる。傷を負わせられた場合、2分の1の確率で、腐り病に感染する。腐り病にかかった場合、低確率ではあるが、進行するごとに回復することができない生命力の損失を受けてしまう。アンデッドであるため、ブラッド・ソードが有効である。
アンデッドの女王（Undead Queen／Bride of Pestilence）
プレイグスターの緑の扉から入った人間の死体で満ちた巨大洞窟にある石棺に入っている、大昔に死んだ女性の肉体。石棺には、ローブを着て、首飾りをはめ、短い錫杖を持った堂々とした女性が描かれ、「疫病の花嫁（Bride of Pestilence）。安らかに眠ることを願う。星々が彼女を支配している」と書かれている。古い骨に乾いた皮のようになった皮膚がはりつき、黒い髪が上半身にかかり、見事なつくりの緑と黄色の衣をまとっている。ある条件のもとで、魔力を集め、目を超自然の緑色に輝かせ、爪のある腕を伸ばして襲ってくる。その目は催眠の力を持っており、（魔法以外の）攻撃しようとするキャラクターは精神判定に成功しなければ、次のラウンドまで行動ができない。本来は強敵であるが、主人公たちがブラッド・ソードを装備していれば、精神力が高くないため、さほどの敵ではない。また、機敏度は高いが、足そのものは遅いようである。「蘇生の首飾り（torc of reanimation）」を所有する。緑色のロッドを握っている。
アナーチ（The Anarch）
ギフトスターの金色の扉に入った奥の部屋にいる。強烈な悪臭を放ち、泡立つ粘液の身体を持つ無秩序でグロテスクな生物。その粘液に満ちた身体は絶えず変化し、偽足、触手、キチン質の昆虫のような肢や巨大な掴む腕が、ランダムに出現し、粘液質の目が生じては、先端に目や口がある触角が飛び出し、すぐに吸い込まることを繰り返す。また、その口は歯で縁取られ、滴る膿で覆われつつ、不快な音を立てながら、開閉し続ける。身体のある穴からは有毒ガスが放出され、別の穴からは、有機的な液が流れる筋状の舌が伸び、さらに別の穴はギザギザの棘で覆われている。戦闘では、攻撃される度に鎧強度が変化し、その攻撃に、「戦闘中に相手の戦闘力を下げる効果」や「精神判定に失敗すると3ラウンド麻痺させる効果」が付与されることがある。ラウンドの終わりに生命力を回復させる。また、人間のような精神を持たないため「盲目的服従」が効かない。短い黄金のロッドを守っている。
バイオフェージ（Biophage）
ホワイトライトの白い扉を開けた先の白い石造りの大きな部屋の中央にいる伝説上にいた生物。人間の形はしているが、無限に広がる夜空のように真っ黒い空間に、白い点が散りばめられてような姿をしているため、見分けるのも困難である。周囲の光のみならず、犠牲者が動かなくなるまで、思考力や神経エネルギーなど、すべての生命を形成する要素を吸収し、近づくだけで相手の脳を混乱させ、虚無をのぞいているような気分にさせる。ただし、熱さに弱く、炎の魔法は追加のダメージを与える。戦闘では、絶えず相手のエネルギーを吸収し、各ラウンドのはじめに精神判定に失敗すると、戦闘力が1（魔術師は精神力が1）減少し、これは戦闘中継続する。白い鋼のロッドを守っている。
ヘイムダル（Heimdall）
スパイトの廃墟の階上の正方形の広間にある巨大な壁画に描かれた人物。アスガルドの守護者である偉大なる戦士であり、壁画では、発光しているようにさえ見えるほど鮮やかに虹色に輝く「ビフロスト」と呼ばれる橋の上に立ち、片手には英雄たちの伝説的な角笛である、ギャラルホルン（Gjallarhorn。Gjall（ギャル）とも）を持っている姿が描かれている。「ビフロスト」は、アスガルドから天空を渡り、死者の安らぐ場所であるドゥームステッドに至る橋である。ある条件を満たすと、彼が手に持ったギャルンホルンを手にいれることができる。北欧神話の光の神、ヘイムダル（スペルも同じ）をモデルとしている。
トゥルソ（Turso）
スパイトの塔の魔力によりテレポートされた湖にいる巨大な海洋生物。古代の異教の神の一つとして、島にある祠において神として祀られ、供え物をされている。長いひれのある蛇のような下半身に、いくつかの人間に似た腕と筋肉質の触手が生えた人型の胴体の上半身を有し、頭部は鋭い歯が並ぶ巨大な口と多数の目でおおわれ、その息は腐った魚の臭いがする。祠の供え物によっては侮辱を感じ、人間を襲う。相手が船に乗っていた場合、各ラウンドの始めに6分の1の確率で船を攻撃する。打撃力が高く、動きがとれない船の上で戦うため、かなりの強敵となる。水の中では、戦闘力と精神力をあわせた上での判定に失敗した場合、トゥルソに食べられてしまう。トゥルソが死ぬ時は、暗くて濃い体液を流す。
ザラ・ザ・マンティス（原文：Zara the Matis）
「真のマグス」に仕える使徒の一人であり、低い声のエンフィドールの女魔術師にして予言者。全身を、敵の抹殺のために召喚できる悪魔が封印されていると伝えられる複雑な刺青で覆っている。尊大な性格であるが、心を読む術が使えるため、「真のマグス」の使徒たちの尋問の役目を担っている。灰色と白に明滅する神秘的な魔力を得意げに使い、数秒で主人公たちを灰の山にすると称する「死の雷（Incantation of Fulminant Death）」の魔法を使う。
デイブ・モリスが行った「The Empire of the Petal Throne」キャンペーンにおいてゲイル・バーカー（Gail Baker）が演じたキャラクターであり、本来はザラケブ（Zaraqeb）という名であった。ゲイル・バーカーは、カルナズを演じたポール・メイソン（Paul Mason）と交際していたが、良くない別れ方をしたので、デイブ・モリスが作品のような展開にしたとのことである 。
カルナズ・ウスタッド・フセイン（原文：Karunaz Ustad Husein）
ハサン・イーサバーの末息子にあたるターシム人。ローブをまとっており背が高い。不治の重傷を負った父に託され、「死の剣」を携えて秘密組織であった「真のマグス」の使徒たちに潜入する。心を隠蔽するタクミン・ギャバ（takhmin gaba）の秘技を身につけている。自分自身へも含めて冷徹かつ冷酷なほど目的達成のために的確な判断力と実行力を有するが、かなりの男性優位社会であるターシム人であるため、女性に従属することは嫌っている。ターシム人でありながら、コラード人である主人公たちに、全ての人類に破滅をもたらす「真のマグス」の復活を阻止するために、民族と宗教の壁をこえて、西洋人と東洋人がいまこそ力をあわせるべきである説く。彼の指輪にいれている、マリジャー派に伝わる「聖なるチャラス」と呼ばれる、かぎたばこのような粉を吸うと、彼自身の傷が全て治り、生命力が完全に回復する。素晴らしい剣術の使い手であり、ランク19の戦士と同等の戦闘力と打撃力を有し、生命力は少し低いが、精神力と機敏度は2ポイント高い。「真のマグス」の使徒たちに入っていたため、「真のマグス」の復活の儀式の内容に詳しい。
デイブ・モリスが行った「The Empire of the Petal Throne」キャンペーンにおいてポール・メイソン（Paul Mason）が演じたキャラクターである。デイブ・モリスは、ポール・メイソンの心を癒すために作品のような展開にしたとのことである。
「真のマグス」の最高使徒（原文：the supreme disciples of the Magi／the Magi's disciples／Disciples of the Magi）
「真のマグス」を狂信している信者たちの最高位にあたる5人の魔導士。「真のマグス」の5つの色のローブをそれぞれに着ている。紀元千年の「真のマグス」の復活の儀式のために、「ザラ・ザ・マンティス」ら大勢の「真のマグス」の信者と、5人のいけにえを連れ、魔法の器具を運ばせ、長い旅を経て、主人公たちより先にスパイトの廃墟に入り、魔法の罠や信者を使って、主人公たちを阻んでくる。5人は非常に強力な魔力を有した大魔術師であり、不意をつければ、数人で主人公たちやカルナズを数秒で黒焦げにすることができるほどの魔力を持つ。スパイトの塔の屋上で、五芒星をつくりあげ、5人の連れてきた人間のいけにえを捧げて、「真のマグス」の復活の儀式を実行しようとする。主人公たちが来ても戦うよりも、「真のマグス」の復活の儀式を優先して、そのための旋律をとなえる。「真のマグス」を狂信して、救世主だと考えており、自身を犠牲にしても、「真のマグス」を復活させようとする。防御の魔法で自分たちを守っており、高い鎧強度を持つ。彼らは、また、秘密組織をつくっており、その信者は、ザラ・ザ・マンティスの他に、商人や農夫、司祭、騎士、学者などあらゆる階層の人間たちから形成されており、女性もいる。彼らもまた、スパイトに同行して、主人公たちを待ち受けている。彼らのうち、比較的、戦闘力の高い6名がスパイト廃墟の階上に配置され、その他の20名がスパイト廃墟の入り口にいる。彼らは一様に狂信的な行動を行い、主人公たちに襲いかかってくる。彼らの中には弓矢や、戦闘中に飲むことができる回復薬を所有しているものもいる。
アブデル（原文：Abdiel）
天使長（Archangel）。かつて、ブラッド・ソードと死の剣を鍛えてつくりあげた。かつて、全人類を代表して聖なる冒険をひきうける人間を選ぶため、地上に降り立っていた。「最後の審判」の時に竪琴の弦をかき鳴らし、神秘的で美しい音色をかなでて、主人公たちを笑顔で迎える。この時、彼が、過去に主人公たちが会っていたある人物であったことが判明する。

## 5巻付録（英語新装版）において紹介されたキャラクター
ラグロ／マグス・トール（Laglor／Magus Tor）
クラースを治める現在のマグスの一人である「マグス・トール」。「真のマグス」のほとんどがスパイトで死んだ後、彼らと血縁関係にはない弟子や執事がマグスの地位を継いでいるが、彼は「真のマグス」のいにしえの血統をついた真の子孫にあたる。約2世紀前の「大爆発」発生前に、マグス・トール（上記のブルームーン）の妻はすでに彼の継承者を生んでいた。マグス・トールの家中の儀式に秘められていた魔法の奥義は失われたが、ラグロの血統にある魔力は強く、彼は優れた魔法使いである。
ジャニ／ファティー・ウル（Jani／Fata Uru）
クラースを治める現在のマグスの一人である「ファティー・ウル」。現在のマグスには女性もいく人か存在し、彼女らは「マグス」ではなく、「ファティー」と呼ばれ、ジャニもその一人である。彼女は、魔法使いとしての能力は全くないが、狡猾な政治家である。彼女はクラースの栄光を取り戻せるような王国を計画し、「マグス・トール」であるラグロとの結婚による同盟を形成することを求めている。しかし、そのような同盟は、現在の勢力の均衡を大きく変えることになるため、多くの他のマグスやファティーがそれに反対することが予想されている。ホワイトライトの家系上の後継者にあたる人物であると思われる。
アイトゥーン／マグス・バイル（Aytarn／Magus Byl）
クラースを治める現在のマグスの一人である「マグス・バイル」。マグス・バイルの家系はかつて強力な悪魔であるマルガッシュを封印するほど伝統的に魔力が強い家柄であったが、現在の代表者である彼は、その伝統にふさわしくない若く経験の浅い魔法使いである。彼は、父親がツンドラ地帯の横断探検中に消息を絶った後、その地位を継いだ。しかし、彼はこの地位に伴う責務にはほとんど関心を示さず、使用人と遊び惚け、父親の図書室をほこりっぽくするような青白く、極端に太った青年に育っている。マグス・バイルの魔法の書は強力な呪文に満ちているが、この称号にふさわしくない後継者である彼は、古い秘密の知識を復活させることに全く興味を示しておらず、子孫を残す可能性も低い。なお、マグス・バイルの杖は、黒檀の飾り玉が9つ付いた黄金の棒で、三つのルビーのらせん模様と、黒と金のグリフォンが頂部に描かれたもので、彼の紋章もそれをあらわしたものとされる。
ラコーフ／マグス・リム（Rakov／Magus Lim）
クラースを治める現在のマグスの一人である「マグス・リム」。一般的にヴァンパイアであると信じられており、もし、彼が、ヴァンパイアでないとしても、他の何かのアンデッドであることは間違いない。彼は臣民から恐るべき税として、新月が来るたびに一人の乙女を徴収している。彼が血を吸うことに満足した後、その少女は、先に彼によって支配された女性たちの仲間となってしまう。彼のアンデッドと化した「妻たち」は捨て置かれ、ほとんど心を失って、荒野を自由に徘徊し、犠牲者を付け狙うことになる。彼女たちは暖かさを約束したり、彼女らの麗しい美貌をチラリと見せて、犠牲者を誘惑して、最終的に食い殺してしまう。
トリロシ・デュール・ガイドル（Trilothi duul Guidor）
クラースの西南にある「橋の街」ラサーボスクの管理者の一人。ラサーボスクの代々の管理者たちは、それぞれが特定の機能を持っている、いくつかの古代からのクラン（氏族）によって組織されている。その中でも、「デュール・ガイドル・クラン」は通行料や貿易税の徴収を司り、そのため、彼らの首長は「コレクター」と呼ばれる。元々、ラサーボスクに武装駐屯地として配属された一族の多くはこのクラン（氏族）に吸収されており、そのため、「デュール・ガイドル・クラン」は法の執行もまた行っている。トリロシ・デュール・ガイドルは、「デュール・ガイドル・クラン」の現在のコレクターの最も年長の子にあたり、そのため、彼は、「ラサーボスクガード」と呼ばれるラサーボスクの防衛の責任者となっている。
エミール・デュール・ガイドル（Emil duul Guidor）
上記の「デュール・ガイドル・クラン」の現在のコレクターの長老。「デュール・ガイドル・クラン」は、約2世紀前の「スパイトの大爆発」以降、多くの家族が少しずつ近親交配していき、現在では、やや狂気が感じられるようになっている。エミール・デュール・ガイドルもまた、クラースの内陸部に進むことを望む冒険者に対して、気まぐれな通行料を課すことで有名であり、そのため、アルガンディーから逃亡していたアウトローのフックは、とんでもない嘘を作り出すことで通行を許され、フックを追跡するために派遣された兵士の隊長は、各兵士に金貨一枚を支払う破目になったこともある。

## 「女性」キャラクターについて
『ブラッド・ソード』の英語新装版の表紙の僧侶と魔術師は女性であるとデイブ・モリスは語っており、作者からも主人公の冒険者に女性を含めることは認められている。また、『ブラッド・ソード』と世界観を同じくする『ドラゴン・ウォーリアーズ』のルールでは男性キャラクターと女性キャラクターの間でその力に区別をつけられていない。
しかし、レジェンドの世界は、上述のとおり、中世ヨーロッパに酷似した社会であり、実際の中世ヨーロッパでは、女性の立場が弱いものであることが多かった。『ブラッド・ソード』における冒険者のパーティに女性が含まれていた場合、どのような位置づけになるのであろうか。
『ドラゴンウォーリアーズ』のルールブックの一つである『Dragon Warriors Players Guide: Return to Legend』によると、レジェンドの世界における女性の立場と、女性の冒険者がどのような立ち位置であるかについて説明がされている。
レジェンドの世界の大部分では、男性と女性がどのように行動することが期待されているかについて、明確な区別が存在する。その区別は、現実世界の中世ヨーロッパ社会で見られるものを基にしており、男性と女性の両方に非常に厳しい境界が定められている。しかし、冒険を行う女性の存在によって、女性に有能な戦士や恐ろしい魔術師が含まれることが証明されているため、この事実は現実世界とは多少変化している。レジェンドの世界は、必然的に、中世ヨーロッパの世界よりも性別役割が流動的な世界となっている。
ただし、冒険者たちはレジェンドの世界における社会では、あくまでアウトサイダーであり、彼らは例外にあたる。そのため、レジェンドの地の大部分では、支配的な立場をほとんどは男性が占めており、これは多くの人々にとって物事の自然な秩序の一部であると見なされている。ただし、一部の高貴な女性が、夫や父親の代わりに領地を統治し、または慣習に反して自分自身のために権力を握るという例外も存在する。また、未開な人々の中には、男性と女性の間で、「文化的」で「文明化」した一般的な国々よりも遥かに平等な関係を実践する集団がある。 
冒険者はすでに、通常の社会の束縛から外れた生活を選んだ特別な人々であるため、女性冒険者にそのような障害はない。冒険者の女性を過小評価し、通常の女性のような扱いをするのは、愚かな男性だけである。
女性冒険者が不承認や偏見に直面するのは、保守的な社会と対するときだけで、特に魔法については、女性が使用することに全く問題がないものとして受け入れられる傾向にある。魔法を操る力はとても稀であり、特定の種類の「魔術」は男性よりも女性と関連付けて認知されている。また、暗殺者の女性は、彼女らに対する人々の偏見を、彼女の選んだ専業をより効果的にするために利用するかもしれない。

## 主人公たちの宗教「トルー・フェイス」について
『ブラッド・ソード』の特徴として、多くのゲームブックやTRPGのファンタジー世界が多神教であるのに対して、キリスト教に似た「トルー・フェイス」という一神教が信仰される世界であることや、主人公たちも僧侶はもちろんのこと、他のキャラクターもトルー・フェイスの神や天使に対してかなりの信仰心や敬意を示しており、「神を信じない」イコン（エイケン）や悪魔と取引きをしているプシュケ、異教の邪神を調べているササリアン、真のマグスを信仰する使徒らに対してかなり厳しい態度を取ることが挙げられる。確かに、主人公たちも狂信的なルー・フェイスの信者であるトビアス・ド・ヴァントリーには反発してはいるが、この点は、戦士はまだしも、不信心な印象が強い盗賊や魔術師の発言としては、読者がかなり違和感を抱くと思われる部分である。
主人公たちが生まれ育ったレジェンドの「西方世界」において、「トルー・フェイス」とはどのような宗教であるのか、その教会はどのような存在であるのか、について、『ドラゴンウォーリアーズ』のルールブックの一つである『Dragon Warriors Players Guide: Return to Legend』において、詳細な説明がされている。
なお、「トルー・フェイス」については上記の「ブラッド・ソード#用語集」の「民族と宗教について」の「トルー・フェイス」、「ガタナデス」、「十字軍」の内容も参照すること。
レジェンドのトルー・フェイスが信仰されている「西方世界」では、トルー・フェイスの教会は現代の我々には理解しがたいほどの権力を有している。ほとんど全ての人々が教会の解くトルー・フェイスの教えを信じており、無神論や不可知論さえも稀である。教会の権力の中心から遠くでは、より古い神々への信仰を守る人々もまだいるが、そういった信仰は深刻な問題であると、受け止められている。
この神秘的な力や死後の恐怖による精神的な力と並行して、トルー・フェイスの教会は巨大な世俗権力を有しており、トルー・フェイスが信仰される地域のおいて、いたるところに広大な土地を所有し、他の領主と同様、その土地を統治している。
城の代わりとして修道院が封建領地の中心となり、諸侯の代わりに修道院長が土地を所有している地域も存在する。修道院長はかなりの割合がジェントリ（下級貴族）または貴族の出身であり、ジェントリまたは貴族の家の次男以下の息子が教会に送られることは一般的なことである。これは封建社会における、統治するために生まれたものだけが統治する能力を持つ、とされた考えを根拠とし、さらに、貴族やジェントリが、教会の領地をある程度はコントロールすることも目的の一つとなっている。

### 「トルー・フェイス」の二つの大きな教会とその分派について
トルー・フェイスには、大きな教会が二つあり、さらに多くの小さな分派も存在する。二つの大きな分派はタモール教会とセレンチーヌ教会である。タモール教会は新セレンチーヌ帝国の中心にある帝国公認の国家教会であり、巨大で強力な帝国の統治と明確に結びついている。その信仰は帝国の外では一般的ではないが、地方の教会は、セレンチーヌ教皇の権威の下にある母教会と同じ公的な信仰を、必ずしも共有しているわけではない。
タモール教会とセレンチーヌ教会の間には、一つだけ重要な教義上の違いがある。セレンチーヌ教会の中核となる信仰は、救世主ガタナデスが神の子として生まれ、世界をその原罪から救うためであるというものであるが、タモール教会は、彼が普通の人間として生まれたが、処刑された時に神格に昇ったものという信仰をしている。その殉教の行動は、世界を救った活動であり、同時に神格への原動力であったとする。この違い以外は、どちらの教会救世主の教えと神の性質についてほぼ同じ考えを受け入れているが、多くの細かい違いの方が重要な問題となっている。
セレンチーヌ教会では、どんな人間も神となるという考えを受け入れる信者はいないが、タモール教会内では、ある日、通常の人間が何か偉大な行いを成し遂げて神格化される可能性が宗教の正統な教えの一部とされているため、時折、特に聖なるものと見なされた人々を中心とした宗派が形成されているが、これらの宗派は、インペラトル（皇帝）たちが、帝国に属しない個人を中心に宗教的権力が集中することを好まないため、通常は短命に終わる。
より広く信仰されているセレンチーヌ教会では、誰かが第二の救世主であると主張することは異端とされるが、どんな男女でも、セレンチーヌ教会の教義に反することを言わない限り、敬虔さと善行によって、聖人と見なされる人々の存在は奨励されており、死後に聖人の地位に昇格される可能性がある。
公的には、セレンチーヌ教会は自らを地上の支配の関心から離れた、超然とした存在であるものとされ、名目上はセレンチーヌ市（それ自体は、もはやその名を冠するセレンチーヌ帝国の一部ではない）の小さな地域だけが教会の領土とされるが、実際は上述の通り、各地に大きな領土を有している。
なお、セレンチーヌ教会は一般的に、彼女や、彼女の、または母なる教会などの女性的な用語で表現されるのに対し、タモール教会は一般的に男性的な用語で表現される。
また、「西方世界」では、正式なセレンチーヌ教会の階級は、大陸全体とエルエスランドのアルビオンまで強い影響力を持つが、セレンチーヌから離れたところでは力を失い、地元の権力者や貴族の家系とのつながりを持つ修道院の力が強くなり、セレンチーヌ教会の階級である司教と司祭が、修道院を有する修道院長や修道士と共存して存在することになる。さらに、アルビオンの極北西部、ツーランド、コーナンブリアでは、修道院教会が圧倒的に強力となる。
セレンチーヌ教会と修道院教会の間には大きな宗教的対立はなく、それぞれが他方の信仰を尊重しているが、政治的な緊張は間違いなく存在する。また、修道院教会が強い辺境の地域では、より古い異教の信仰がいまだ支持されており、時には、人々は異教の信仰とトルー・フェイスの信仰を並行して守っており、実用を重んじる教会は地元の伝統的な信仰や祭りを自らの教義に取り入れて形でトルー・フェイスの布教に努めている。
それでもなお、エルエスランドの北部にあるエレウォーン、グリッサム、ツーランドの一部、そして、メルカニア海岸、雪に覆われたクラースなどの地域では、古い考え方が今も根強く、トルー・フェイス教会の影響力はかなり小さいものに過ぎない。

### 「トルー・フェイス」のセレンチーヌ教会と教皇
レジェンドの「西方世界」における「文明化された」土地（コラーディアン海を取り囲む国々とエルエスランドの大部分）の住民のほとんど全員がセレンチーヌ教会の信者であり、『ドラゴン・ウォーリアーズ』と『ブラッド・ソード』の主人公たちもほとんどが、このセレンチーヌ教会の「トルー・フェイス」を信仰しているものと考えられる。
レジェンドの「西方世界」において、王や領主だけが国を統治しうるのは、トルー・フェイスの神とセレンチーヌ教会の同意によるという教義による正当性によるものである。そのため、セレンチーヌ教会は、王たちに（セレンチーヌ教会の最高指導者であり、神の代理人である）教皇の意志に従うことを要求する。教皇は通常、王国の首都に「教会の王子たち」と呼ばれる枢機卿を置くことを要求し、他の都市には司教を、そして、適当な規模のある共同体には司祭を置くことを要求する。世俗の権力者も教会の事には余り干渉しないようにしており、実際、ほとんどの場合、教会の人々は世俗の法律から免除されている。
教皇は、世俗の支配者たちが教会に対して公然と反乱を起こすことがないよう慎重に刺激しないようにしているが、支配者たちは高位の人々の敵意を引き起こしたり、最終的な制裁である「破門」を受けることを避けるために、教会に敬意を払っている。破門された王は統治の正当性を失うため、神を恐れる民衆の反乱に弱く、そのために、領主たちも教会を過度に刺激しないように注意している。教皇は彼の教会の領域内のすべての王国に強い影響力を持っており、母なる教会が直接土地を所有していないという虚構にもかかわらず、事実として教会はかなりの広さの封建領域を支配している。

### 「トルー・フェイス」教会と十字軍
セレンチーヌ教会の力を示す最も顕著な証は「十字軍」である。教皇は、救世主ガタナデスの生誕地イブラヒムをターシムの手から解放するために、男たちに武器をとり、南に行くように呼び掛け、大勢の人々がその呼びかけに応えた。
セレンチーヌ教会が正しさを求めているものと信じ、敬虔さからそうした者もいたが、実際は世俗的な理由も存在する。「西方世界」が比較的、平和な時代となり、多くの騎士たちが地元の戦争で土地を得る機会が失なったため、教皇が、十字軍のアイデアをはじめに思いついたアルガンディーのヴェルガング王と共謀し、それを宗教的な理由と同じぐらい重要な要因として、聖戦である十字軍を行う決定をしたとも考えられている。教会は社会全体の一部であり、そこから完全に分離されたり孤立するものではない。
十字軍は、その信仰される王国すべてからの戦士を含んだ騎士団の誕生をもたらし、どの王国にも忠実ではなく、神または教皇に直接忠誠を誓う男たちの軍隊が生まれたため、そのことを不安に感じる人々もいる。また、騎士団の神や教皇への忠誠もさらにその裏の事情が存在する。

### 「トルー・フェイス」教会の実力と人々の信仰
「トルー・フェイス」教会は非常に豊富な力の根源を根拠とした世俗的な力を有している。さらに、教会の教えを本気で信仰している人々に対しては、その教えに反する者が永遠の地獄に行くという脅しの力は、強い影響を与えている。破門は信仰を持たない人に対してさえも効果があり、永遠の破門を受けた人物と取引をする者はほとんどおらず、封建領主は教会の怒りを買った臣下から土地を没収することもある。
その反面、「トルー・フェイス」教会はまた、知識の保管者でもあり、教会が管理している図書館は、その土地の中で最も文明的なものの一つに数えられる。教会はさらに、教育の提供者であり、多くの騎士が文字を読むことができるのは、修道士や家族である司祭から与えられた指導のおかげである。
「トルー・フェイス」教会は、レジェンドの社会の大きな柱の一つであり、その教えを信じていないものでも、ほぼ確実にそれが何であるかを知っており、人生の多くの面でそれらを重要なものと見なしており、完全な無神論者や不可知論者はほとんどいないのが実情である。魔術師や魔法を使うものも、異教徒であると見なされる可能性が高いため、口先だけでも、人並み以上に、教会に敬意を表する理由がある。
レジェンドの世界では、魔法が実在し、森の中の怪物が実際に存在する世界であり、信仰以外に自分を守るものはほとんど存在しないため、ほぼ全員の人々は、それが何であれ、自身が信仰する宗教を必要なものと考えている。

## 「レジェンド」世界の「魔法」と「魔法使い」
『ブラッド・ソード』では、ラスボスである五人の「真のマグス」が強力な魔法を使う魔法使いであり、他に大きな権力を握る魔法使いとしては、クラースの「現在のマグス」、ワイアード王国の「ワーロック王」が登場し、さらに、各巻にエイケン（イコン）、ファティマ、ササリアン、プシュケ、キルケ、エンタシウス、ザラ・ザ・マンティス、真のマグスの最高使徒のような大きな力を有した魔法使いが次々と登場する。また、主人公としても、魔術師（エンチャンター）がキャラクターとして選択でき、強力な魔法も使用することができる。『ブラッド・ソード』の舞台である「レジェンド」の世界では魔法使いは各地に存在し、人々にとっても、魔法を使用できるものが少数であることは間違いないにしても、かなり身近なものであることが分かる。
「レジェンド」の世界は、現実の中世ヨーロッパに酷似した世界であり、実際に現実のキリスト教に似た一神教の「トルー・フェイス」を主人公の魔術師を含めた多くの人々に信仰されている。
しかし、現実のキリスト教は、中世や近世において、「魔法を使う」と称する人々や称された人々を迫害・弾圧したことで知られている。また、レジェンドの世界の「魔法」は、主人公とトビアス・ド・ヴァントリーとの会話でも分かる通り、「トルー・フェイス」の神から与えられた恩恵の力とはみなされていないようである。
レジェンドの世界の「魔法使い」は、どのような存在であり、「魔法」とどのように認識されているのであろうか？　この点についても、『ドラゴンウォーリアーズ』のルールブックの一つである『Dragon Warriors Players Guide: Return to Legend』において、詳細な説明がされている。
レジェンドの世界における魔法は、重要な存在である。魔法使いたちは、魔法を不完全にした理解していなかったにしても、その意志の力と呪文によって、偉大かつ恐ろしい行為を行うことが可能である。「トルー・フェイス」の教会が、やむを得ず、魔法を容認していたとしても、魔法はすべて一般の民衆からその力を恐れられ、恐怖の対象となっている。
レジェンドの魔法は善でも悪でもなく、ただ存在するだけであり、その力は世界の内部に眠り、呼び出されて操られる。魔法を使うものが全て悪人というわけではないが、特定の精霊使い（Elementalist）が操る闇の能力や、悪魔崇拝者の恐ろしい召喚の力のような「邪悪」と呼ばれる「魔法」も確実に存在する。

### レジェンドの「魔法」の根源
レジェンドに現存する魔法は、かつてのカイクフル帝国（前述）の僧侶たちやエンフィディアン帝国や古代セレンチーヌ帝国（前述）が魔法の知識を探求した内容を中心としており、それら帝国において、魔法で到達した高みは現代のレジェンド世界の魔法とは比類のないものであった。
古代セレンチーヌ帝国では、魔法は実用的な利用価値を見出されていたため、帝国の崩壊後に蛮族の侵略者によって、膨大な知識が含まれた図書館が焼き尽くされた後も、新セレンチーヌ帝国の首都であるタモールでは、宗教的な「魔女狩り」に遭うことはなく、いくつかの魔法学院が存在している。しかし、そのタモールの魔法学院も解析できる古代の文書は、数えるほどしか現存しておらず、それも多くの書物に誤りや欠落、誤訳が生じている状況である。魔法学院ですら、その書物の魔法原則への不一致や読みづらさに苦しんでいる。
そのため、タモールの魔法学院であるコレギウス・ミステリウムは、古代の知識に高額な報奨金をかけている。新セレンチーヌ帝国の人々は特に熱心に、古代帝国の知識の回収を行っており、その方が研究によって知識を得るよりも容易に魔法の知識を習得できる。このことにより、魔法学院にしても、古代帝国の地に赴く冒険者と、数少ない偉大な知恵者が革新を提供してくれることに頼らざるを得ない状況である。
レジェンドのほぼすべての国には、魔法使いに対する独自の見方と扱いがある。これは、各国に存在する異なる超自然的要素や歴史を考えると、特におかしい話ではない。
アルガンディーやクラースのような土地では、超自然的な力によって引き起こされた恐ろしい出来事が遭った歴史がある。クラースはいまだにマグスの支配下で苦しんでいる一方で、アルガンディーの人々は闇を退けており、それに関連する魔法を嫌っている。
魔法使いは封建制度の中で独特の立場にあり、ある地域では領主に求められ、他の地域では嫌われている。強大な力を持つ魔術師は貴族に求められる一方、才能の乏しい者たちは伝染病者のように扱われ、追放されてしまう。多くの才能の乏しい魔法使いたちがレジェンド世界において放浪生活に向かうのも理由があることである。

### 宗教と魔法の関係について
レジェンドの西方の地には、二つの主要な宗教、「ターシム」と「トルー・フェイス」が存在する。それぞれが魔法に対する異なる見解を持っているが、どちらも魔法使いを「少なくとも今のところは」、すぐに弾圧することはない。
しかし、十字軍のように、宗教の力がわずかな期間で社会全体を変えることもある。宗教の指導者たちも単なる生きている人間であり、巧妙な策略がうまく用いられれば、魔法が悪魔崇拝と同じように凶悪な罪であると宣言されることもありえる。

### 「トルー・フェイス」と魔法
トルー・フェイスは、歴史と地理の関係から、魔法については二面的な見解を持っている。魔法は、かつて古代セレンチーヌ帝国が存在した中核国に広く普及しており、聖職者にとって、魔法そのものは、驚異であったとしても非難はしない。しかし、ゾンビを蘇らせたり死者の霊を召喚する魔法使いは、悪魔と取引する者として扱われ、生きたまま煮えたぎる湯に投げ込まれることとなる。また、トルー・フェイスの救世主が行った奇跡を魔法で再現することは異端に近い行動であり、避けたほうが賢明である。
この実用的な魔法の見方は聖職者たちにも及んでおり、セレンチーヌ教会かタモール教会のどちらか、または両方の派閥に直接仕える、秘密の魔法を使うことができる修道士のグループが存在すると言われている。この件について教皇に疑問を呈したり、古代セレンチーヌ帝国の崩壊時に教会に保管されていた魔法の知識に関する書物が今どこにあるのかを尋ねたりする勇気のある者はいない。
ただし、古代帝国の辺境の地では事情が異なる。この地では、魔法を操るものは、しばしば古代の神々の司祭であったため、「トルー・フェイス」教会は、古代の神々を信仰する宗教の支配を打ち破るために、その司祭が使用する魔法を「悪魔化」したものであるとみなす必要があった。そのため、教会が、改宗者を求めるため、古代セレンチーヌ帝国に属するもの以外の魔法使いを糾弾することが一般的となっている。
このように、トルー・フェイスの中心地では魔法が大きな懸念材料ではないとみなされているが、文明の辺境ではそれが暗黒の道具と見なされている。特定の国々、特にアルガンディーや十字軍公国では、「トルー・フェイス」教会が魔法使いに対してますます好戦的な見解を持つようになっている。
そのため、魔女狩りの頻度と血なまぐささは年々増している。軽率に魔術を使った多くの愚かな見習いが、絞首台で死ぬ結果となっており、賢明な魔法使いは、自身の力が誰も挑戦できないほど強大になるまでは力を秘めている。

### 「ターシム」と魔法
ターシム教は魔法に対しては、「トルー・フェイス」のセレンチーヌ教会と似た見解を持っており、その宗派には「神の盾」と呼ばれる「ムタカリムン」という魔戦士(Warlock)の集団さえ存在する。これらの魔戦士はタシーム教の宗教的指導者であり、恐ろしい戦士でもある。十字軍から戻ってきた者たちは、これらの狂信者との戦いについての恐ろしい話を伝えてくる。
また、ターシム教では、非信者の精霊使いは邪悪であり、剣で討たれるべきとされている。この命令は、ターシム教の初期において、闇の精霊使いのカルト集団が預言者アカーバの暗殺と、彼の著作の焼却を実行しようとした事件に起因している。
ターシム教の厳格な宗派では、すべての魔法使いを疑わしく見なしており、旅行者は地方の地域では目に見えて分かりやすい魔法の使用を避ける方が賢明である。

## W・B・イェイツの詩『The Magi』
デイブ・モリスは、『ブラッド・ソード』の小説『The Chronicles of the Magi』を執筆した数年後に偶然見かけたW・B・イェイツの詩『The Magi』が真の五人のマグスのイメージにとても合致しているとして、『The Chronicles of the Magi』やブログに引用しているため、その詩をここに紹介する、。なお、ここでいう「Magi」はキリストの誕生を見出した「東方の三博士」のことである。
Now as at all times I can see in the mind's eye,

In their stiff, painted clothes, the pale unsatisfied ones

Appear and disappear in the blue depth of the sky

With all their ancient faces like rain-beaten stones,

And all their helms of silver hovering side by side,

And all their eyes still fixed, hoping to find once more,

Being by Calvary's turbulence unsatisfied,

The uncontrollable mystery on the bestial floor.

## 「Blood Sword 5e」について
「ダンジョンズ&ドラゴンズ第5版」のルールを使った「ブラッド・ソード」シリーズを基にした新しいロールプレイングゲーム。「ブラッド・ソード」シリーズは名目上は「ドラゴンウォーリアーズ」と同じ「ローファンタジー」のレジェンドの世界が舞台としているが、雰囲気が大きく異なる神話的な敵、英雄的な試練、そして世界を救うストーリーラインといった要素が詰まった壮大なファンタジーであるため、「ダンジョンズ&ドラゴンズ第5版」のようなハイファンタジーの冒険として新たに作成されることになったものである。
Tambù出版社により計画され、Kickstarterのキャンペーンが行われている。その内容は、「レジェンドの君主に仕えて、戦争や魔物を追い払うために雇われていた荒々しい傭兵や賞金稼ぎ、卑劣な暗殺者であったプレイヤーが、宿命により、破滅を引き起こそうとするクラースの5人の不死のマグスを倒せる唯一の武器である「ブラッド・ソード」の失われた欠片という偉大で恐るべき力を持つ遺物を集める」となっている。
ゲームシステムは、「ブラッド・ソード」シリーズの「ダンジョンズ&ドラゴンズ第5版」への単純な移し替えやただのリメイクではなく、その内容である『The Cursed Temple』は、単なる『The Battlepits of Krarth』（『ブラッド・ソード』第1巻、邦訳『勝利の紋章を奪え!』）の前日譚というだけでなく、まったく新しいプロットを持っている。
2022年には、イタリア語版が発売され、ラス・ニコルソンの元のイラストを新しい地図や絵と組み合わせたデザインになっている。また、英語への翻訳も予定されている。

## 「ゴールデン・ドラゴン・ファンタジイ・ゲームブック・シリーズ」との関係について
『ブラッド・ソード』は（完全に正式なものではないが）TRPG『ドラゴン・ウォーリアーズ』の世界であるレジェンドと世界観を共有している。『ブラッド・ソード』とは別に、作者を同じくし、世界観を共有していると呼ばれたゲームブック作品シリーズが存在する。
その作品のシリーズは、「ゴールデン・ドラゴン・ファンタジイ・ゲームブック・シリーズ」と呼ばれ、日本では、創元推理文庫から、『吸血鬼の洞窟（CRYPT OF THE VAMPIRE）』、『炎の神殿（THE TEMPLE OF FLAME）』、『シャドー砦の魔王（THE LORD OF SHADOW KEEP）』、『ドラゴンの目（THE EYE OF THE DRAGON）』、『ファラオの呪い（CURSE OF THE PHARAOH）』、『失われた魂の城（CASTLE OF LOST SOULS）』というタイトルで出版されている。
この「ゴールデン・ドラゴン・ファンタジイ・ゲームブック・シリーズ」は、『ドラゴン・ウォーリアーズ』の日本語翻訳である『魔法使いへの道』の解説において、『ドラゴン・ウォーリアーズ』や『ブラッド・ソード』と背景世界を同じくしているゲームブックとして紹介されている。このため、ゲームブックの紹介においても、「世界観を共有している作品」として紹介されることが多い。
しかし、『ドラゴン・ウォーリアーズ』や『ブラッド・ソード』の世界であるレジェンドにおいて、『吸血鬼の洞窟』の冒険の舞台である「ウィストレンの森」は確かに、エルエスランドの国家であるアルビオンに存在するが、『炎の神殿』に登場する「パラドス」、『シャドー砦の魔王』に登場する「ララッサ」、『ファラオの呪い』に登場する「ケム」は存在しない。また、『失われた魂の城』の「リントン」も確認できない。また、『ドラゴンの目』に登場する「アクタン」はカールランドの都市として存在するが、『炎の神殿』では、この地は「パルドス」の首都とされている。
現在では、デイブ・モリスは自身のブログで、「ゴールデン・ドラゴン・ファンタジイ・ゲームブック・シリーズ」の新装版が出版されるとともに、その世界観が『ドラゴン・ウォーリアーズ』や『ブラッド・ソード』の世界であるレジェンドであることを否定しており、『ドラゴンの目』の「アクタン」はレジェンドに存在する「アクタン」ではなく、独自の世界観であると説明している。また、『吸血鬼の洞窟』にしても、冒険の舞台は確かに、レジェンドの冒険主要舞台であるエルエスランドの国家であるアルビオンに存在するが、新装版では、ファンタジー要素が除かれ、レジェンドの世界観の作品ではないと、作者であるデイブ・モリスが自身のブログで述べている。
このため、現在では、「ゴールデン・ドラゴン・ファンタジイ・ゲームブック・シリーズ」は『ドラゴン・ウォーリアーズ』や『ブラッド・ソード』とは世界観が共有したものとは認められない。
ただし、『吸血鬼の洞窟』の旧版は、デイブ・モリスは、レジェンドの世界であったことは否定しておらず、『ブラッド・ソード』では「デス・ソード（悪魔の爪）」の所有者であったガネロンの墓が登場するなど、一部、世界観を共有する部分が見受けられる。また、他の作品にしても旧版については、モンスターの一部において、『ドラゴン・ウォーリアーズ』独特のモンスターが登場する。

## 『ブラッド・ソード』データの『ドラゴン・ウォーリアーズ』データへの変換について
ゲームブック評論家で作家のオリバー・ワウェル（Oliver Whawell）は『ブラッド・ソード』のファンでもあり、『ブラッド・ソード』のキャラクターデータが同じレジェンドの世界を舞台とするTRPG『ドラゴン・ウォーリアーズ』のデータに転換を試みている。オリバー・ワウェルは『ブラッド・ソード』の戦士（ウォーリア）を『ドラゴン・ウォーリアーズ』の騎士に、『ブラッド・ソード』の魔術師（エンチャンター）を『ドラゴン・ウォーリアーズ』の魔術師に変換する公式を作成、それを全キャラクターにあてはめていった。これは、特に、人間型のキャラクターには特に成功し、獣や悪魔、巨人、ドラゴンは変更を加えることで作成している。ただし、５巻のいくつかのキャラクターは当てはまらず、その公式は利用せず作成している。また、スタンリー・バーンズ（Stanley Barnes）による『ブラッド・ソード』の僧侶（セージ）と魔術師（エンチャンター）の『ドラゴン・ウォーリアーズ』の独自職業への変換データも掲載されている。
このデータは、デイブ・モリスのブログにおいて公表されており、（英語ではあるが）、全ての読者がそのデータをPDFで取得することができる。ブログには、『ブラッド・ソード』の英語旧版の表紙や挿絵を描き直した画像がつけられ、PDFには、英語旧版の表紙を書き直した別の画像がつけられている（PDFの取得については、ブラッド・ソード#外部リンクの「『ブラッド・ソード』と『ドラゴンウォーリアーズ』のデータ変換について」参照）。

## 単行本（日本語翻訳）
デイブ・モリスは、日本語で出版された第4巻までの書籍を受け取るまでは、出版社が日本に権利を売却していたことさえ知らなかったそうである。
- デイブ・モリス、オリバー・ジョンソン『ブラッド・ソード』 シナリオ1（勝利の紋章を奪え！）、大出健 訳、富士見書房〈富士見ドラゴンブック〉、1988年3月30日。ISBN 4-8291-4225-1。
- デイブ・モリス、オリバー・ジョンソン『ブラッド・ソード』 シナリオ2（魔術王をたおせ！）、大出健 訳、富士見書房〈富士見ドラゴンブック〉、1988年7月1日。ISBN 4-8291-4226-X。
- デイブ・モリス、オリバー・ジョンソン『ブラッド・ソード』 シナリオ3（悪魔の爪を折れ！）、大出健 訳、富士見書房〈富士見ドラゴンブック〉、1989年2月1日。ISBN 4-8291-4229-4。
- デイブ・モリス、オリバー・ジョンソン『ブラッド・ソード』 シナリオ4（死者の国から還れ！）、大出健 訳、富士見書房〈富士見ドラゴンブック〉、1989年9月1日。ISBN 4-8291-4235-9。

## ペーパーバック（英語版）
- Morris, Dave; Johnson, Oliver; Nicholson, Russ (Illustrator) (1987-05-01). The Battlepits of Krarth. Knight Books. v. 1
- Morris, Dave; Johnson, Oliver; Nicholson, Russ (Illustrator) (1987-05-01). The Kingdom of Wyrd. Knight Books. v. 2
- Morris, Dave; Johnson, Oliver; Nicholson, Russ (Illustrator) (1987-08-01). The Demon's Claw. Knight Books. v. 3
- Morris, Dave; Johnson, Oliver (1988-09-01). Doomwalk. Knight Books. v. 4
- Morris, Dave; Johnson, Oliver; Thomson, Jamie (1988-12-01). The Walls of Spyte. Knight Books. v. 5（シリーズ最終巻。日本語未訳）

## ペーパーバック（英語新装版）
表紙が変更されており、追加ルールや変更ルールが存在する。5巻では、世界観や『ブラッド・ソード』が書かれた背景が追記されている。文章やパラグラフも一部変更されている。
- Morris, Dave; Johnson, Oliver; Nicholson, Russ (Illustrator) (2014-08-20). The Battlepits of Krarth. Blood Sword. Volume 1. Fabled Lands Publishing
- Morris, Dave; Johnson, Oliver; Nicholson, Russ (Illustrator) (2014-08-20). The Kingdom of Wyrd. Blood Sword. Volume 2. Fabled Lands Publishing
- Morris, Dave; Johnson, Oliver; Nicholson, Russ (Illustrator) (2014-08-20). The Demon's Claw. Blood Sword. Volume 3. Fabled Lands Publishing
- Morris, Dave; Johnson, Oliver; Nicholson, Russ (Illustrator) (2014-08-20). Doomwalk. Blood Sword. Volume 4. Fabled Lands Publishing
- Morris, Dave; Johnson, Oliver; Nicholson, Russ (Illustrator); Tompson, Jamie (Contributor) (2019-06-10). The Walls of Spyte. Blood Sword. Volume 5. Fabled Lands Publishing

## 小説『The Chronicles of the Magi』（英語）
ゲームブックを原作とした全三巻の連作 『The Chronicles of the Magi (マグスの年代記)』がデイブ・モリスの手によって執筆された。 主人公はウォリアー・モンク（修道戦士）の Altor（アルター／アルトール） とローグ（ならず者）の Caelestis（カエレスティス／ケレスティス）の二名
。
デイブ・モリスはこの小説について、「多くの人々が『ブラッド・ソード』シリーズが素晴らしい小説になると言っていたため、1997年に通常のフィクション小説に変換するため取り組むことを決意した。ゲームブックの選択肢には、読者（プレイヤー）の想像に全て委ねられている思考過程と行動が含まれているため、小説では、その全てを文章に記さなくてはならなかった。また、ゲームの解説のように感じられるのは避け、キャラクターが多すぎると物語が焦点を失いがちであるため、冒険者のパーティーを主人公にはしなかった」と語っている
また、主人公については、デイブ・モリスは、ティム・ハーフォードの『ドラゴンウォーリアーズ』のレジェンドキャンペーンに短期間登場した自分のキャラクターであり、ジャック・ヴァンス風のローグであるカエレスティス／ケレスティスと決めた。しかし、彼は中学生向けのシリーズの主役としてはあまりにも問題児すぎることに気付き、伝統的に英雄的なセリフを話すことができるカペラーズ騎士団の見習いのような「ウォーリアモンク」と呼ばれるキャラクターであるアルター／アルトールにすることに変更している。
同時に別の仕事も受けていたため、『Chronicles of the Magi』三部作の執筆は大変なものになったが、楽しくもあった。この作品の中では、『ブラッド・ソード』で起こった問題を解決し、『ブラッド・ソード』の第1巻が実質的にゲームプレイのチュートリアルにあたるため、他の物語から切り離されているという問題に対処するために、最初の『Chronicles of the Magi』小説の冒頭のシーンを『ブラッド・ソード』の第2回にあたる『The Kingdom of Wyrd（日本語翻訳タイトル『魔術王を倒せ！』）』の冒頭から持ってきている。これにより、作品がはじまってすぐに『ブラッド・ソード』のクエストに入るように再編されている。この小説では、ゲームブックにない多数のシーンが追加されている。
- Morris, Dave (1999-06-01). The Sword of Life. Hodder & Stoughton（英語版）. ISBN 0340672986
  - ゲームブックの1巻に相当。
- Morris, Dave (1999-06-01). The Kingdom of Dreams. Hodder & Stoughton. ISBN 0340672994
  - ゲームブックの2巻に相当。
- Morris, Dave (1999-06-01). The City of Stars. Hodder & Stoughton. ISBN 0340673001
  - ゲームブックの3巻に相当。ゲームブックとは異なり小説ではブラッドソードが黄泉の国に持ちさられることがなく、物語はここで完結する。

## 参考書籍
- Morris, Dave (1986-08-08). The Lands of Legend. Dragon warriors. No. 6. Nicholson, Russ (Illustrator),  Wingate, Geoff (Illustrator). Corgi. ISBN 9780552523356
- Morris, Dave; Johnson, Olive; Sturrock, Ian; Wallis, James; Hodgson, Jon (2015-08-30). Dragon Warriors Bestiary: Monsters of Myth for the Lands of Legend. Createspace Independent Pub. ISBN 9781517120283
- 井村君江『ケルト妖精学』講談社〈講談社学術文庫〉、1996年8月10日。ISBN 4-06-159243-2。
- デイブ・モーリス『ドラゴンの戦士 ドラゴン・ウォーリアーズ1』本田成二 訳、東京創元社〈創元推理文庫〉、1990年7月1日。ISBN 4-488-90507-2。
- デイブ・モーリス『魔法使いへの道 ドラゴン・ウォーリアーズ2』本田成二 訳、東京創元社〈創元推理文庫〉、1990年7月1日。ISBN 4-488-90508-0。
- 吸血鬼の洞窟 (創元推理文庫 905-1 スーパーアドベンチャーゲーム)　 デイブ モーリス (著),鎌田 三平 (翻訳)　 1986/3/1
- Dragon Warriors Players Guide: Return to Legend　 Createspace Independent Pub（出版）　Kieran Turley (著), Colin Chapman (著), Gerard Coady (著), Donal Fallon (著), Patrick Gavin (著)　 2015/8/29

## 関連書籍（英語）
- Morris, Dave (2019-03-31). Blood Sword Battle Boards. Independently published. ISBN 9781798122365

### 『ブラッド・ソード』英語旧版出版の思い出
- Home of the Magi - 「真のマグス」の本拠地である「スパイト」とその周りを囲む「コールドロン」の地図と『ブラッド・ソード』第5巻の簡単な解説
- Blood Sword redux: The Battlepits of Krarth - デイブ・モリスの『ブラッド・ソード』第1巻の思い出
- Blood Sword redux: The Kingdom of Wyrd - デイブ・モリスの『ブラッド・ソード』第2巻の思い出
- Blood Sword redux: The Demon's Claw - デイブ・モリスの『ブラッド・ソード』第3巻の思い出
- Blood Sword redux: Doomwalk (part 1) - デイブ・モリスの『ブラッド・ソード』第4巻の思い出（パート1）
- Blood Sword redux: Doomwalk (part 2) - デイブ・モリスの『ブラッド・ソード』第4巻の思い出（パート2）
- Blood Sword redux: Doomwalk (part 3) - デイブ・モリスの『ブラッド・ソード』第4巻の思い出（パート3）
- Blood Sword redux: The Walls of Spyte - デイブ・モリスの『ブラッド・ソード』第5巻の思い出

### 『ブラッド・ソード』英語新装版について
- BLOOD SWORD - 『ブラッド・ソード』の英語新装版の紹介ページ
- Blood Sword is back! - 『ブラッド・ソード』の英語新装版の予告
- The Apocalypse is going to take a little longer - 『ブラッド・ソード』の英語新装版第5巻がすぐに出版できないことの理由説明
- Blood Sword cover design -『ブラッド・ソード』英語新装版・表紙の解説
- Conjunction of the Five (books) -『ブラッド・ソード』第5巻新装版出版に関するKickstarterの告知
- At last, Spyte -『ブラッド・ソード』第5巻新装版出版決定後の第5巻旧版出版事情に対する解説
- Midnight on the Day of Judgement -『ブラッド・ソード』第5巻新装版及び『Blood Sword Battle Boards』出版の告知
- Crossing the Cauldron -『ブラッド・ソード』第5巻新装版ハードカバー版に関する告知

### 『ブラッド・ソード』の新しいゲーム計画について
- Blood Sword 5e - 『ブラッド・ソード』のダンジョンズ＆ドラゴンズ第5版ルールによる新しいロールプレイングゲームの計画について
- Hard-as-nails heroes wanted - 『ブラッド・ソード』のダンジョンズ＆ドラゴンズ第5版ルールによる新しいロールプレイングゲームの計画の続報について
- An irresistible fate, a wyrd... - 『ブラッド・ソード』のダンジョンズ＆ドラゴンズ第5版ルールによる新しいロールプレイングゲームの計画の再続報について

### 『ブラッド・ソード』と『ドラゴンウォーリアーズ』のデータ変換について
- Lich Lord, Legend-style  - オリバー・ワウェル（Oliver Whawell）による『ブラッド・ソード』の『ドラゴンウォーリアーズ』へのデータ変換の公開について
- Blood Sword to Dragon Warriors - part 1  - 『ブラッド・ソード』１巻の『ドラゴンウォーリアーズ』へのデータ変換について
- Blood Sword to Dragon Warriors - part 2  - 『ブラッド・ソード』２巻の『ドラゴンウォーリアーズ』へのデータ変換について
- Blood Sword to Dragon Warriors - part 3  - 『ブラッド・ソード』３巻の『ドラゴンウォーリアーズ』へのデータ変換について
- Blood Sword to Dragon Warriors - part 4  - 『ブラッド・ソード』４巻の『ドラゴンウォーリアーズ』へのデータ変換について
- Blood Sword to Dragon Warriors - part 5  - 『ブラッド・ソード』５巻の『ドラゴンウォーリアーズ』へのデータ変換について
- The Sage and the Enchanter: Dragon Warriors rules for Blood Sword characters  - 『ブラッド・ソード』と『ドラゴンウォーリアーズ』の関係について

### 『ブラッド・ソード』に関するその他の情報について
- Believing in faerie - デイブ・モリスによる「レジェンド世界」の説明
- The Chronicles of the Magi - 『ブラッド・ソード』の小説版（英語）である『Chronicles of the Magi』の紹介
- Sibling wizards - デイブ・モリスの日本語版『ブラッド・ソード』表紙の紹介
- God's favourite angel - 「Kickstarter」において落札された「5人の真のマグス」のラス・ニコルソン画のイラストについて
- Just a scratch - 『ブラッド・ソード』の現在にあわせた新ルールの説明
- The Lands of Legend at the Wayback Machine (archived 2006-05-03) - 「レジェンド世界」の地図のサイト